# Biserica de lemn din Gurbești

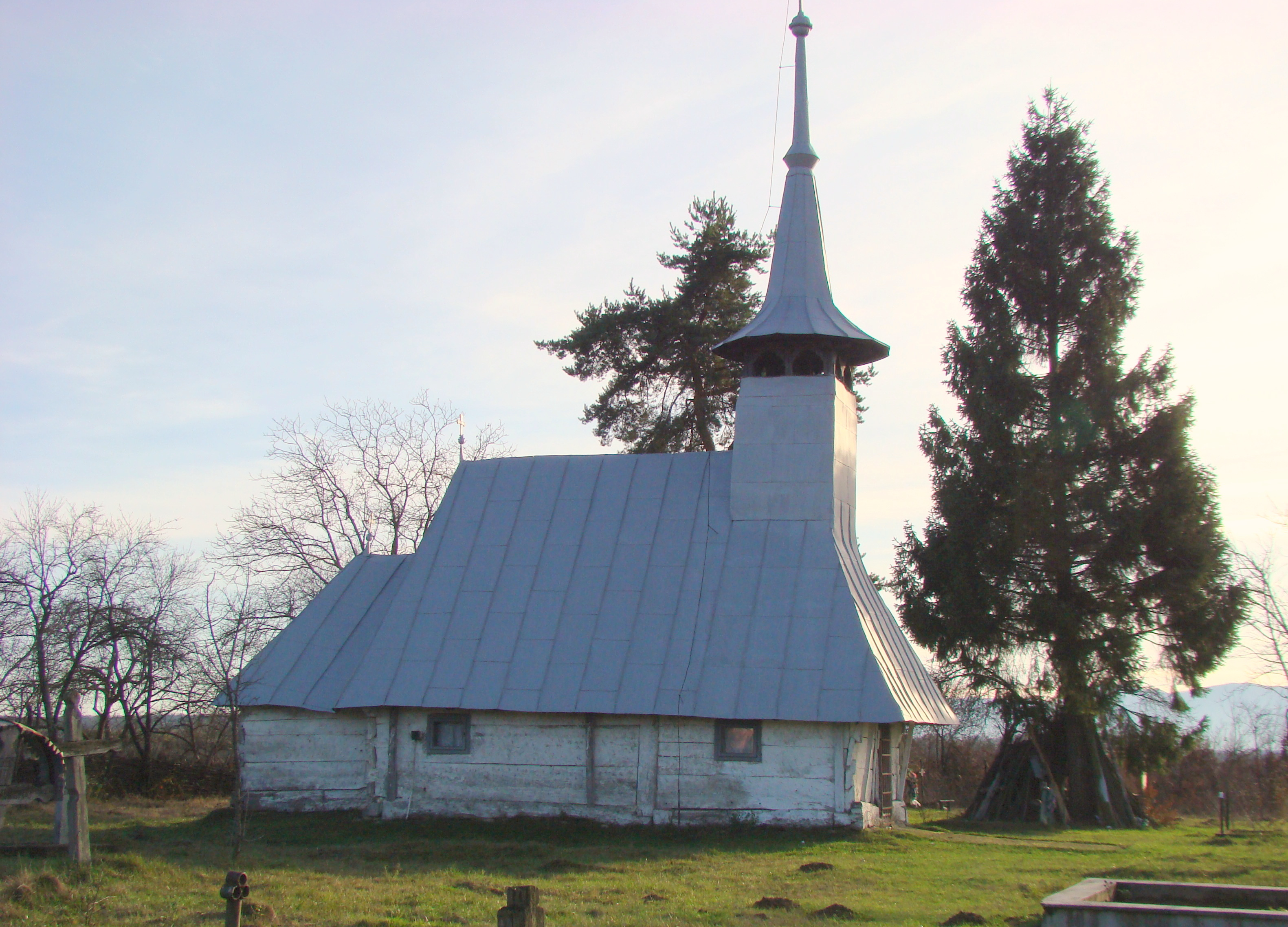
Biserica de lemn „Sfântul Nicolae” din Gurbești, comuna Căbești, județul Bihor, foto: noiembrie 2009.

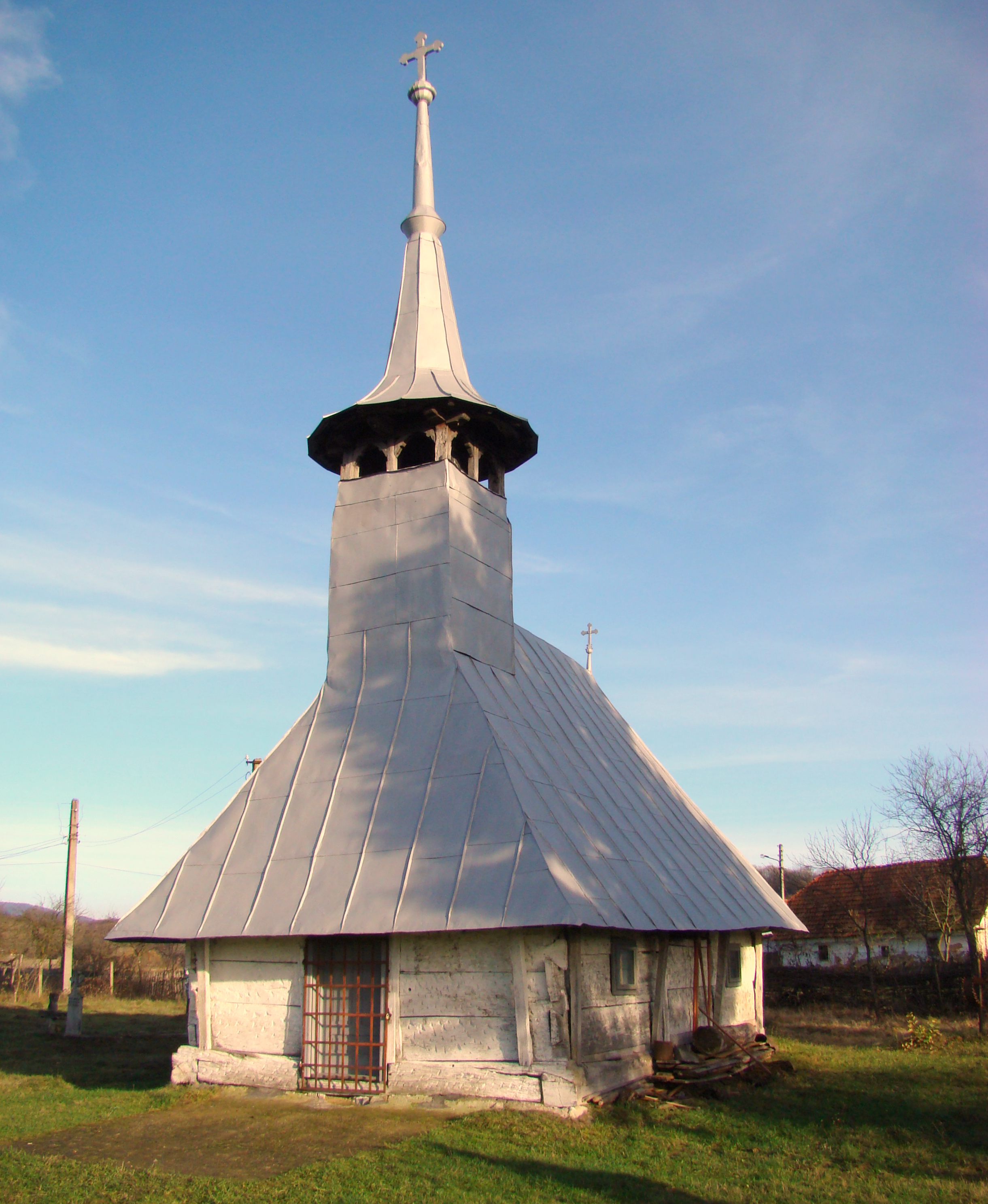
Biserica (sud-vest)

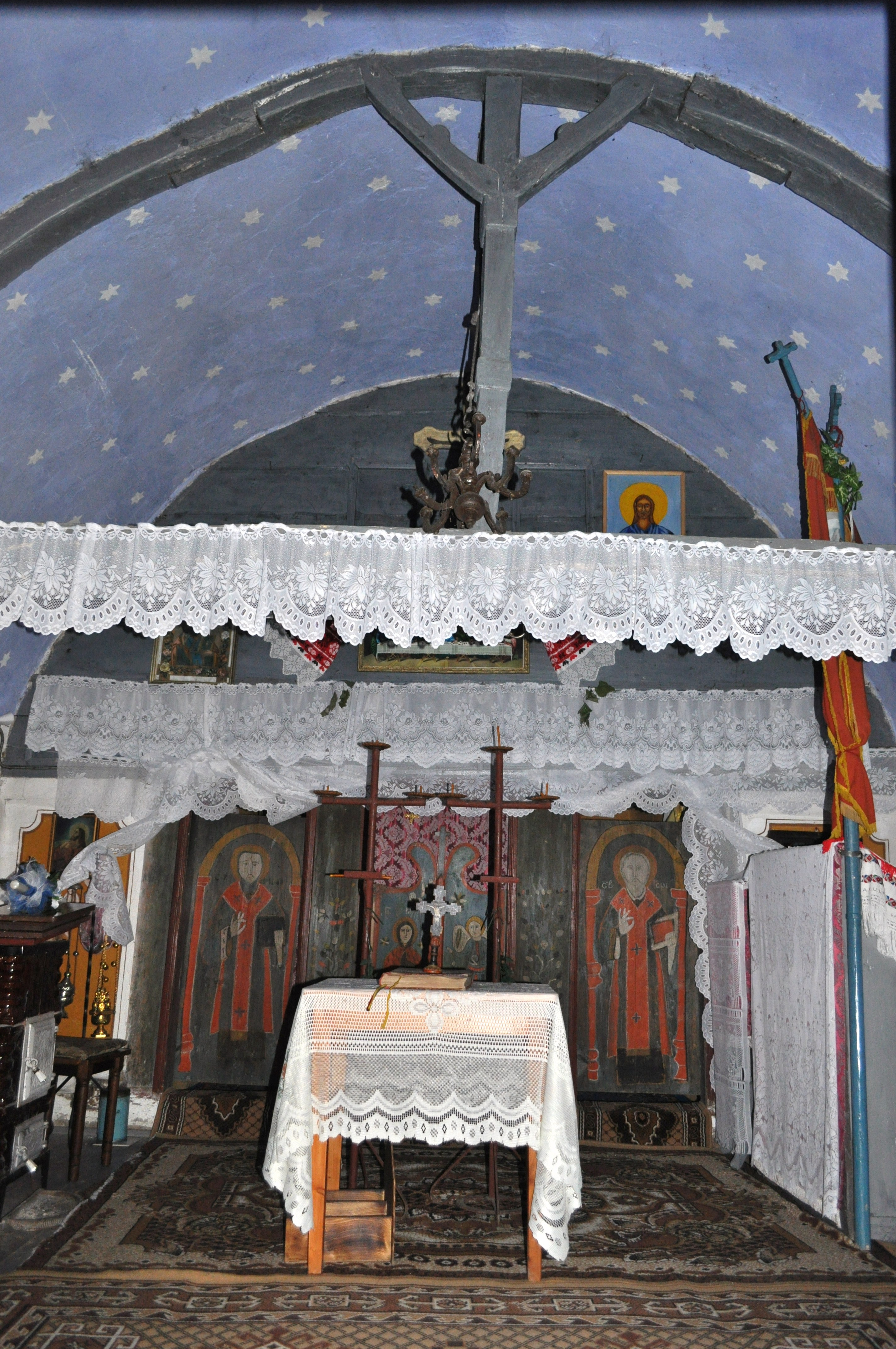
Interiorul navei

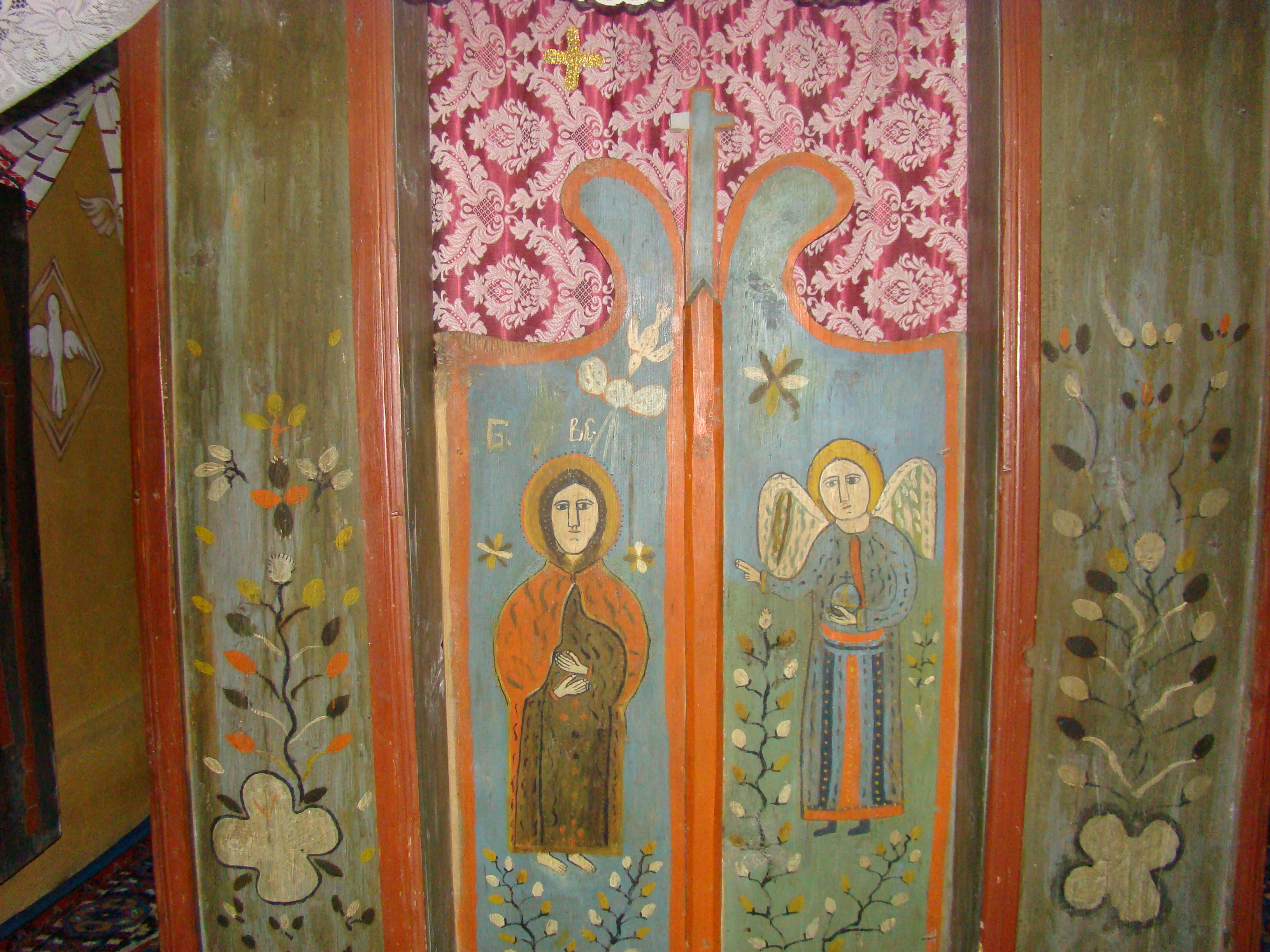
Ușile împărătești: „Buna Vestire”

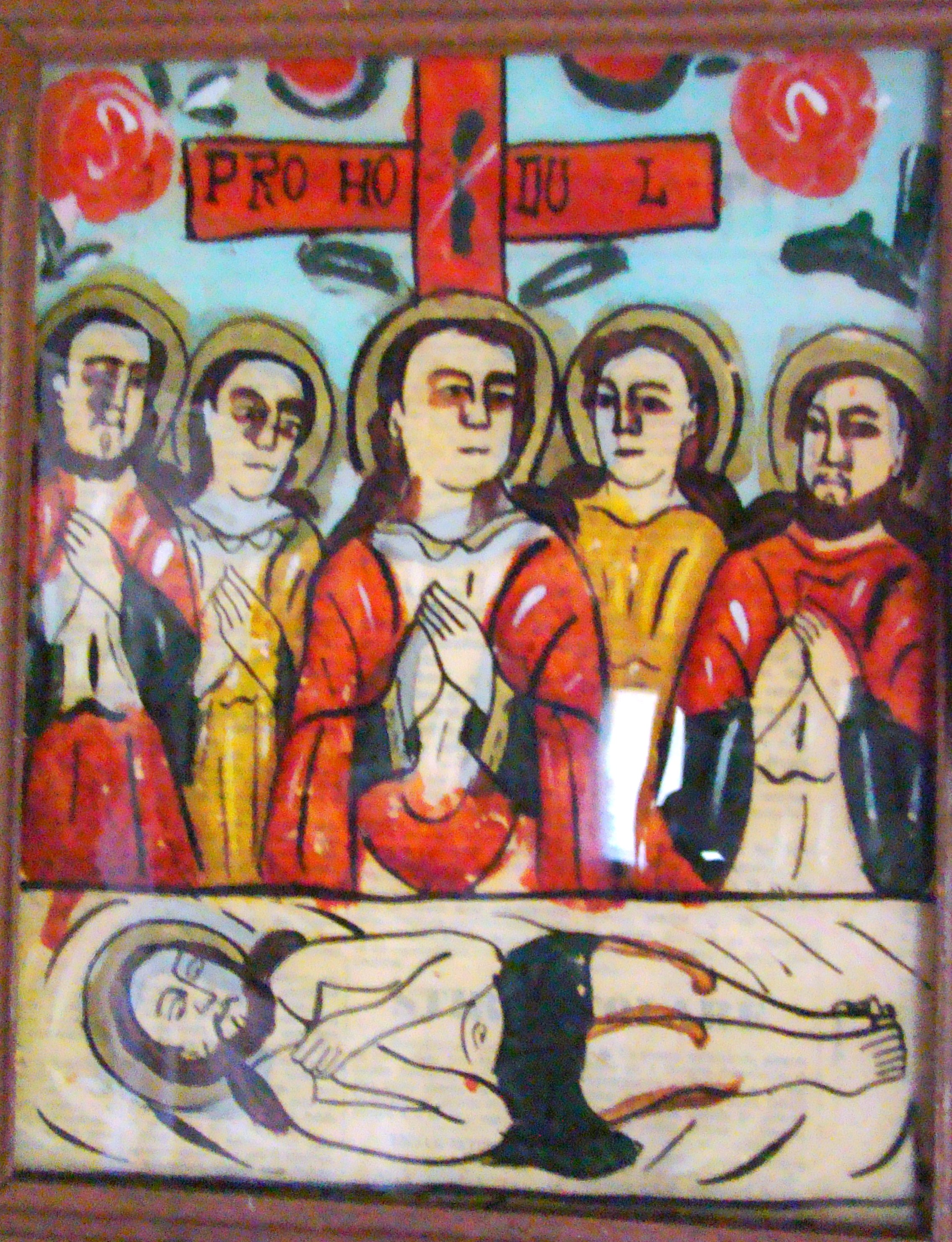
Prohodul Domnului

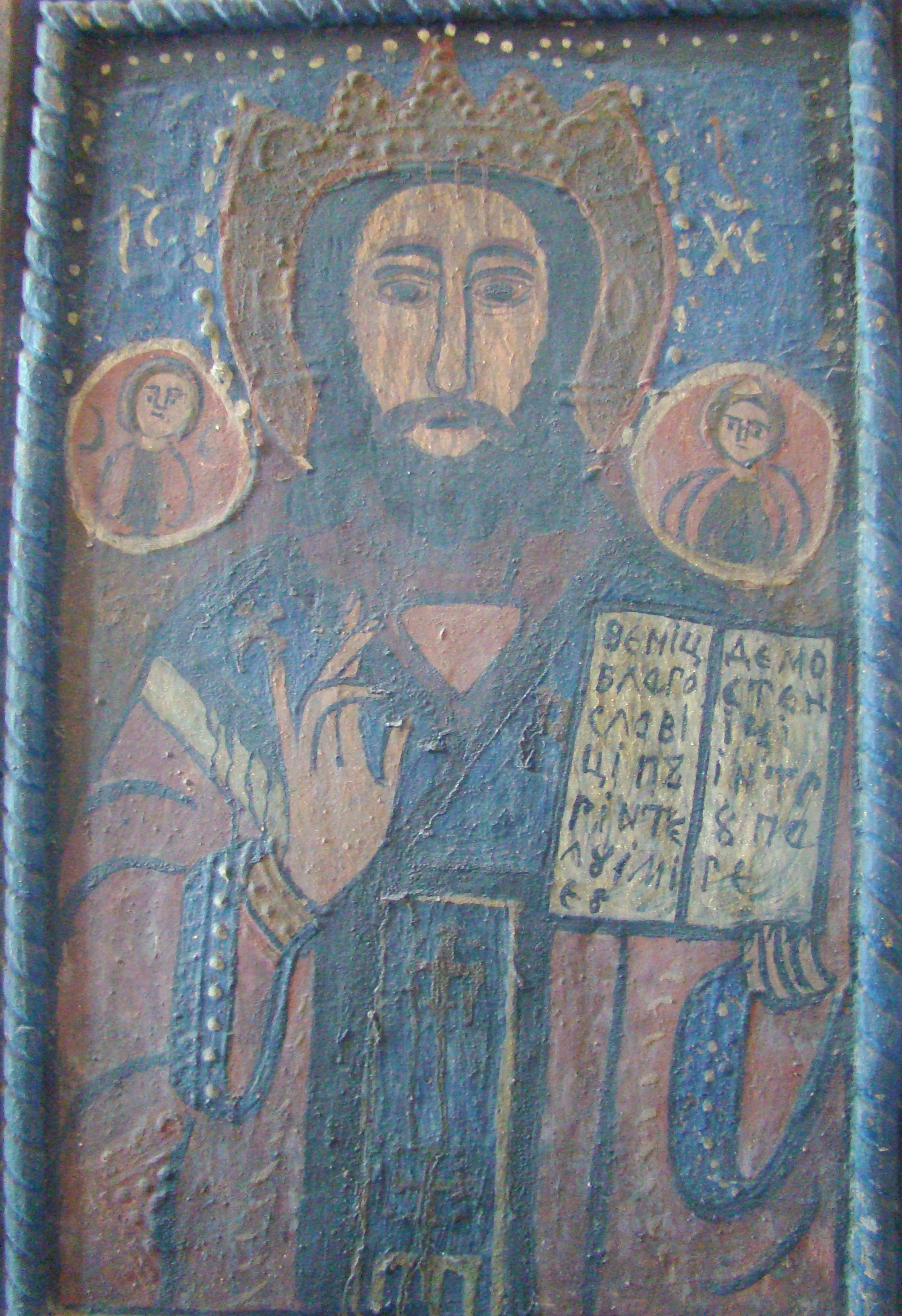
Iisus binecuvântând

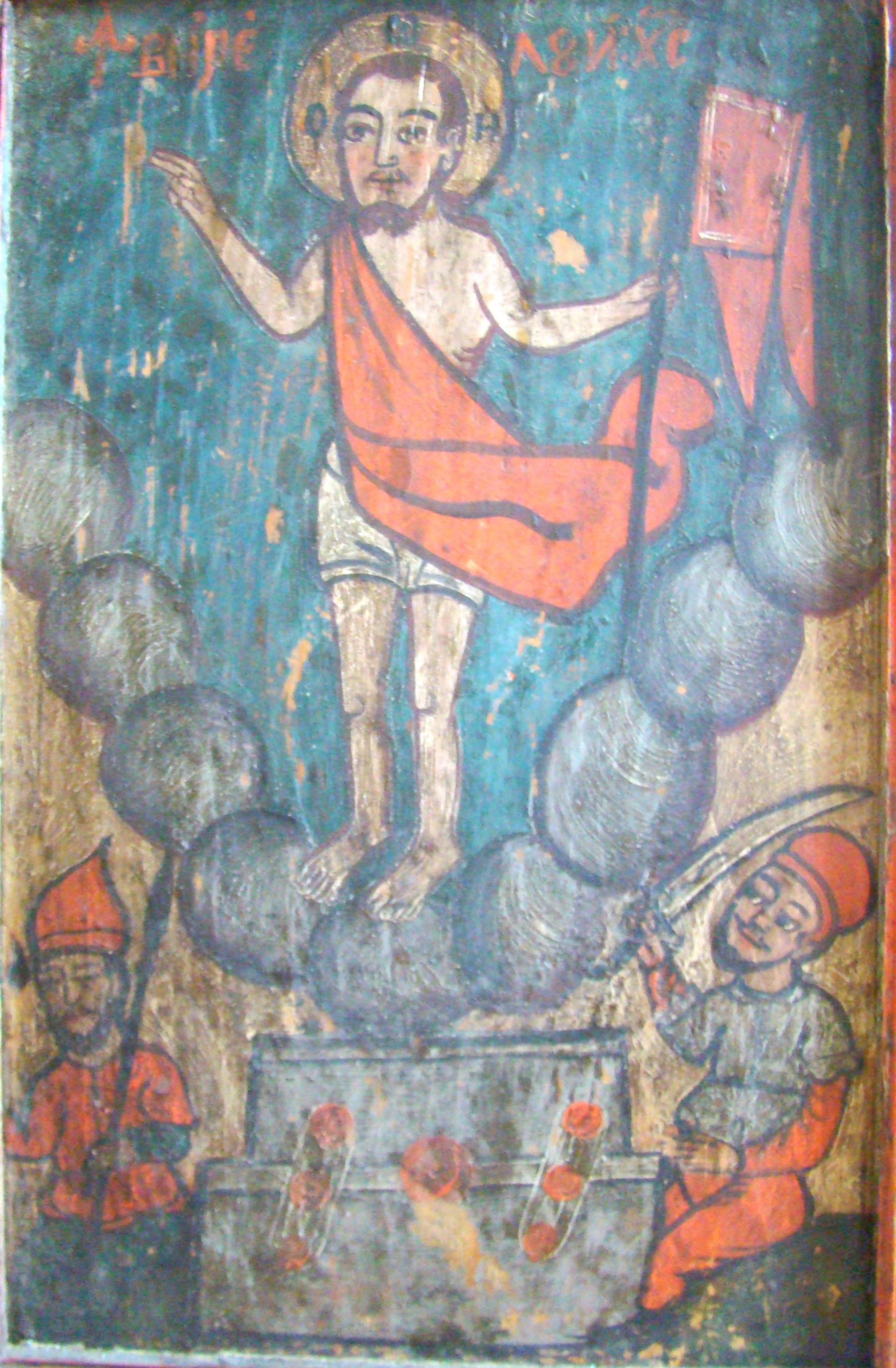
Învierea Domnului

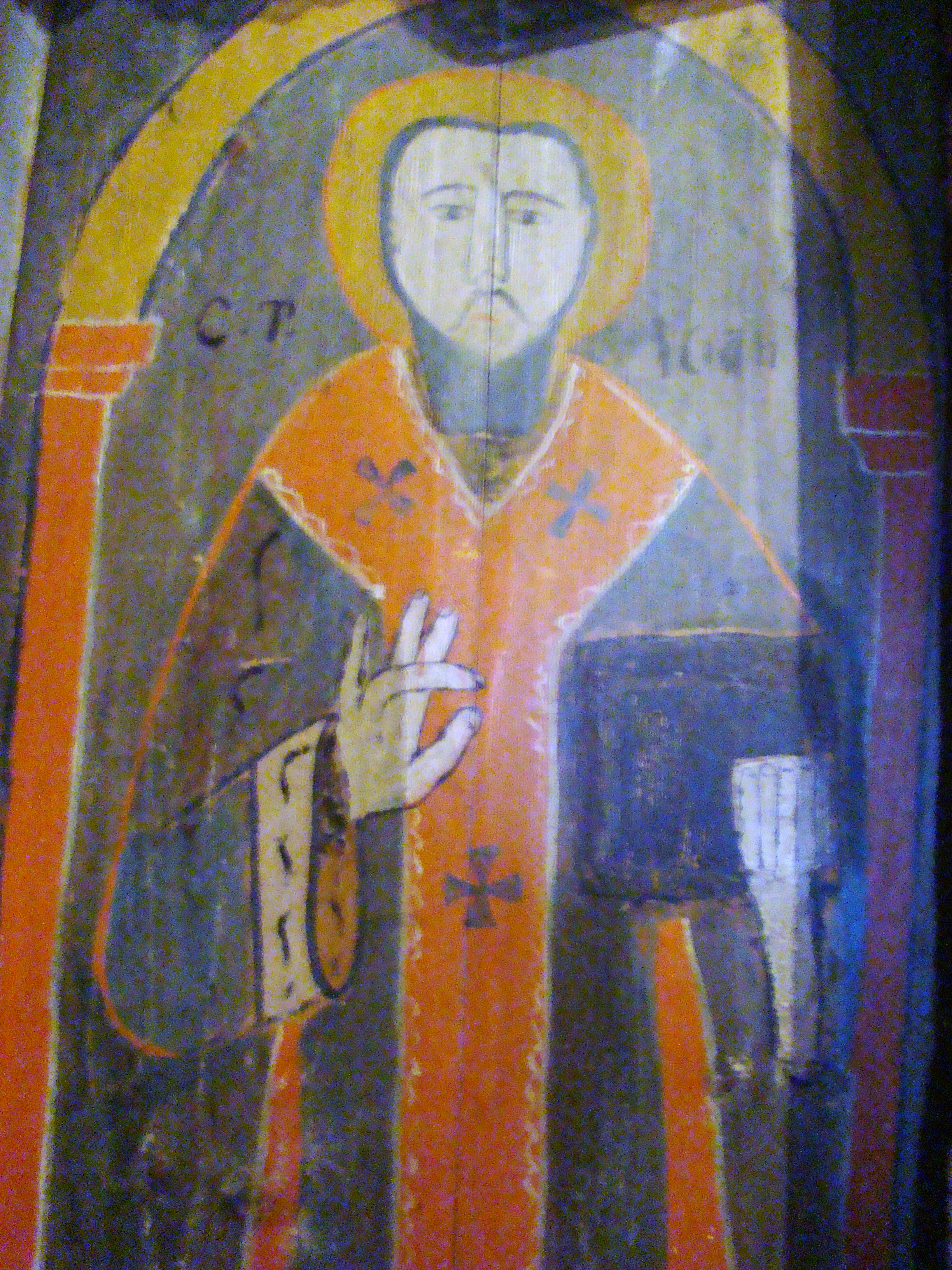
Ușă diaconească

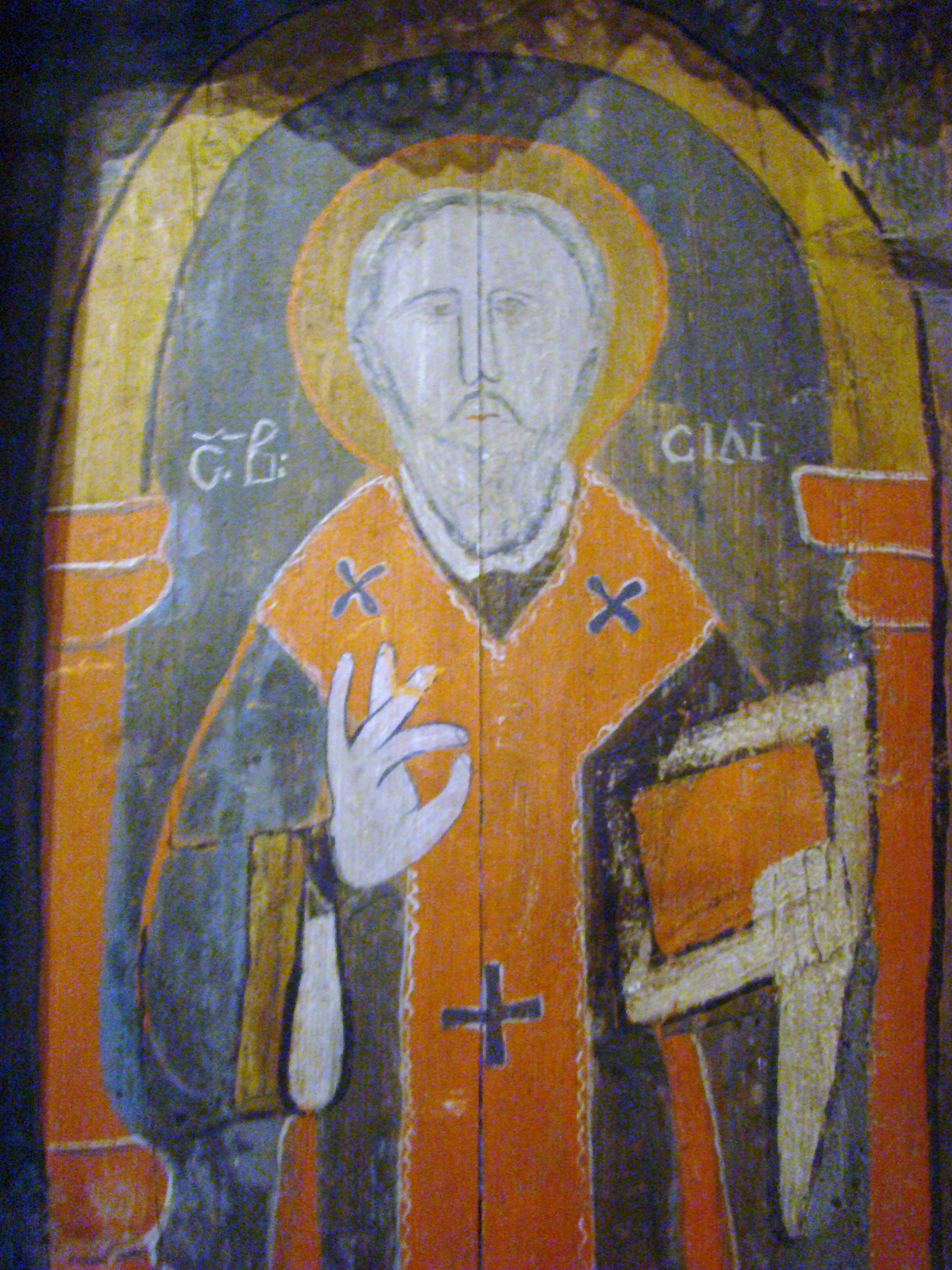
Ușă diaconească

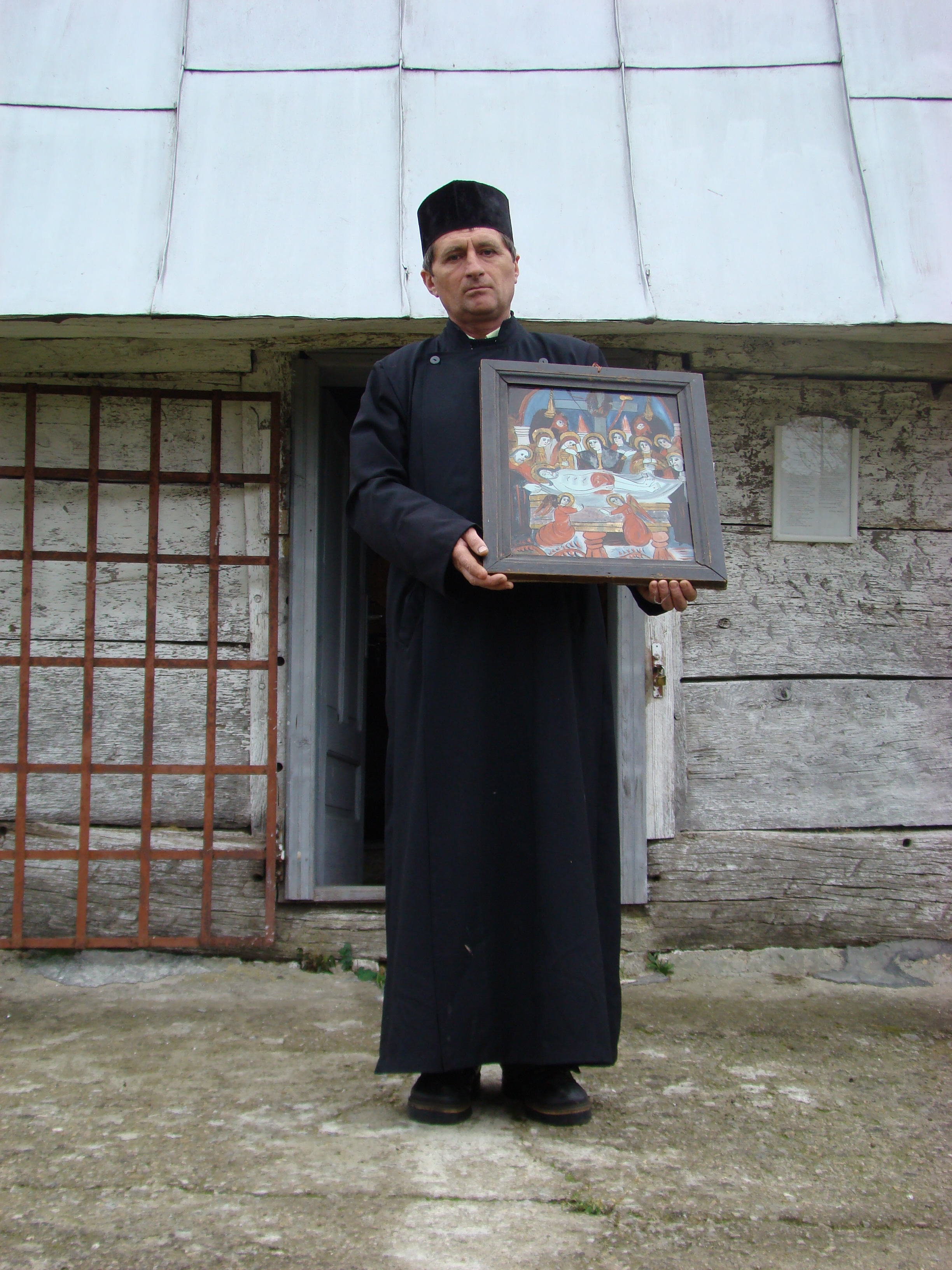
Preotul paroh Vlaș Toma

Biserica de lemn din Gurbești, comuna Căbești, județul Bihor, datează din secolul XVIII (1799). Are hramul „Sfântul Nicolae”. Biserica se află pe noua listă a monumentelor istorice sub codul LMI:  BH-II-m-B-01156.

## Istoric și trăsături
Înaintea ei a existat o altă biserică, tot din lemn, în proprietatea a două sate de pe Valea Roșiei, Josani și Gurbești. Vechea biserică de lemn trebuie să fi fost construită cel puțin în veacul al XVII-lea, din moment ce pentru repararea ei se solicită, în 1744, fier de la stăpânul de pământ. În 1772 Meletie Covaci a văzut biserica, scriind despre ea: „este de lemn, acoperită cu șindrilă”.  Atât în Gurbești, cât și în Josani,  în 1773 mai multe case sunt strămutate în vetrele din sat, aliniindu-se cum se prezintă azi. La câțiva ani de la alinierea satului Gurbești, când probabil biserica nu mai corespundea din cauza vechimii,  s-a construit biserica actuală, în prezent declarată monument istoric și de arhitectură populară.
Biserica de lemn „Sfântul Nicolae" a fost construită în anul 1799 și renovată în 1851. Lungimea construcției este de 10 metri, iar lățimea de numai 4,4 metri. Pe temelia scundă de piatră stă talpa groasă, ce susține bârnele prinse în „cheotori". O absidă de plan pătrat, decroșată, se adaugă navei dreptunghiulare. Tinda este tăvănită, iar naosul și altarul sunt boltite semicircular. În 1851 s-a adăugat grinda-tirant, consolele și bârnele oblice dintre talpă și cosoroabă, cu scopul de a mări rezistența. Au fost tencuiți pereții în interior și exterior, iar în 1974 a fost acoperită cu tablă zincată. Nu e pictată, exceptând iconostasul și ușile altarului, iar decorul în lemn este destul de sărac. Alături de icoanele pe sticlă provenite de la Nicula, se află și o frumoasă icoană pe sticlă „Sfântul Nicolae", datată 1808 și semnată de Sandu Zugravu din Iernuțeni.

## Imagini din exterior

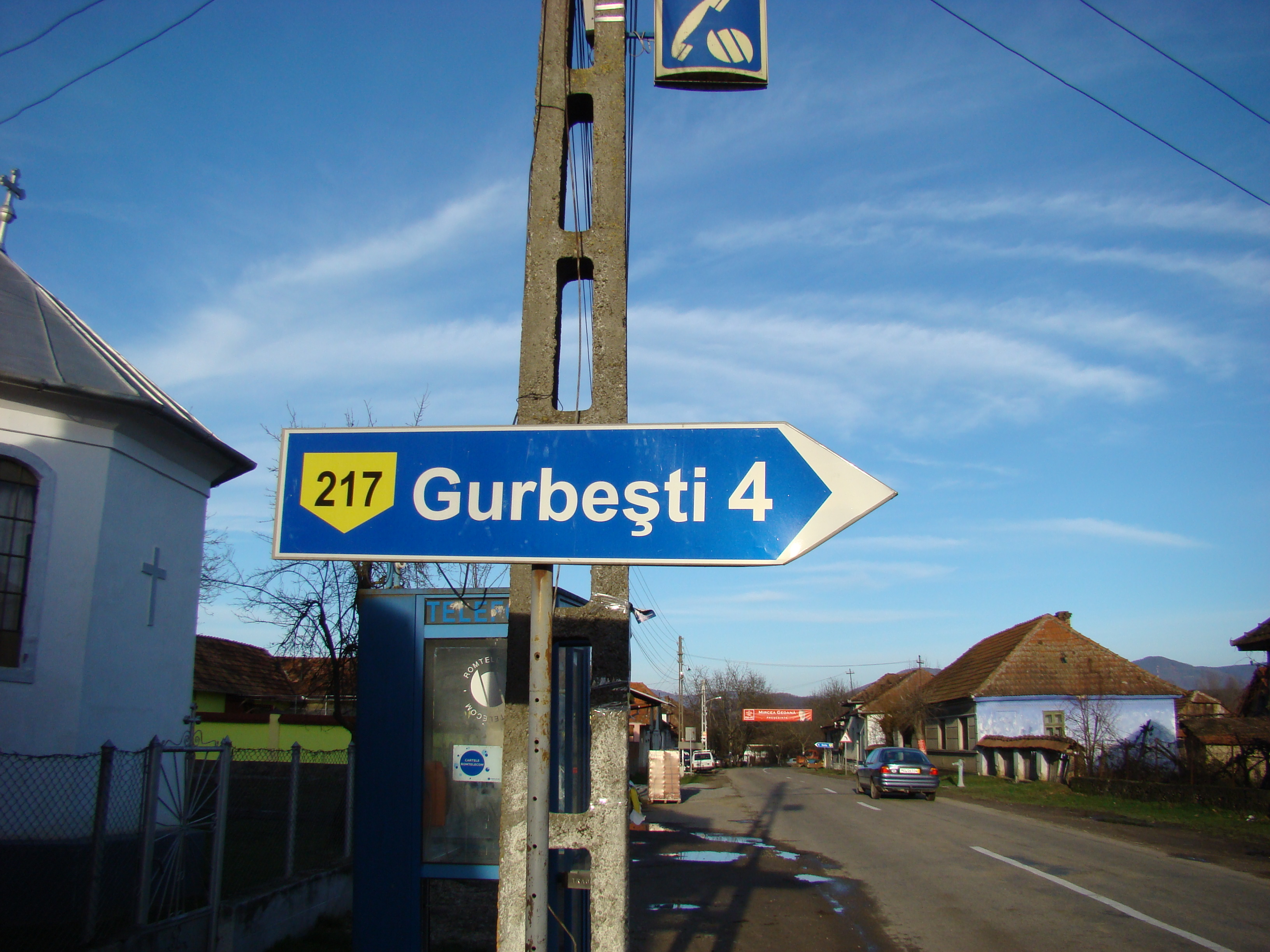
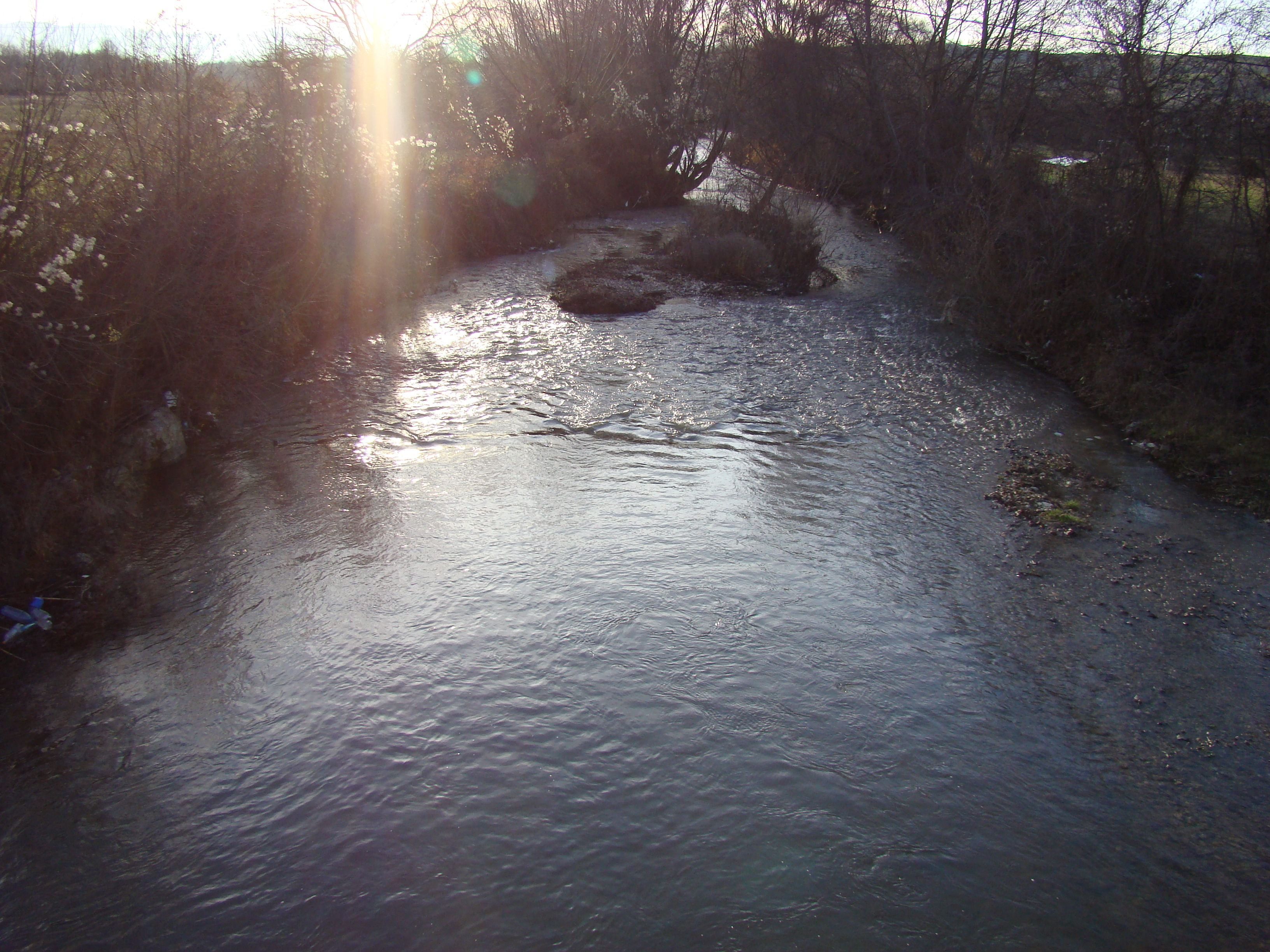
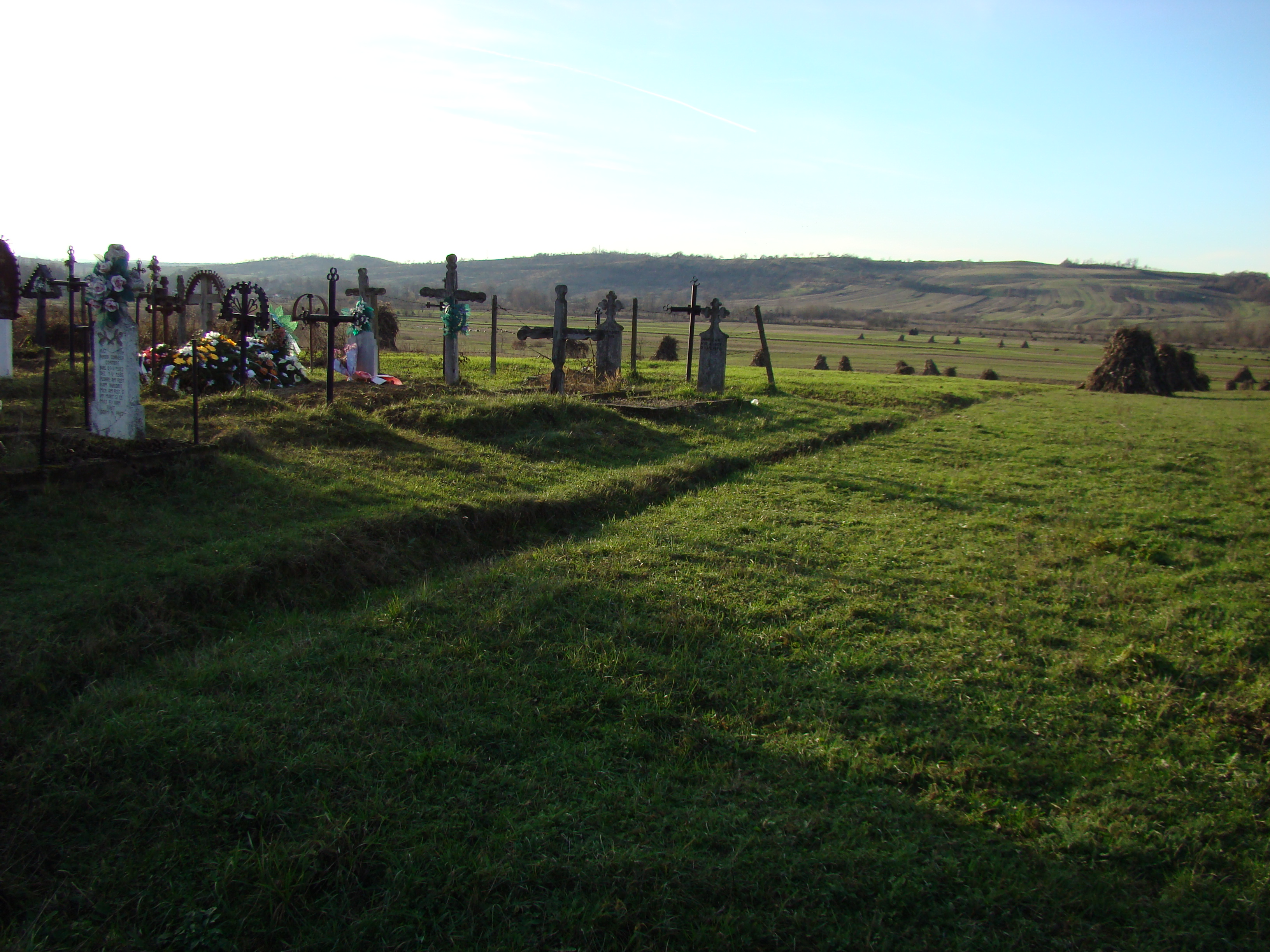
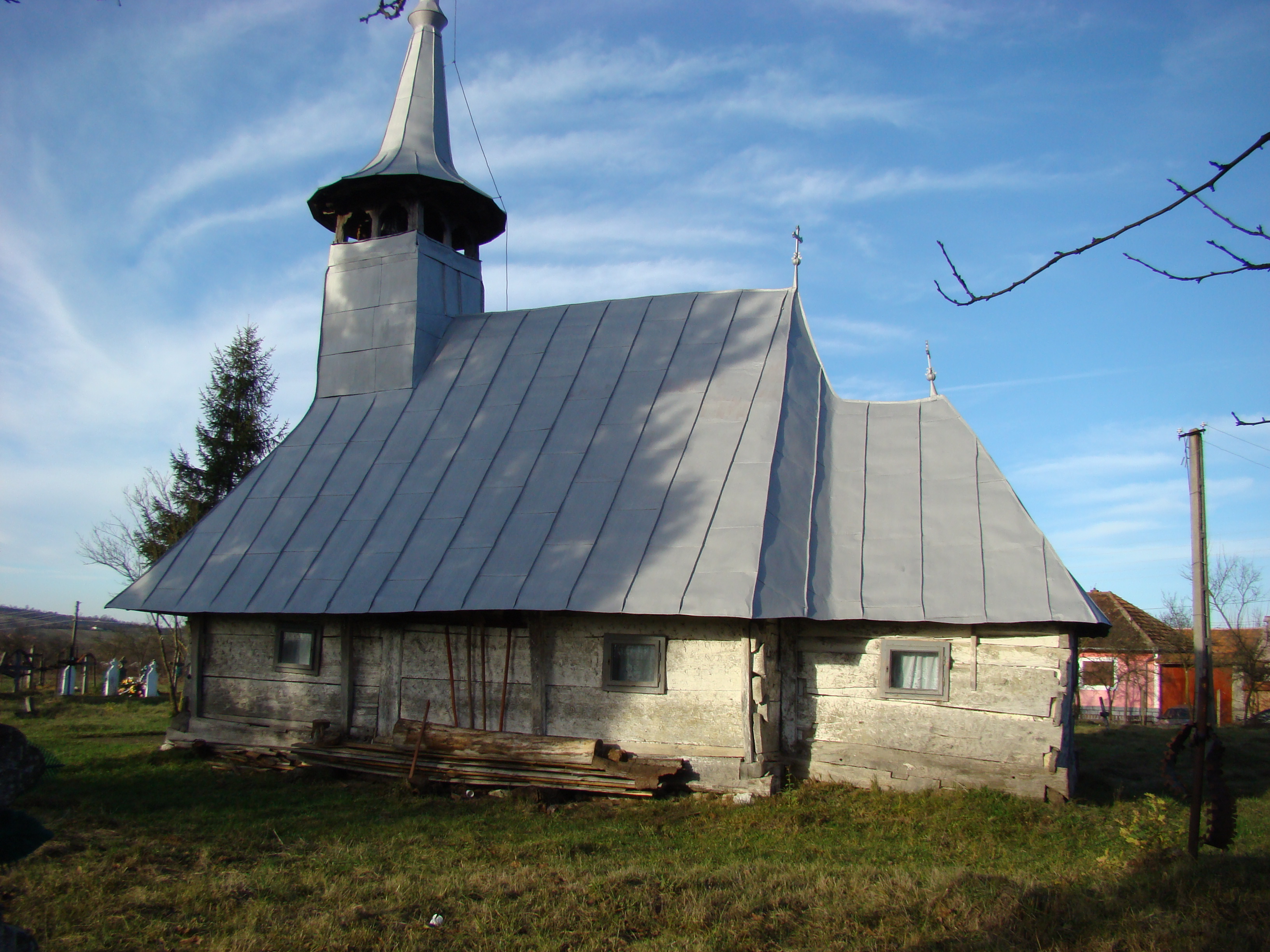
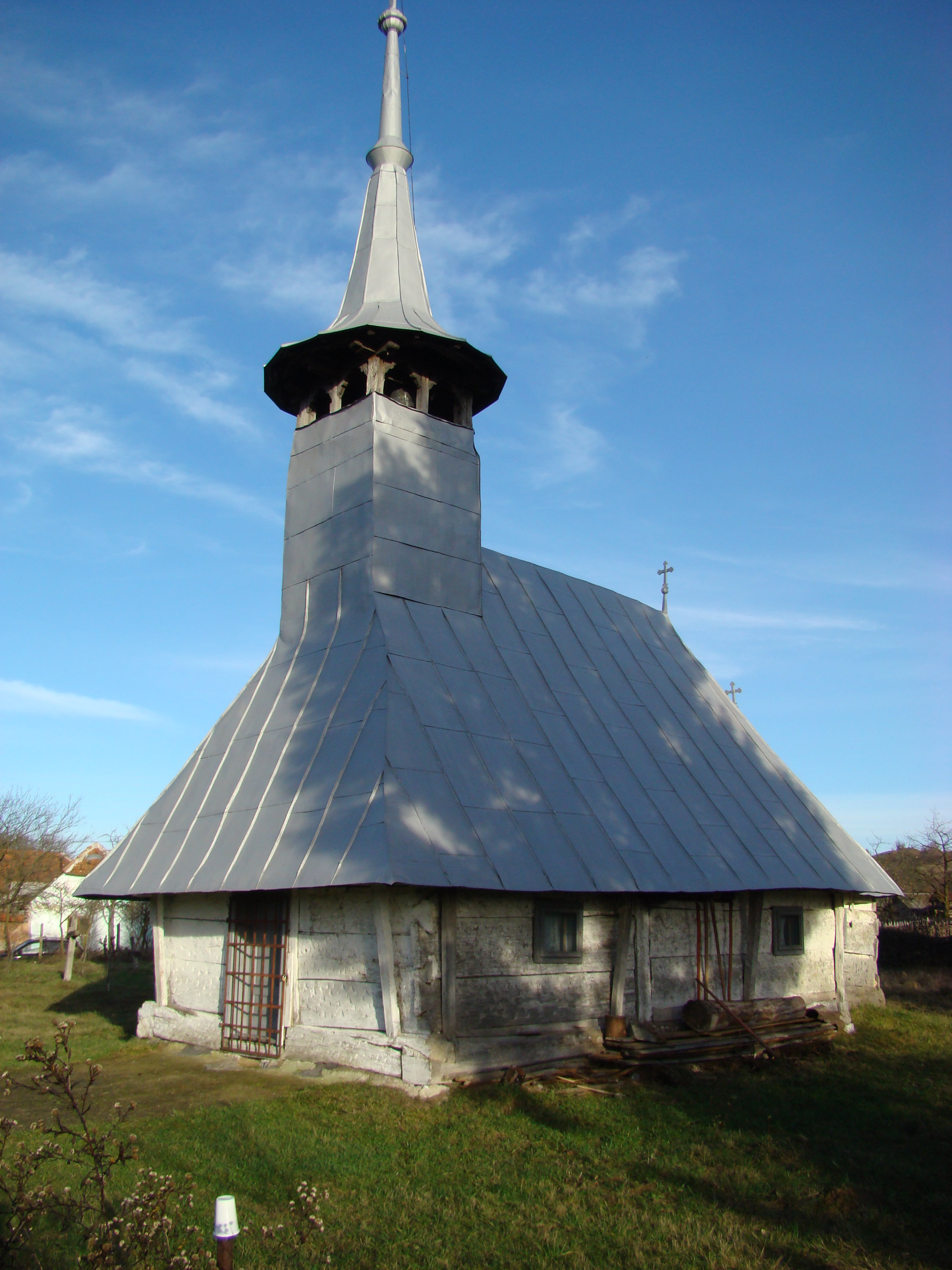
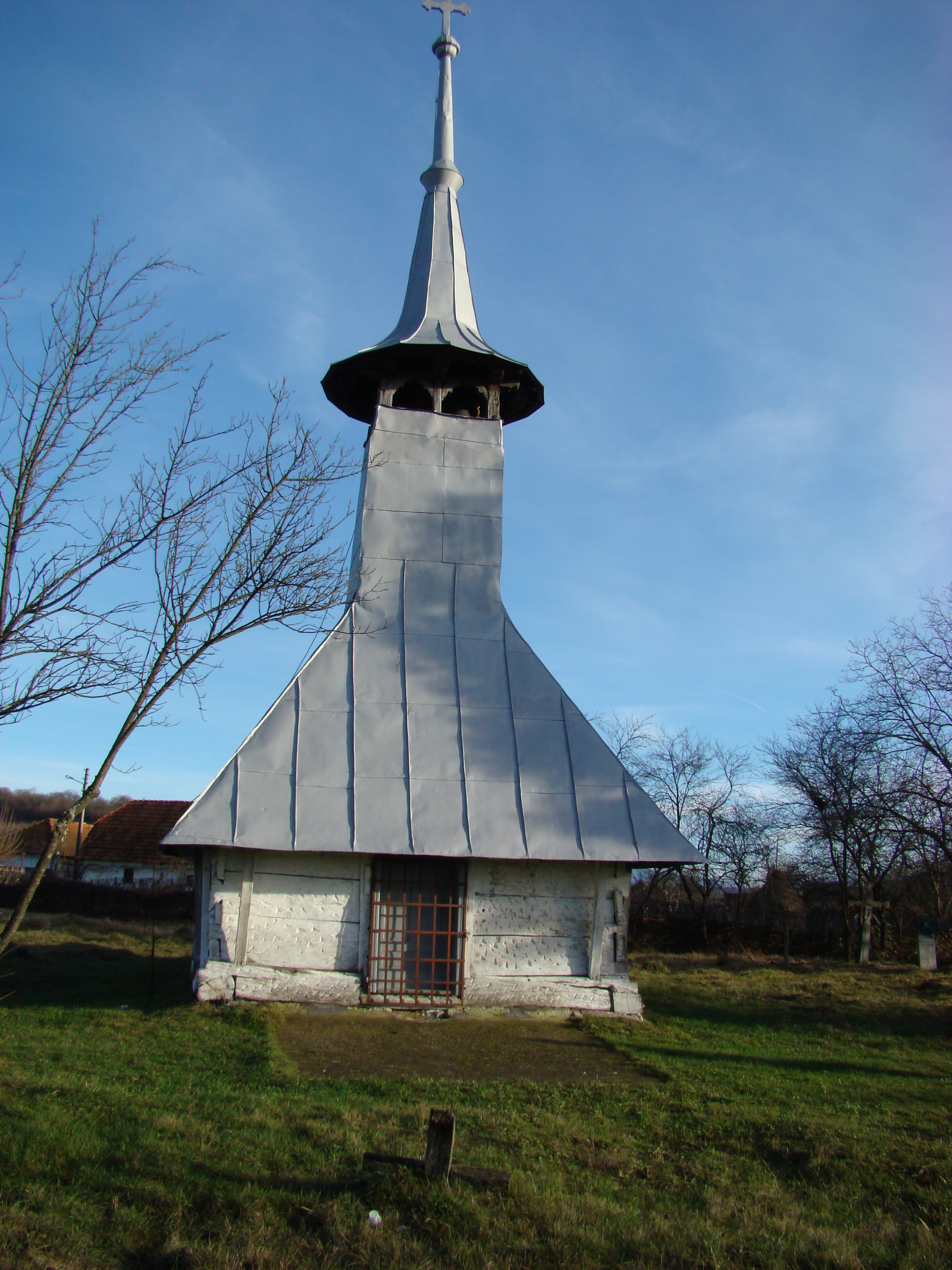
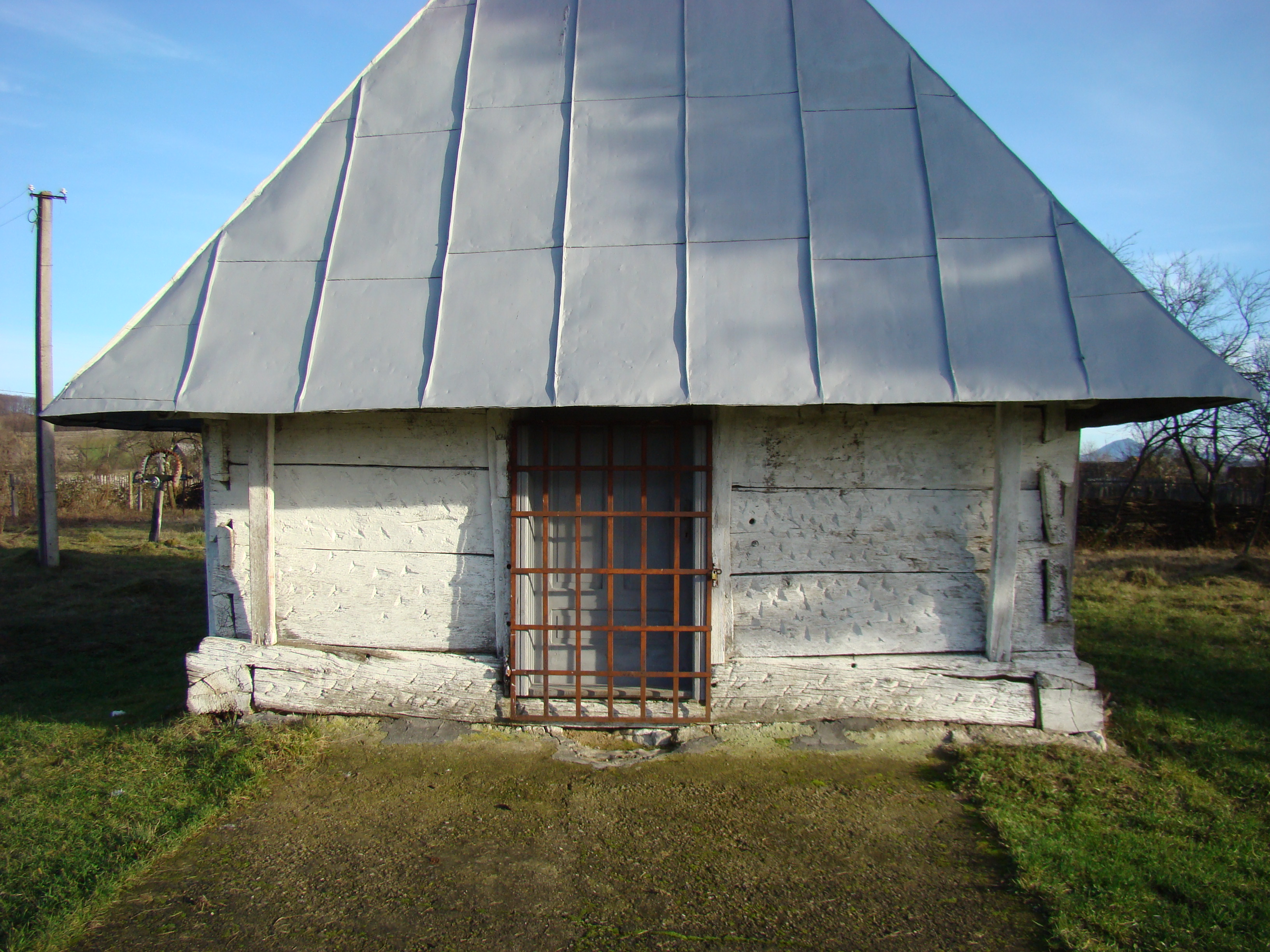
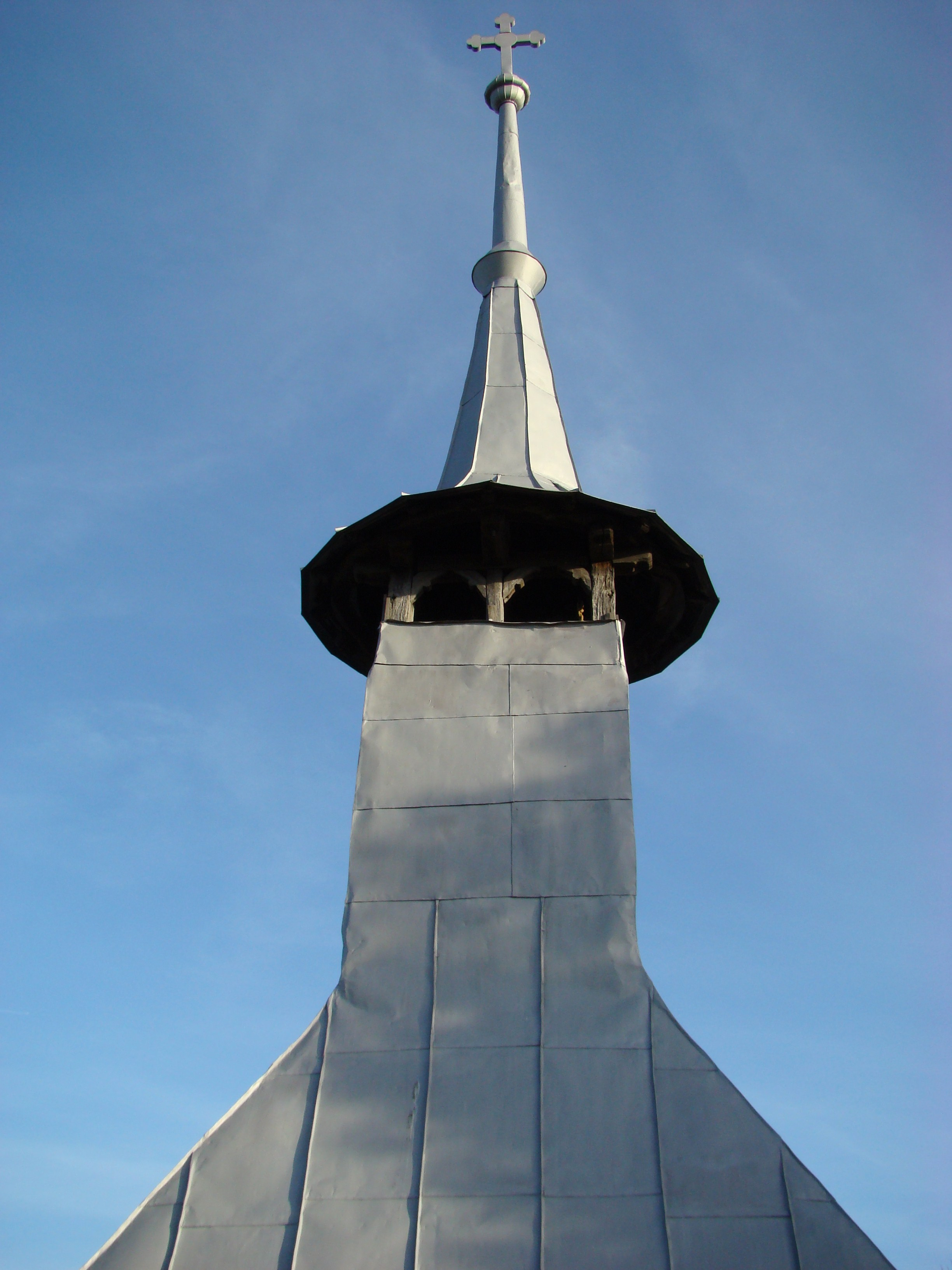
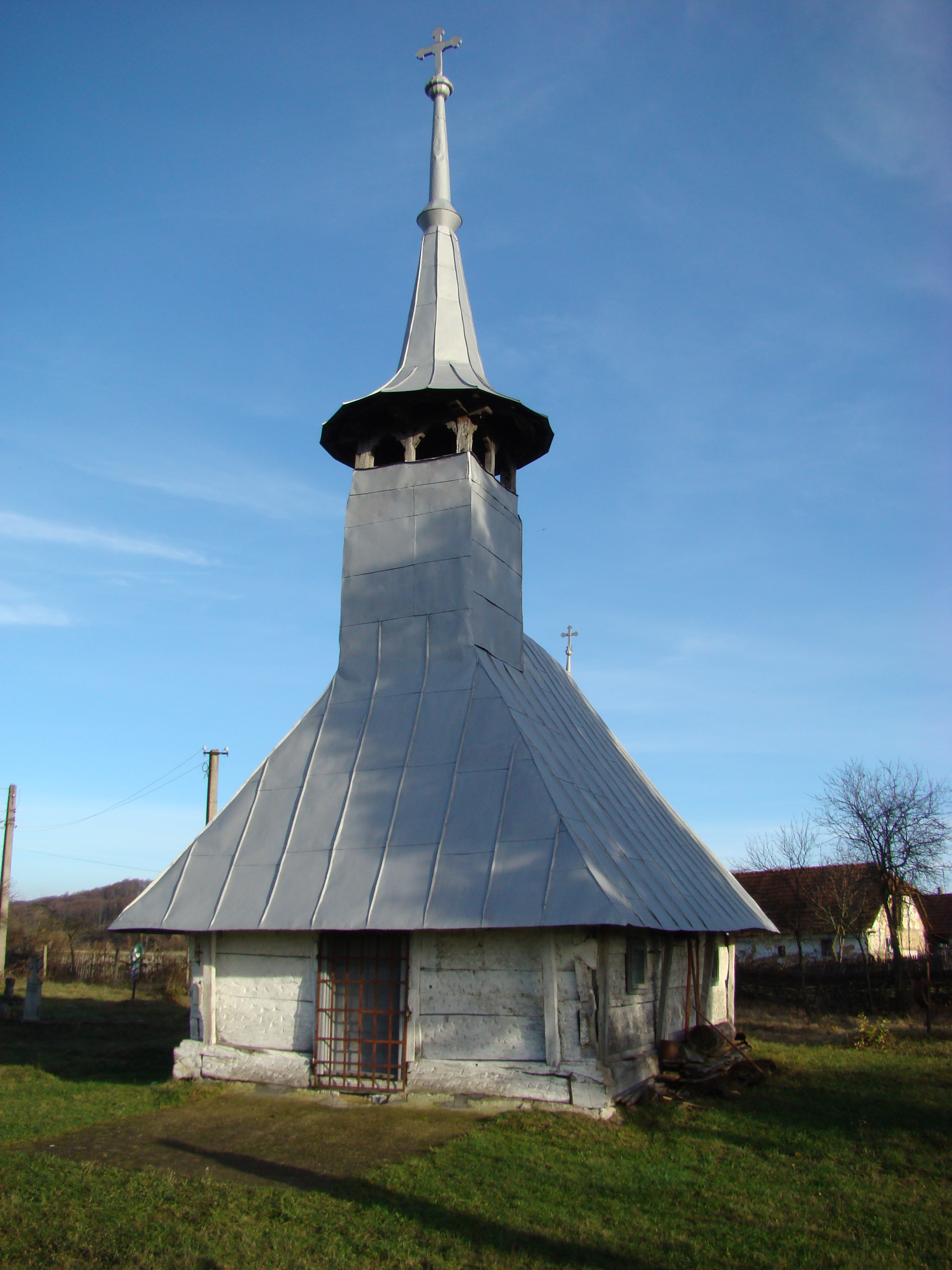
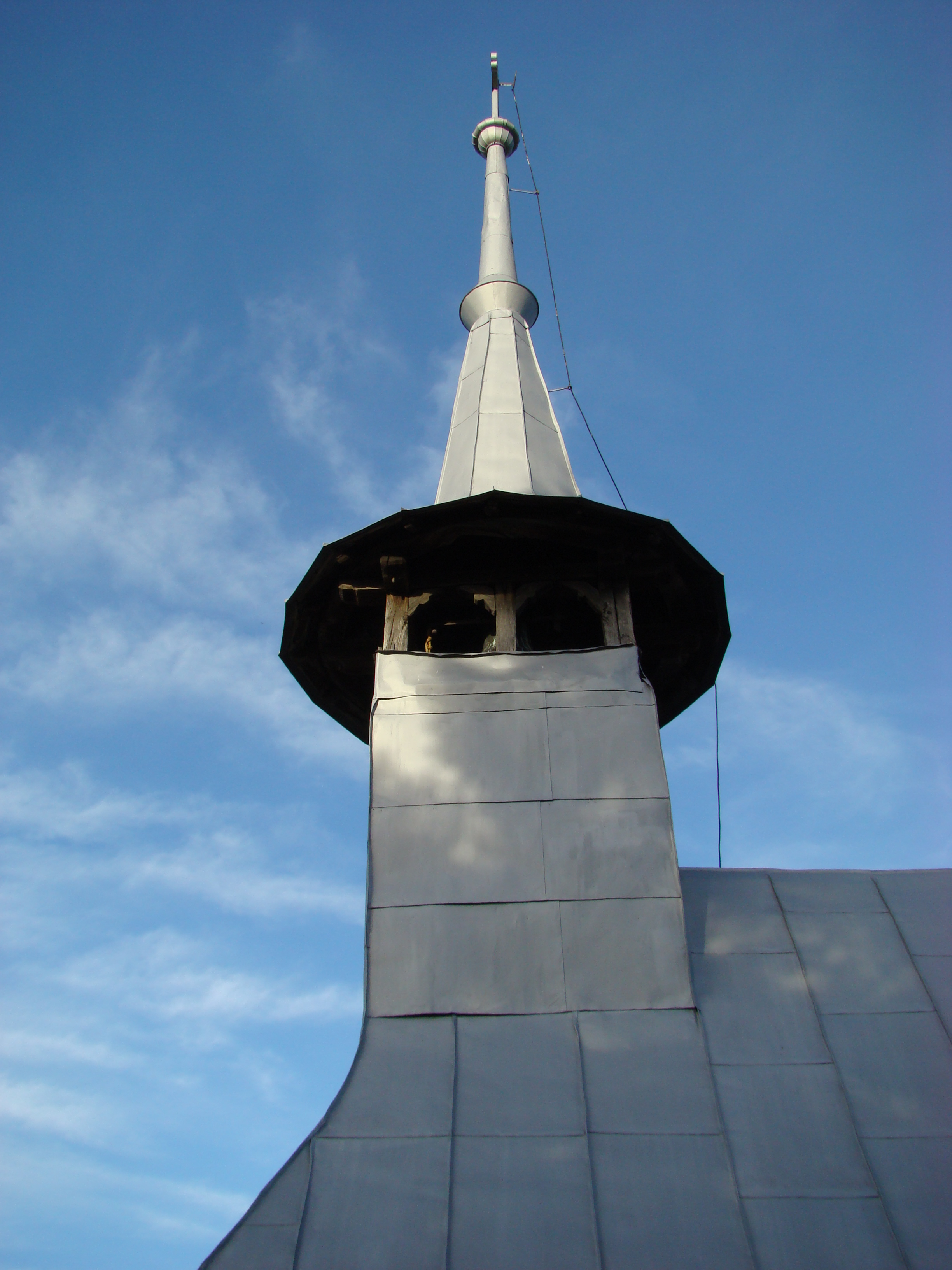
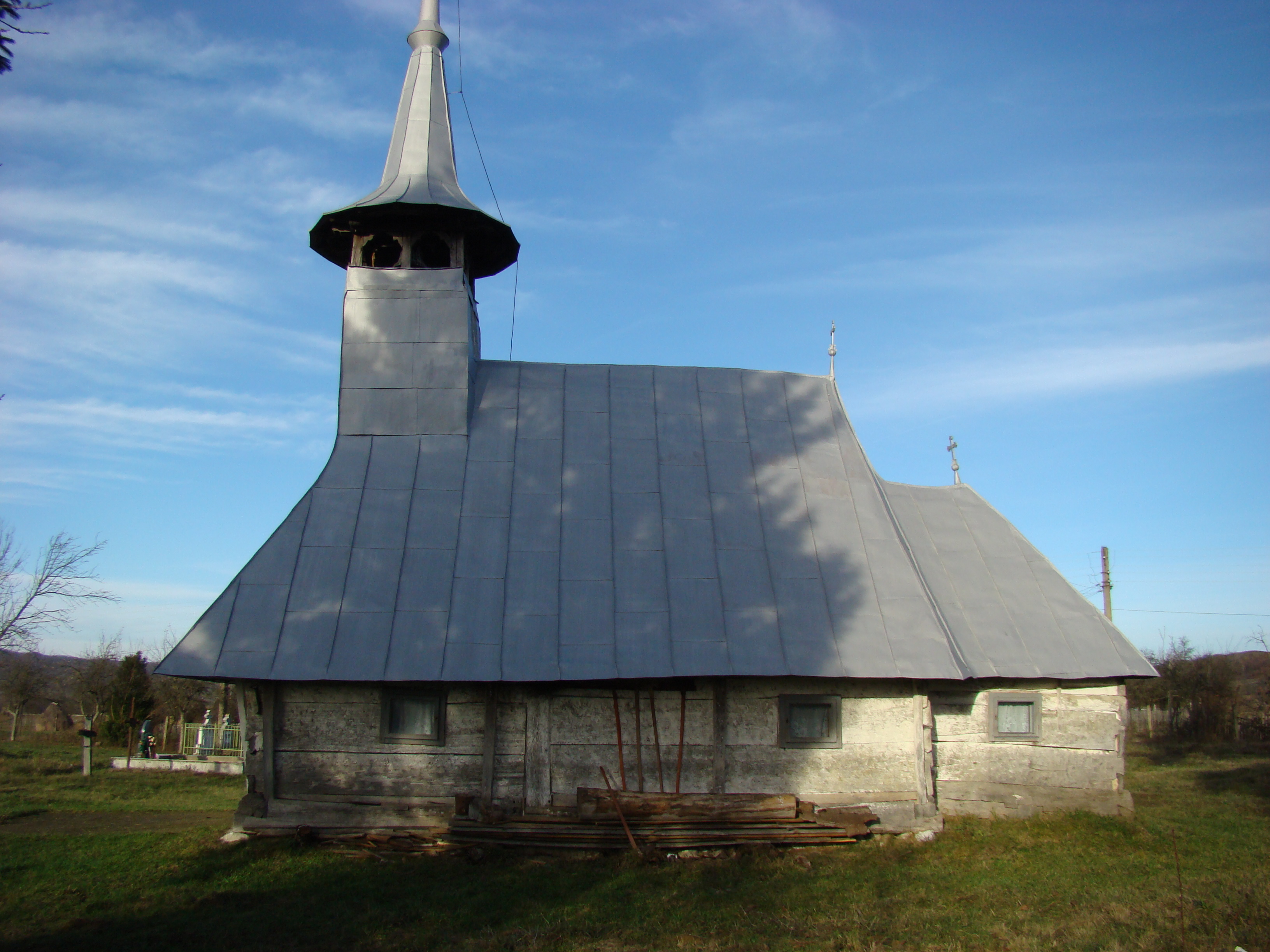
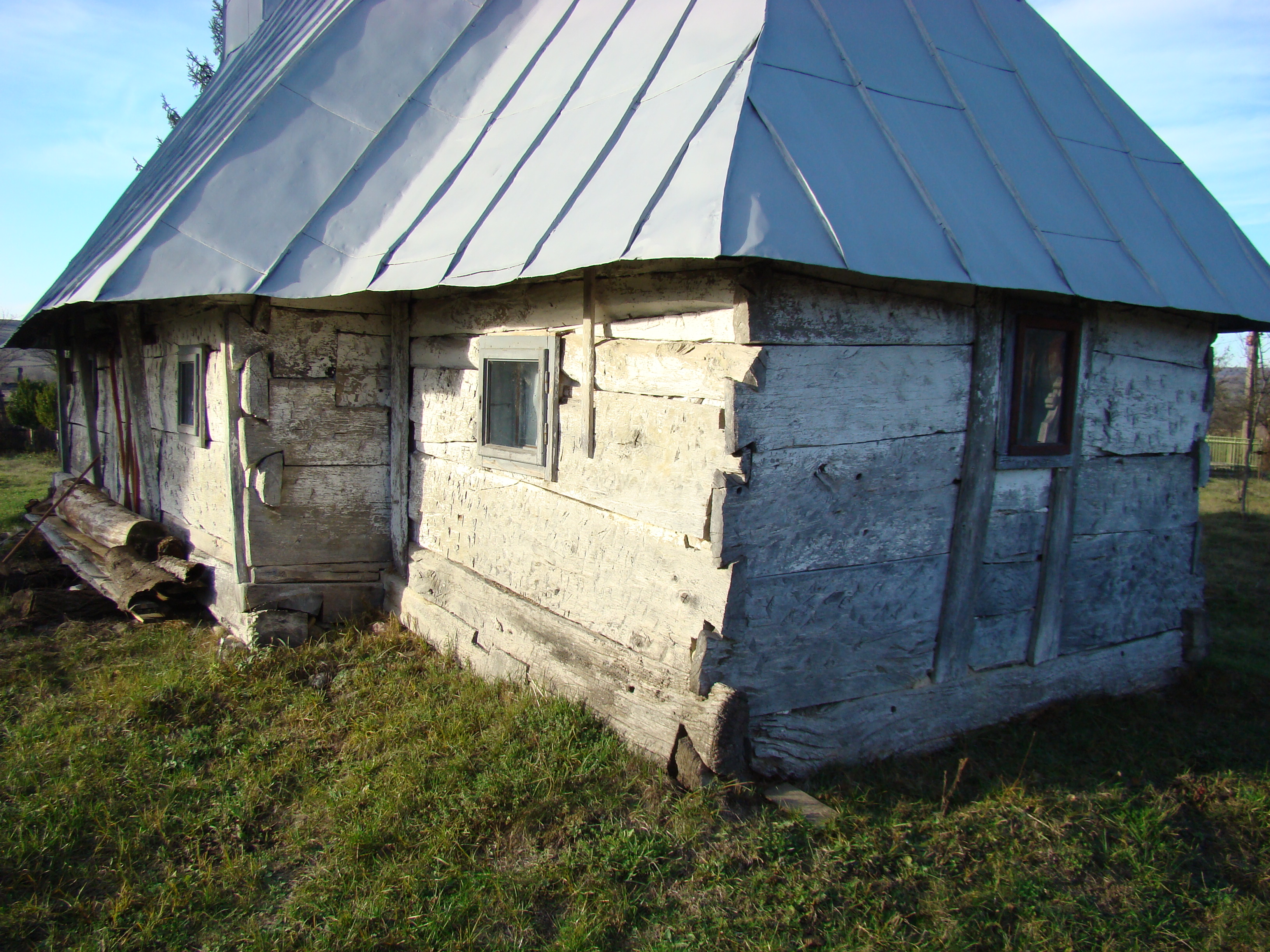
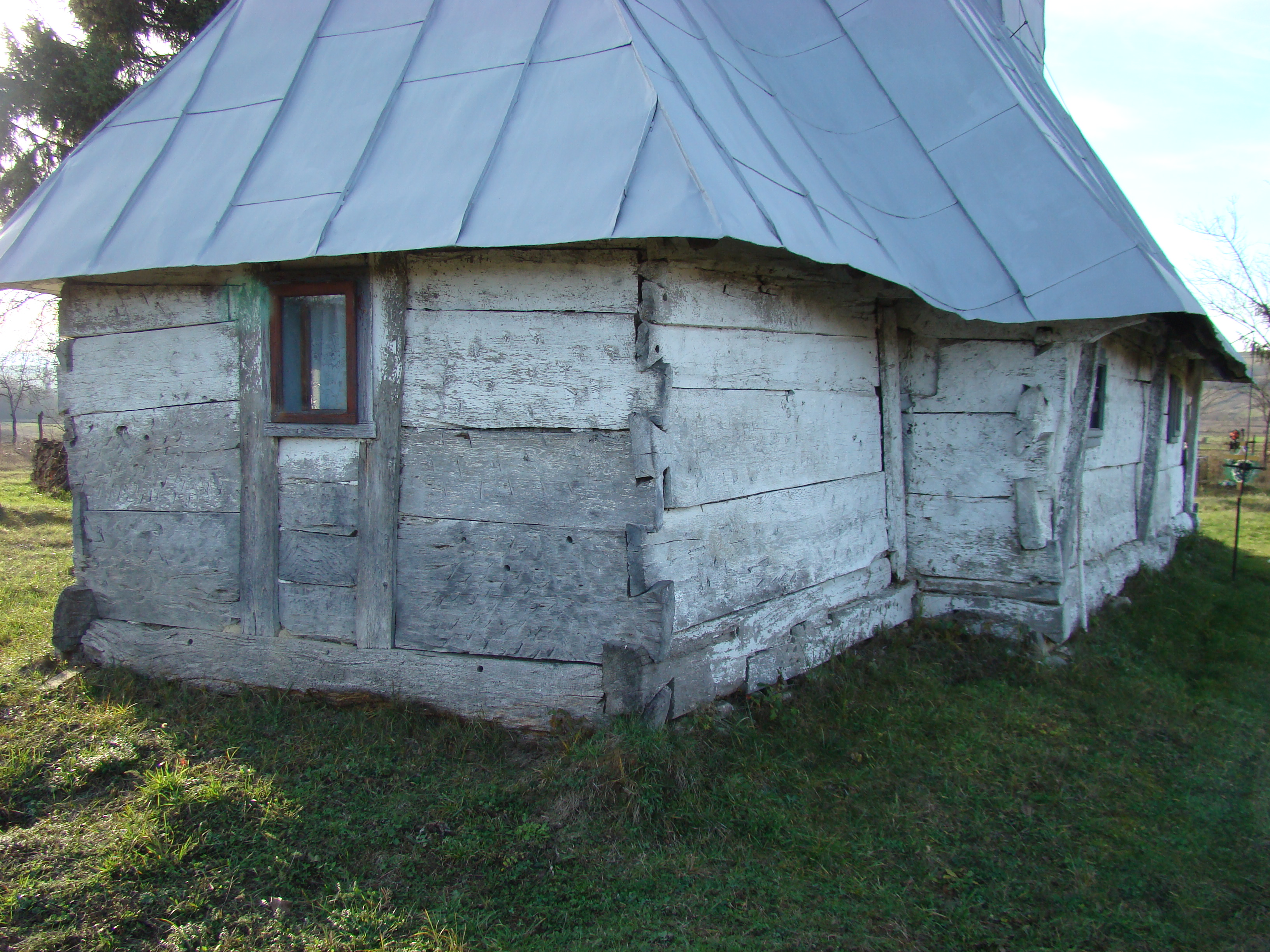
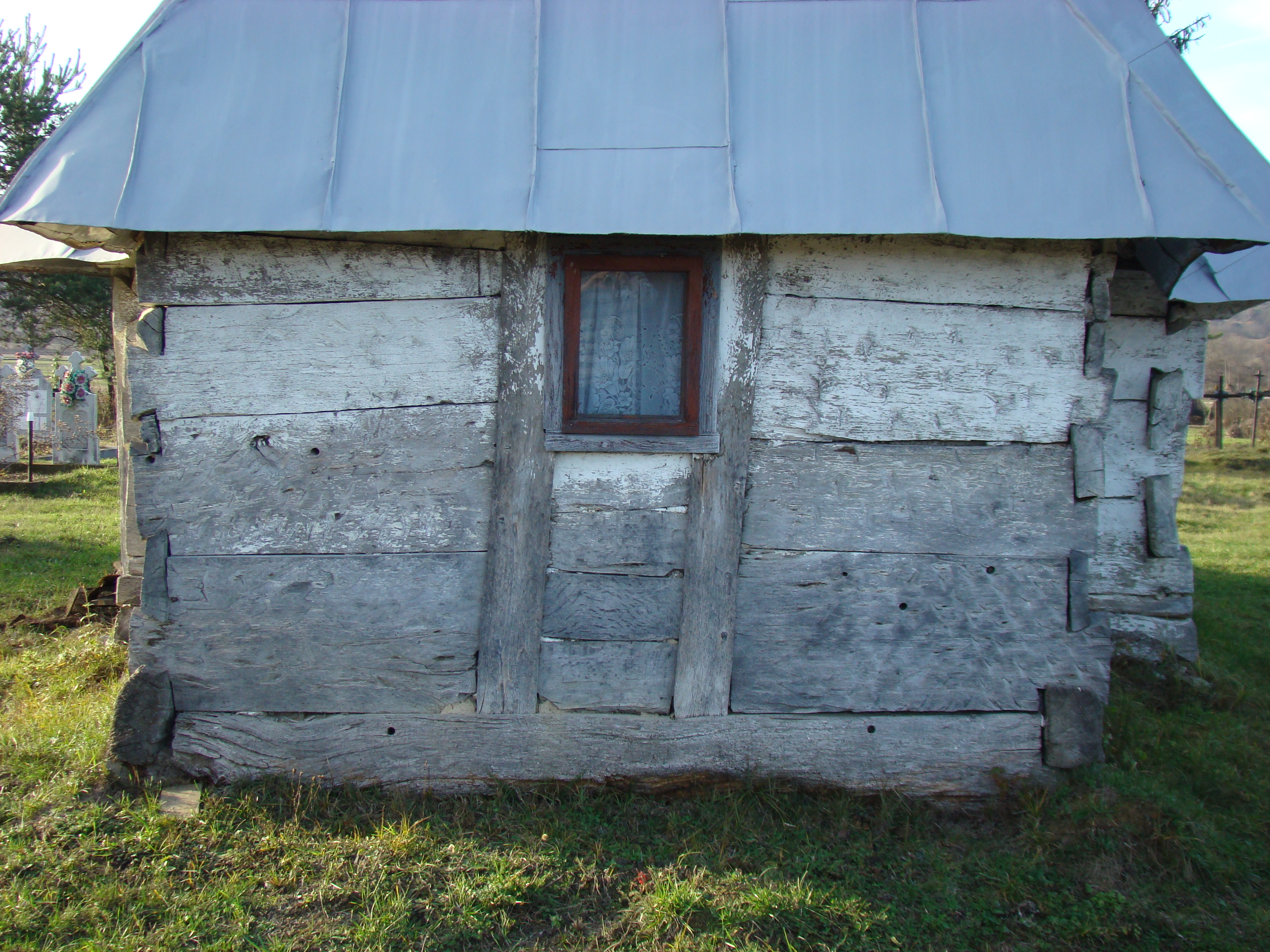
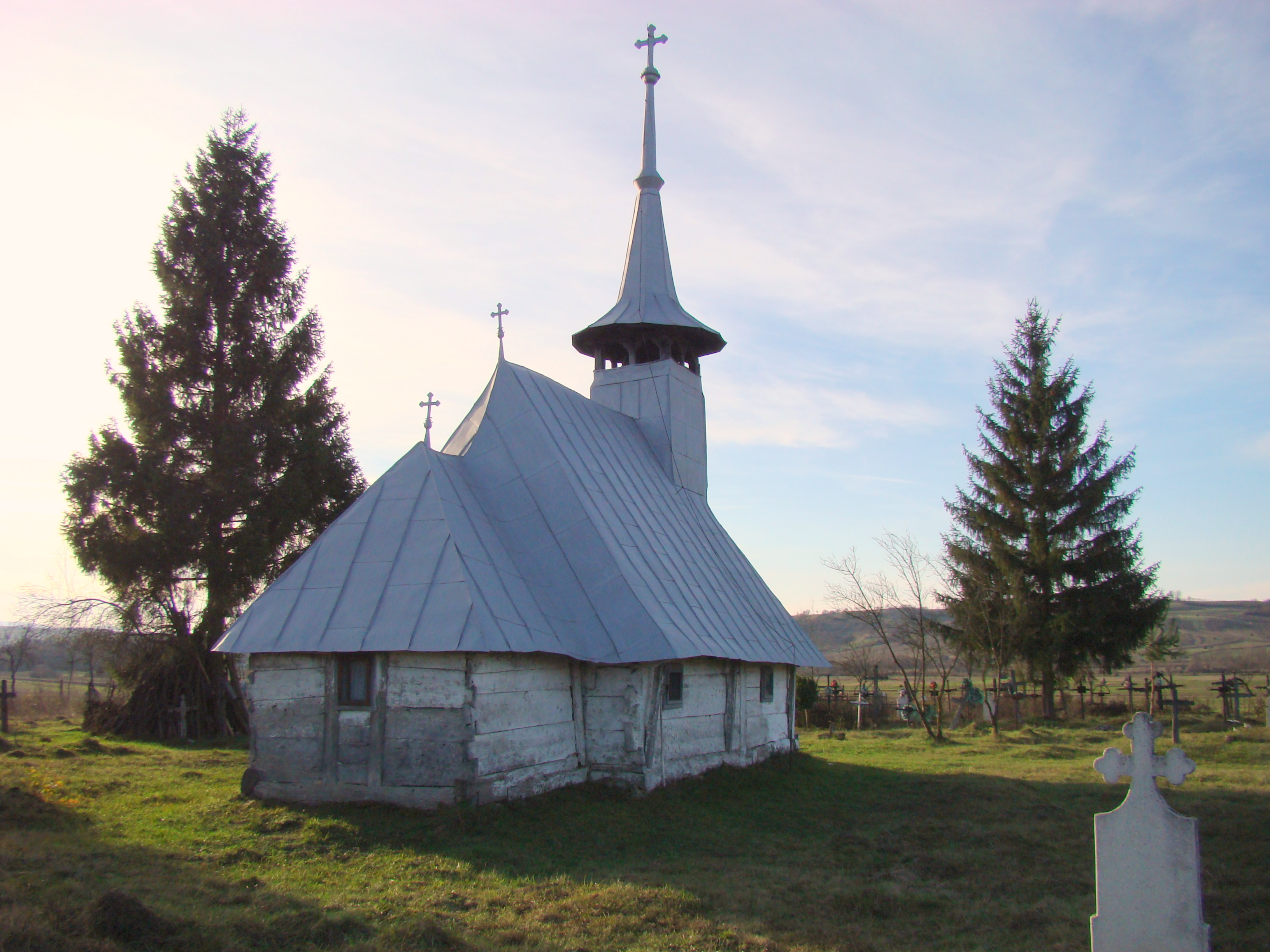
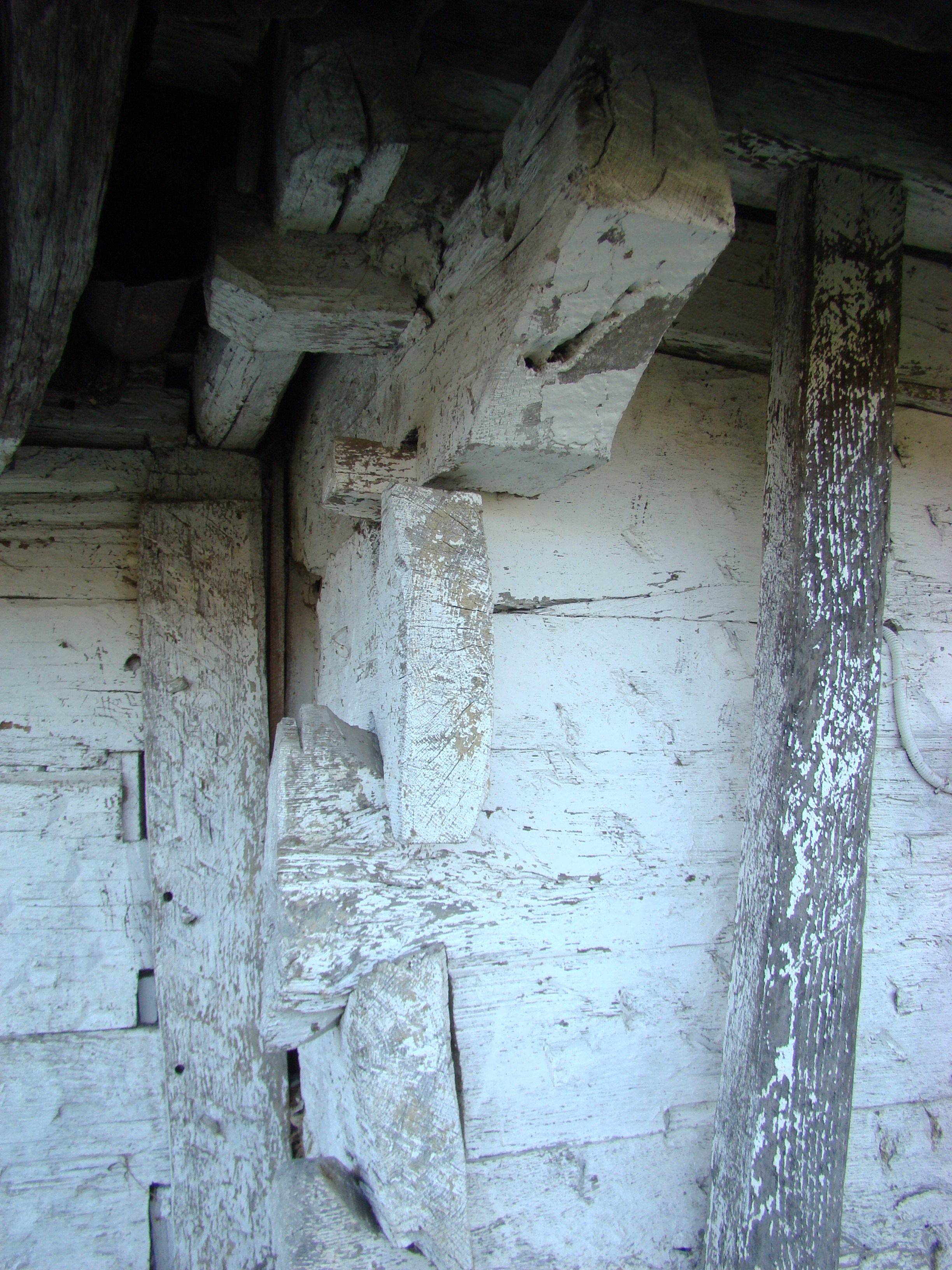
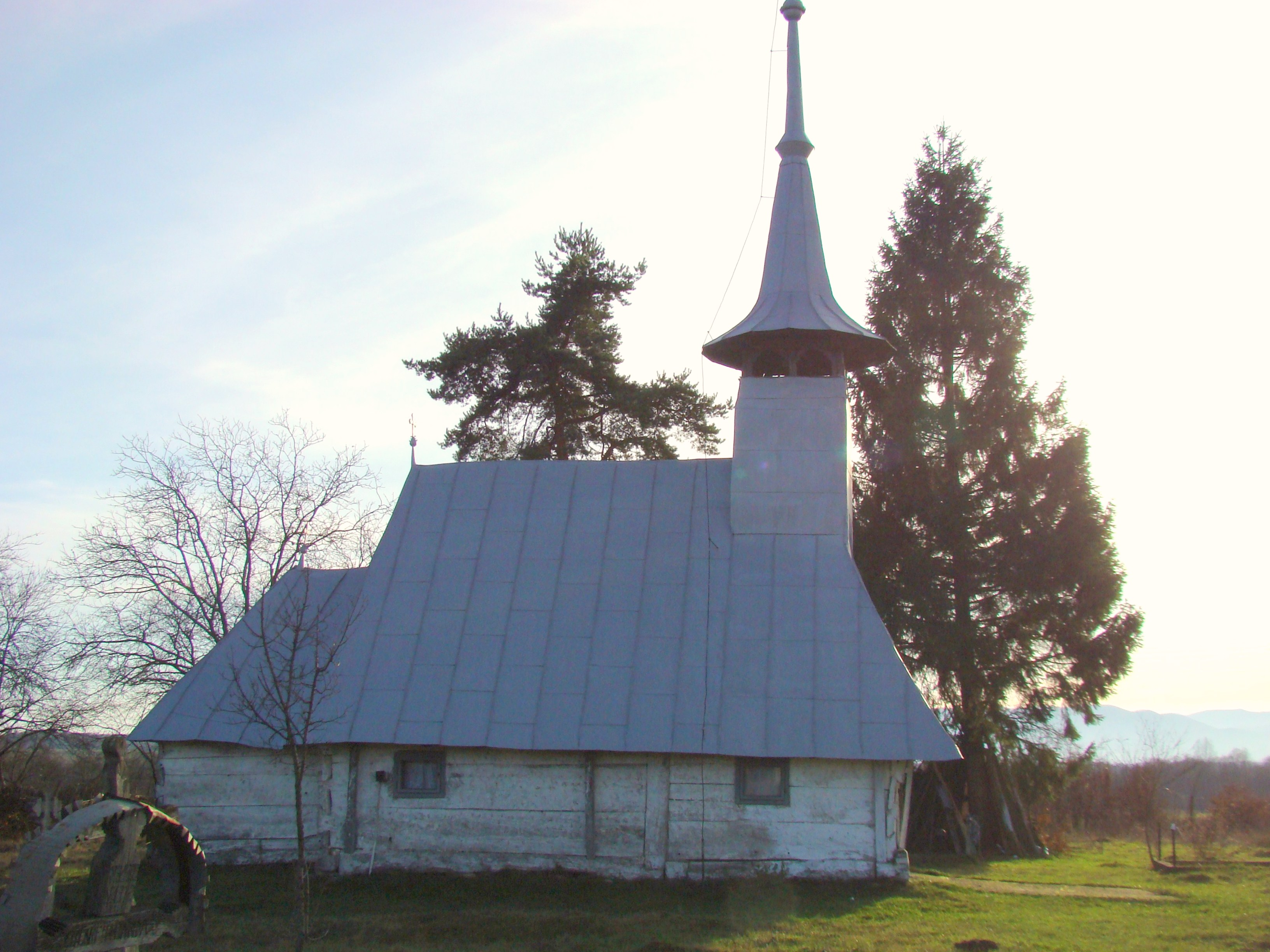
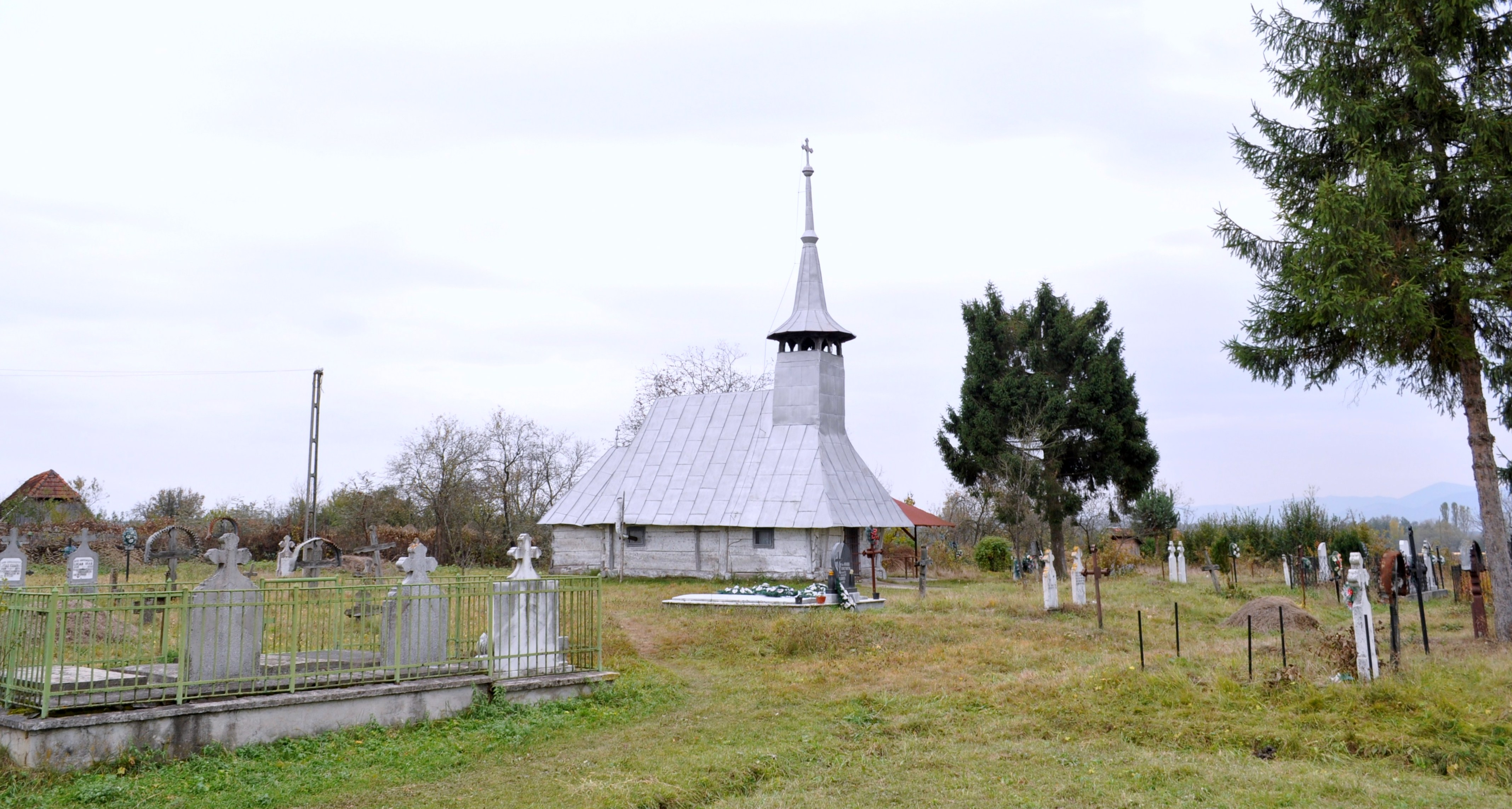
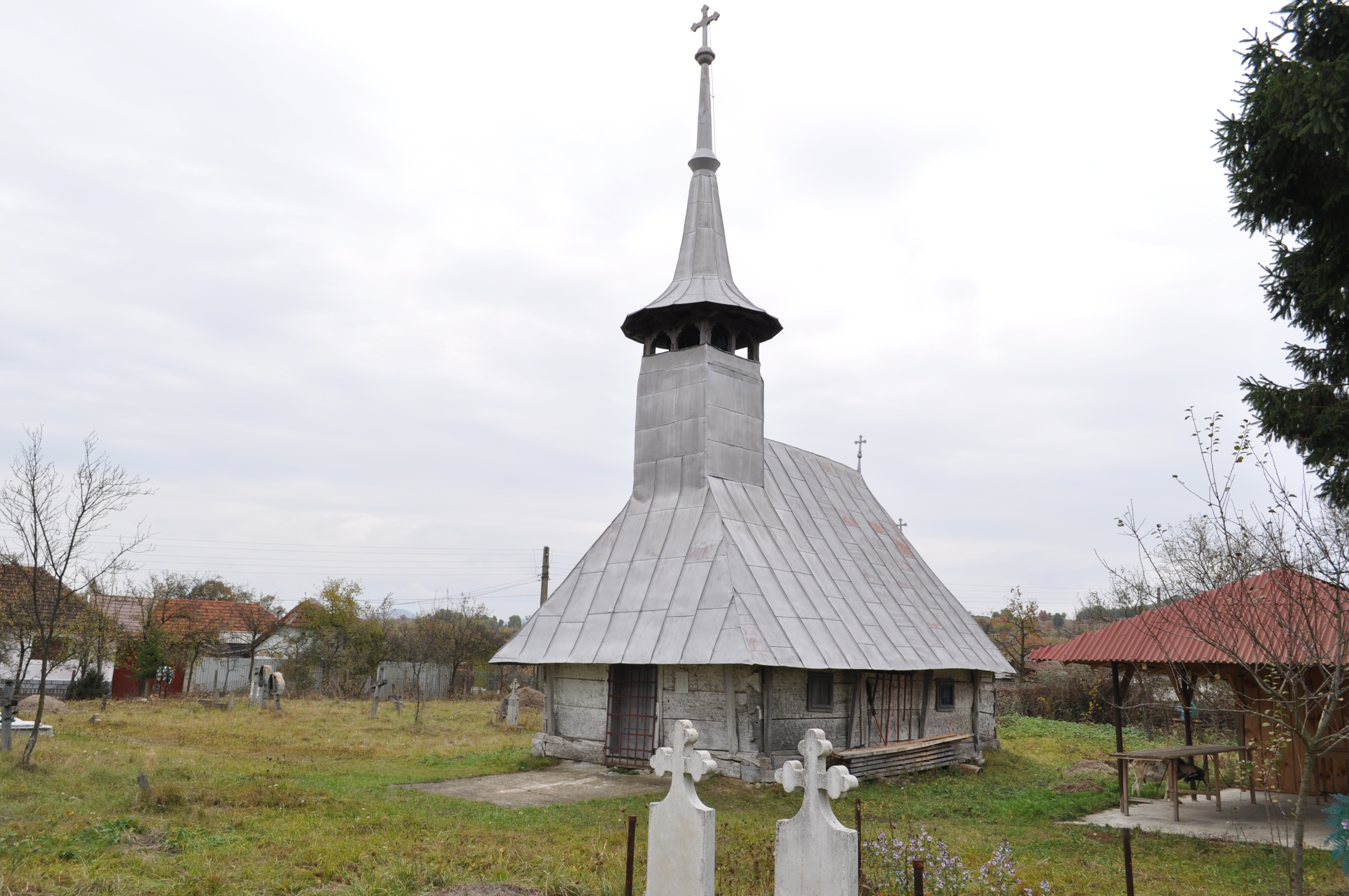
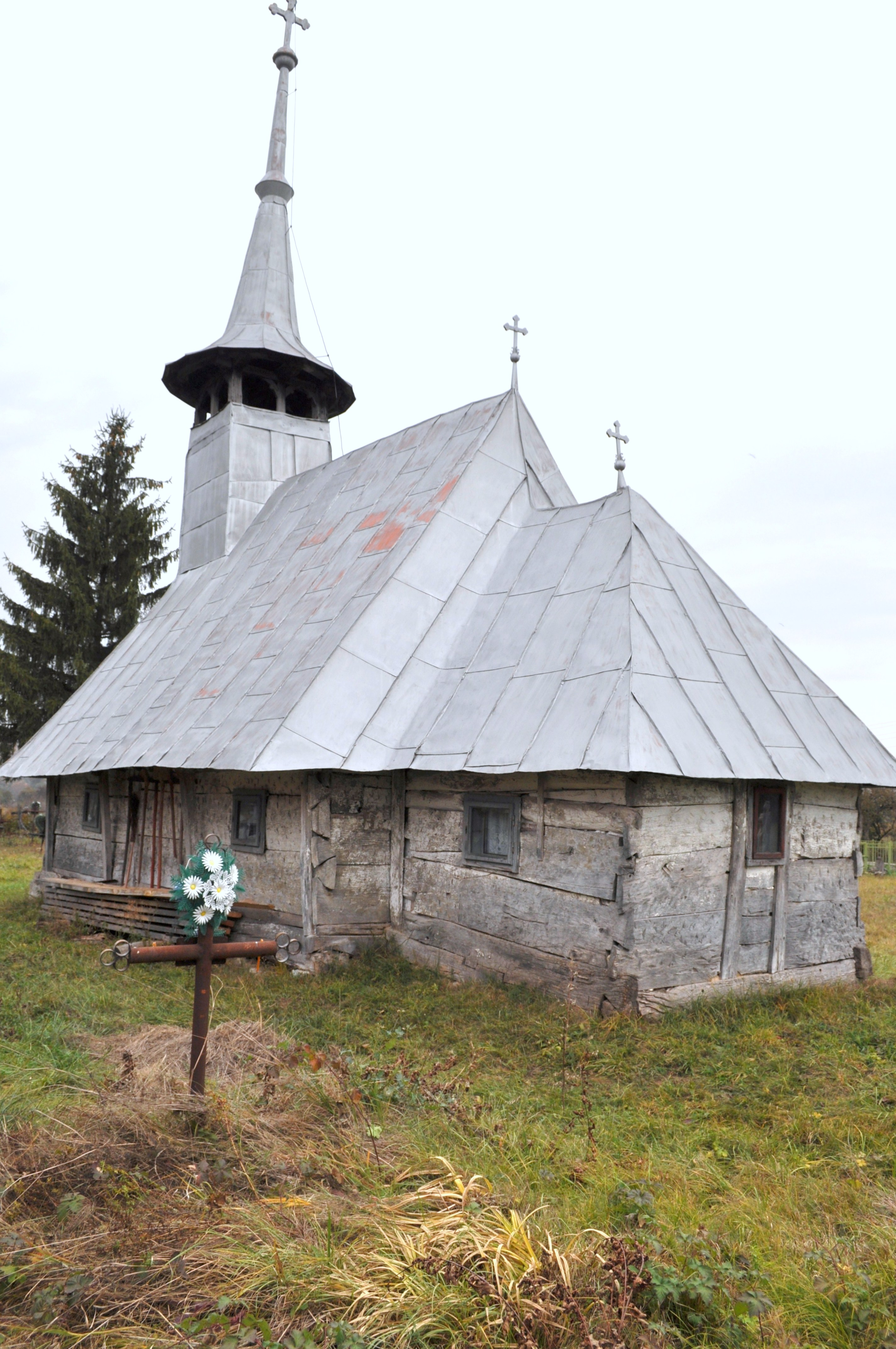
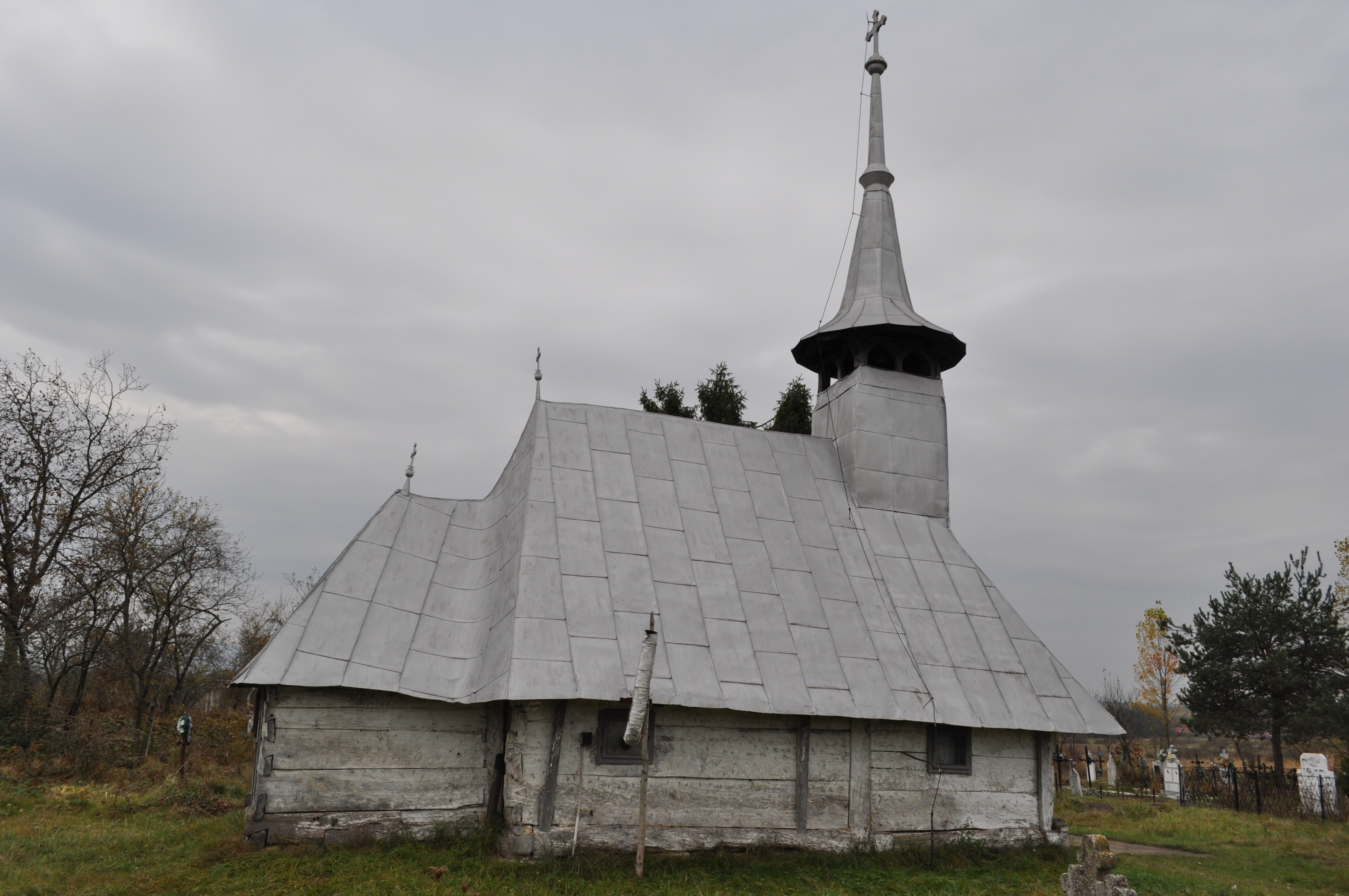
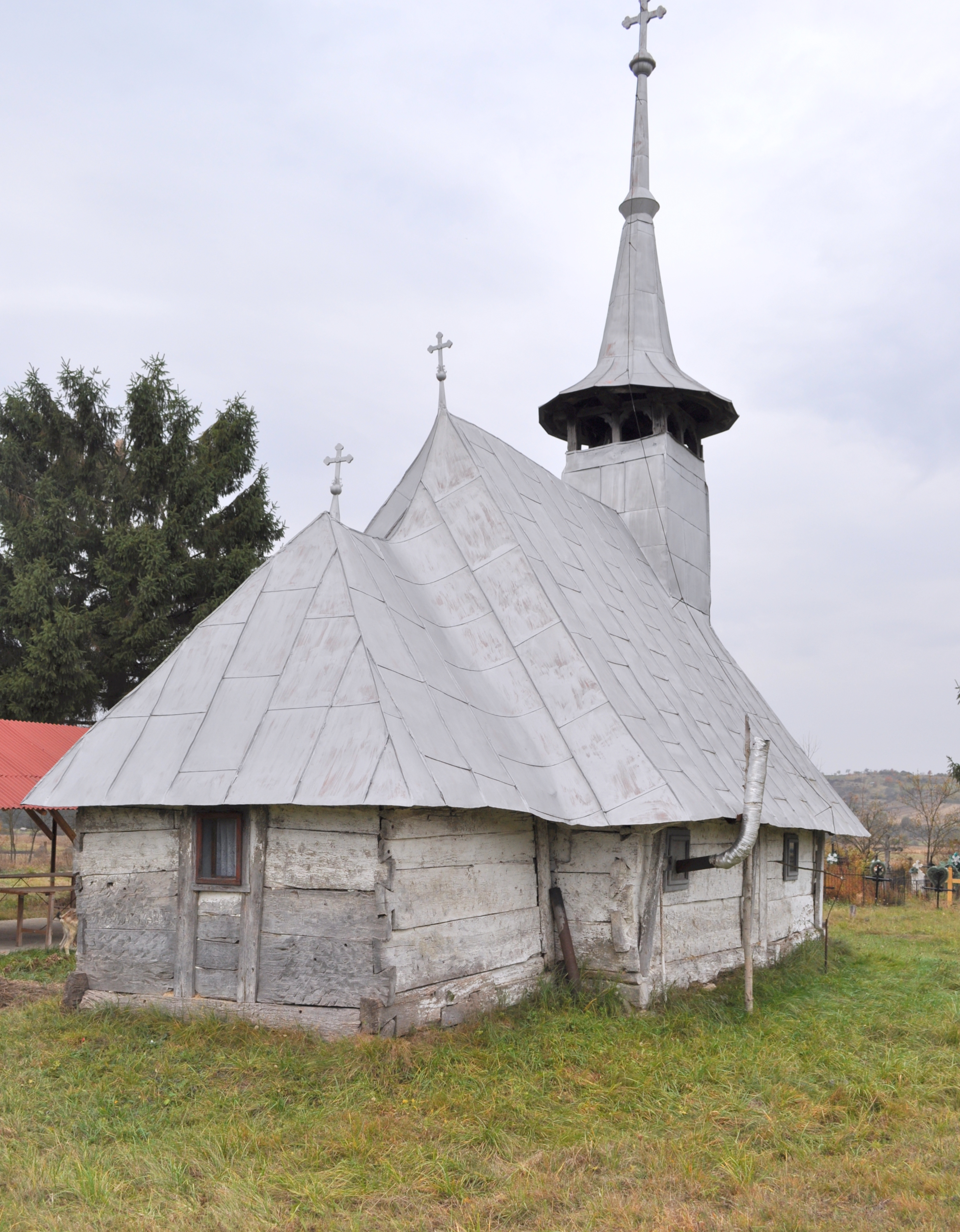
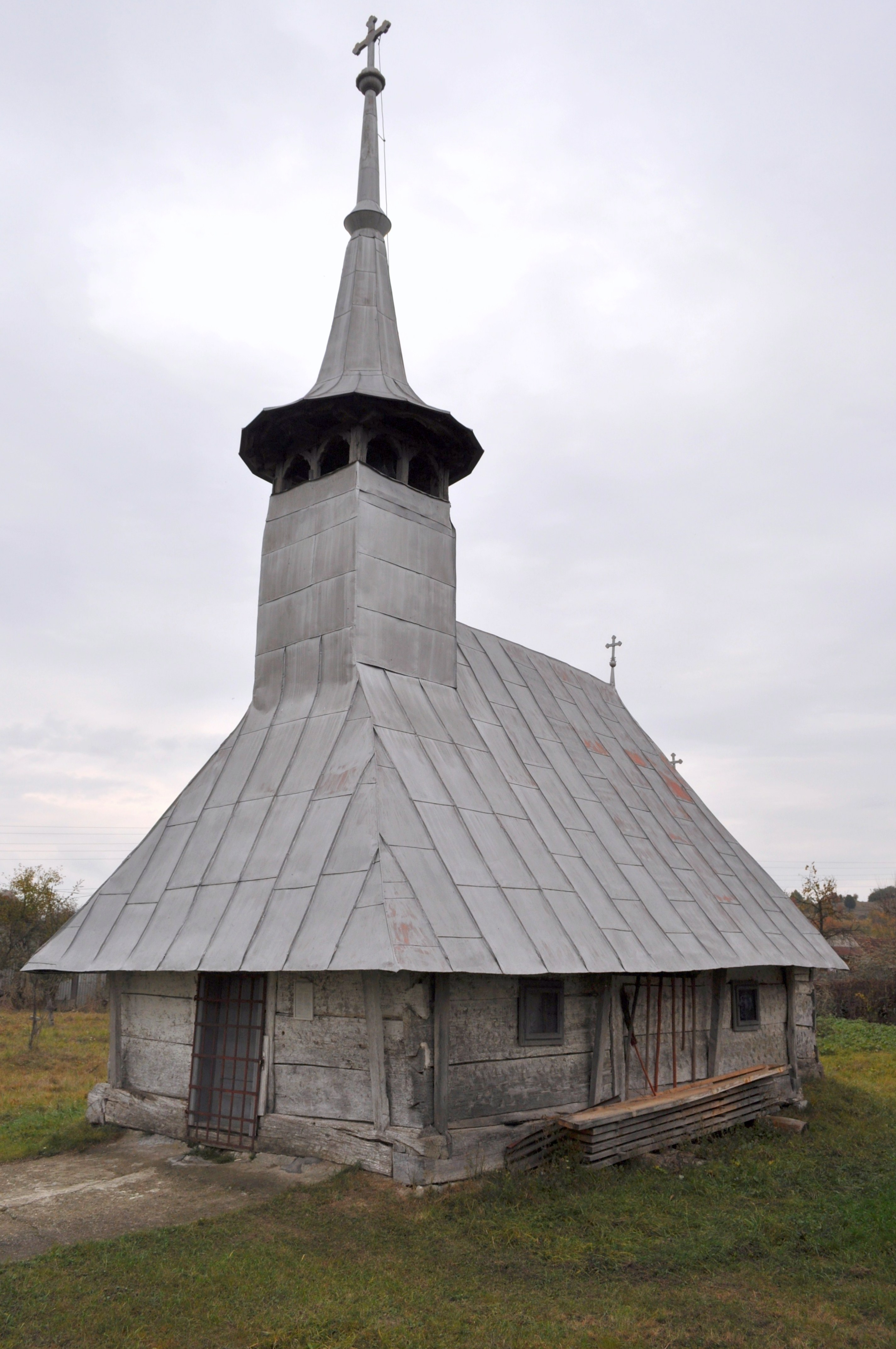
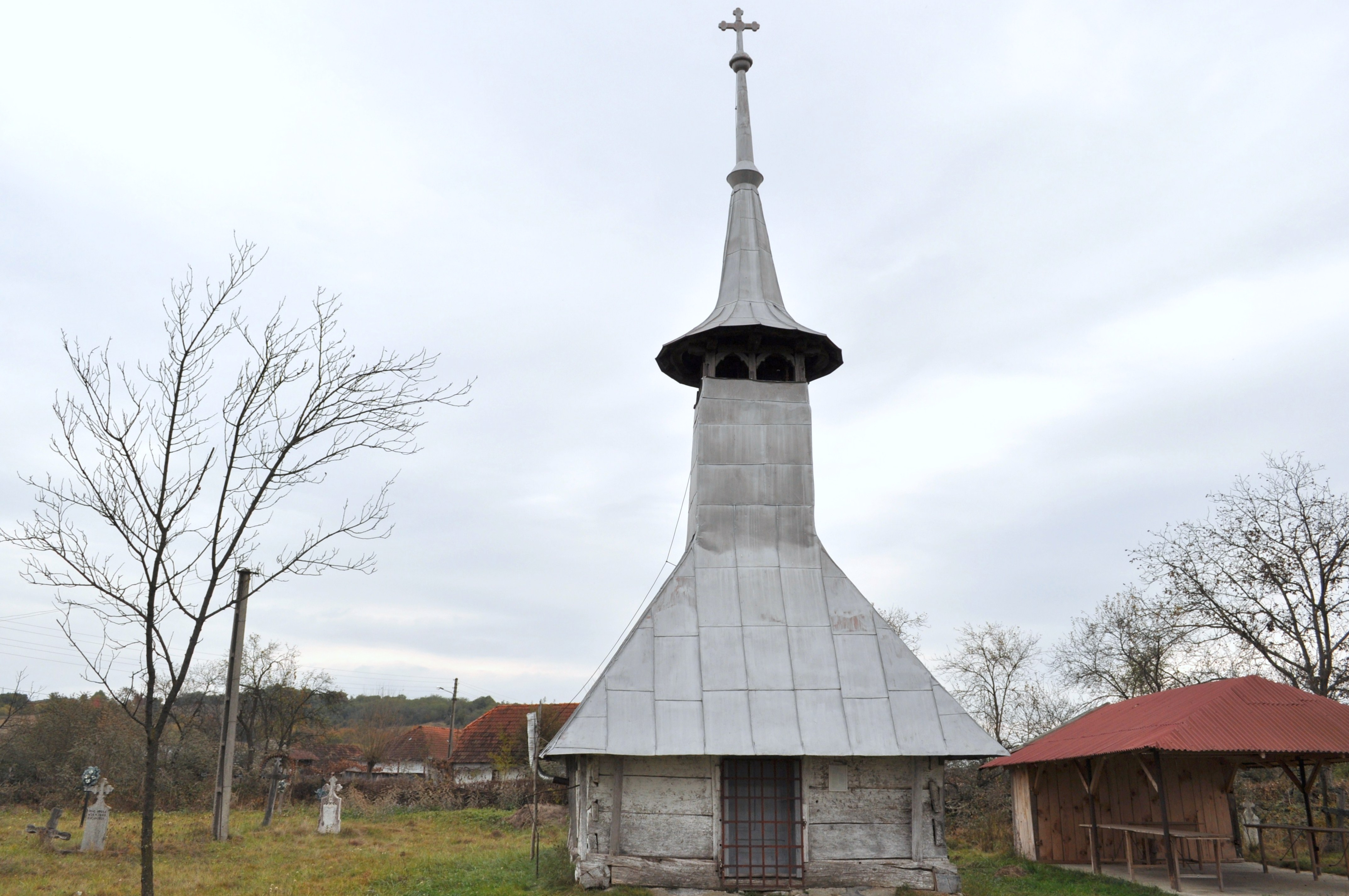
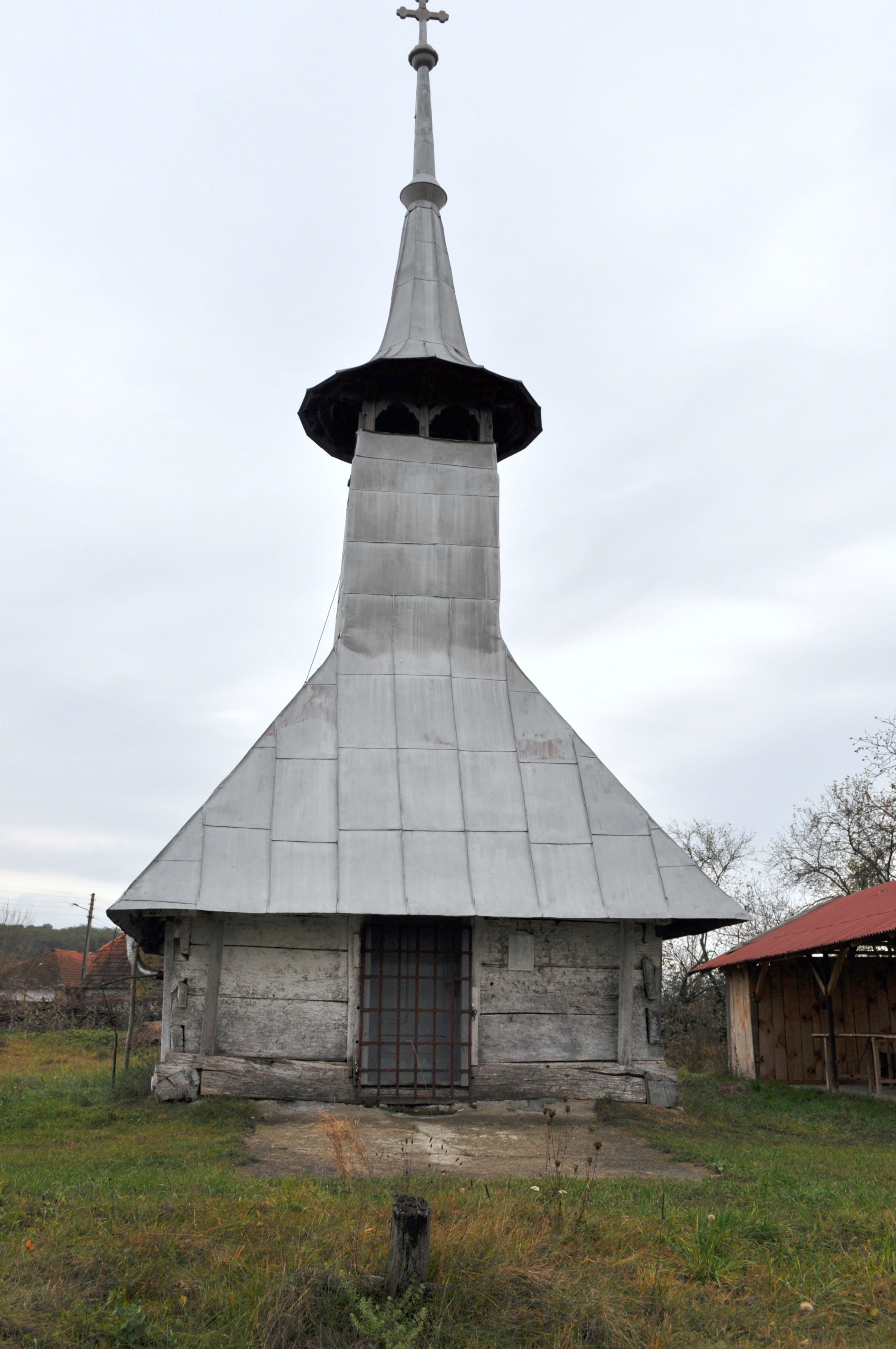
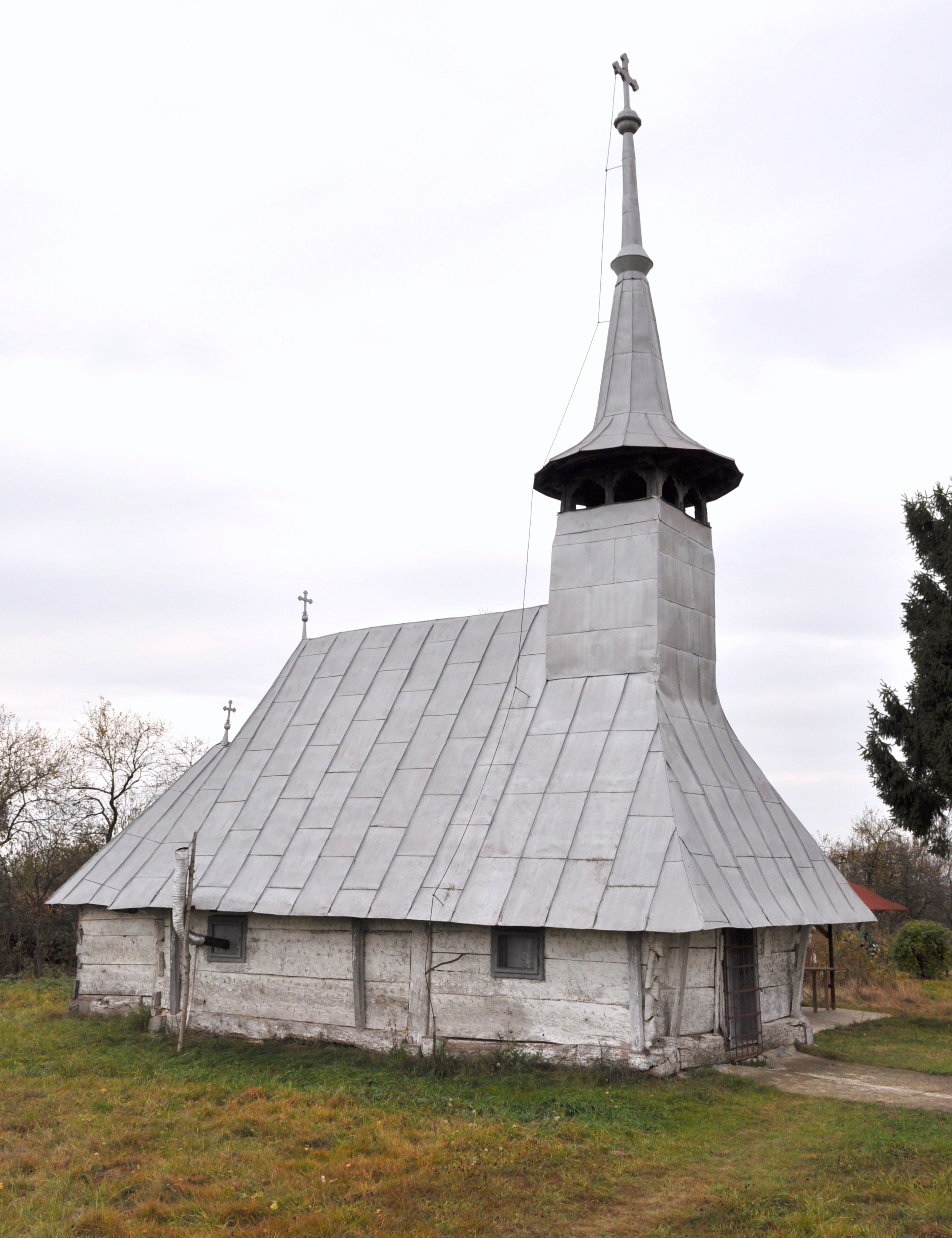
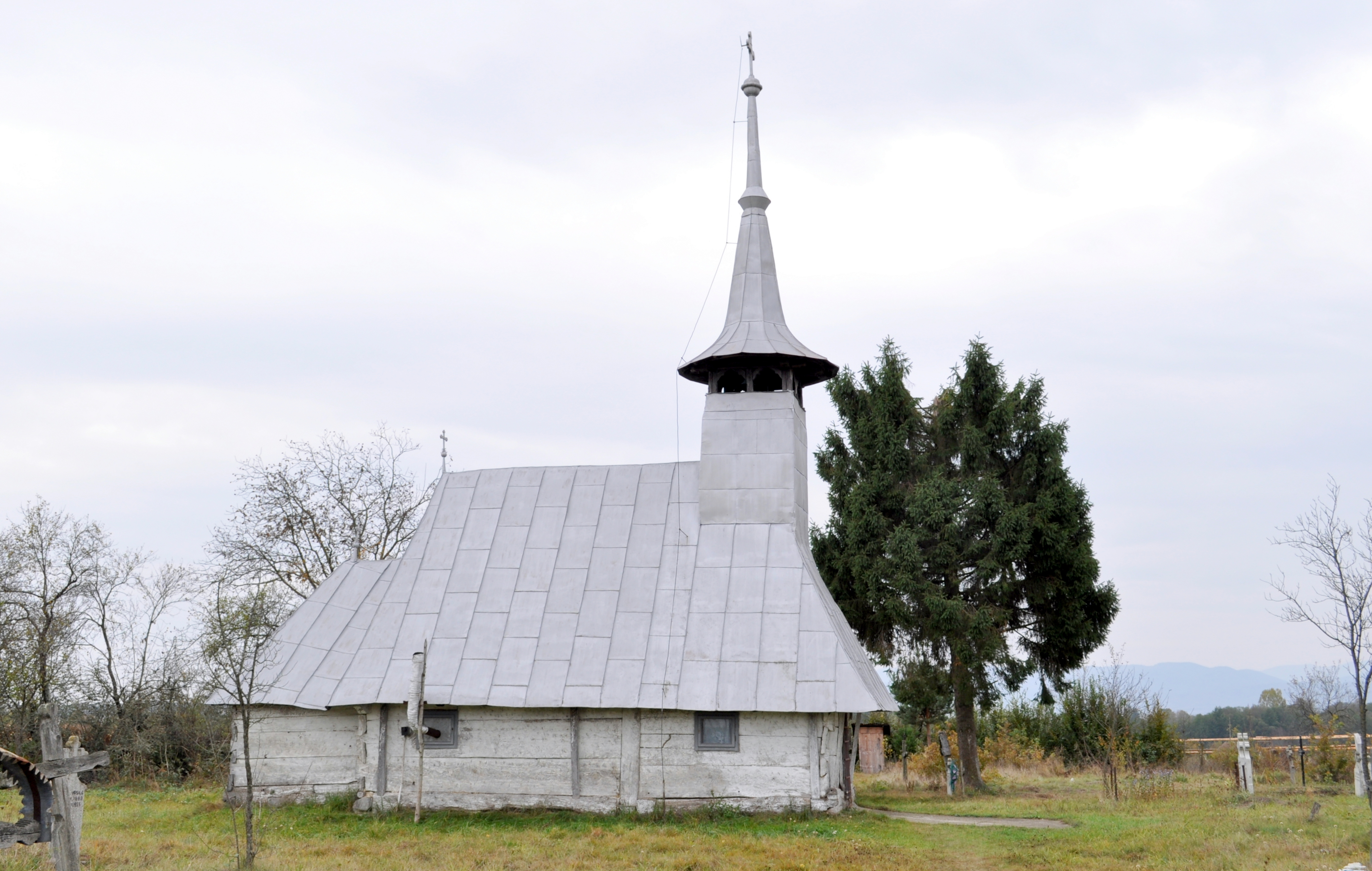
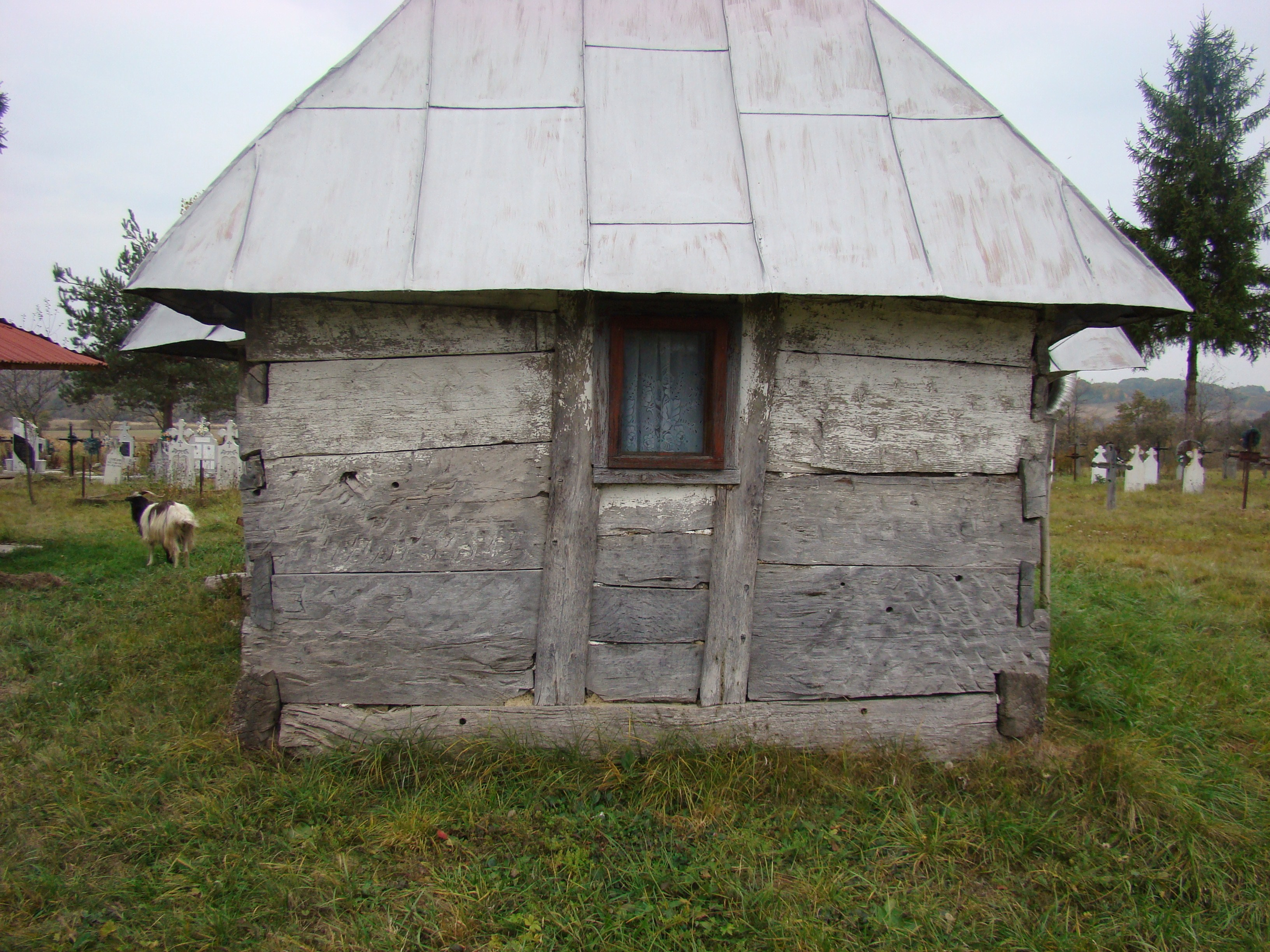
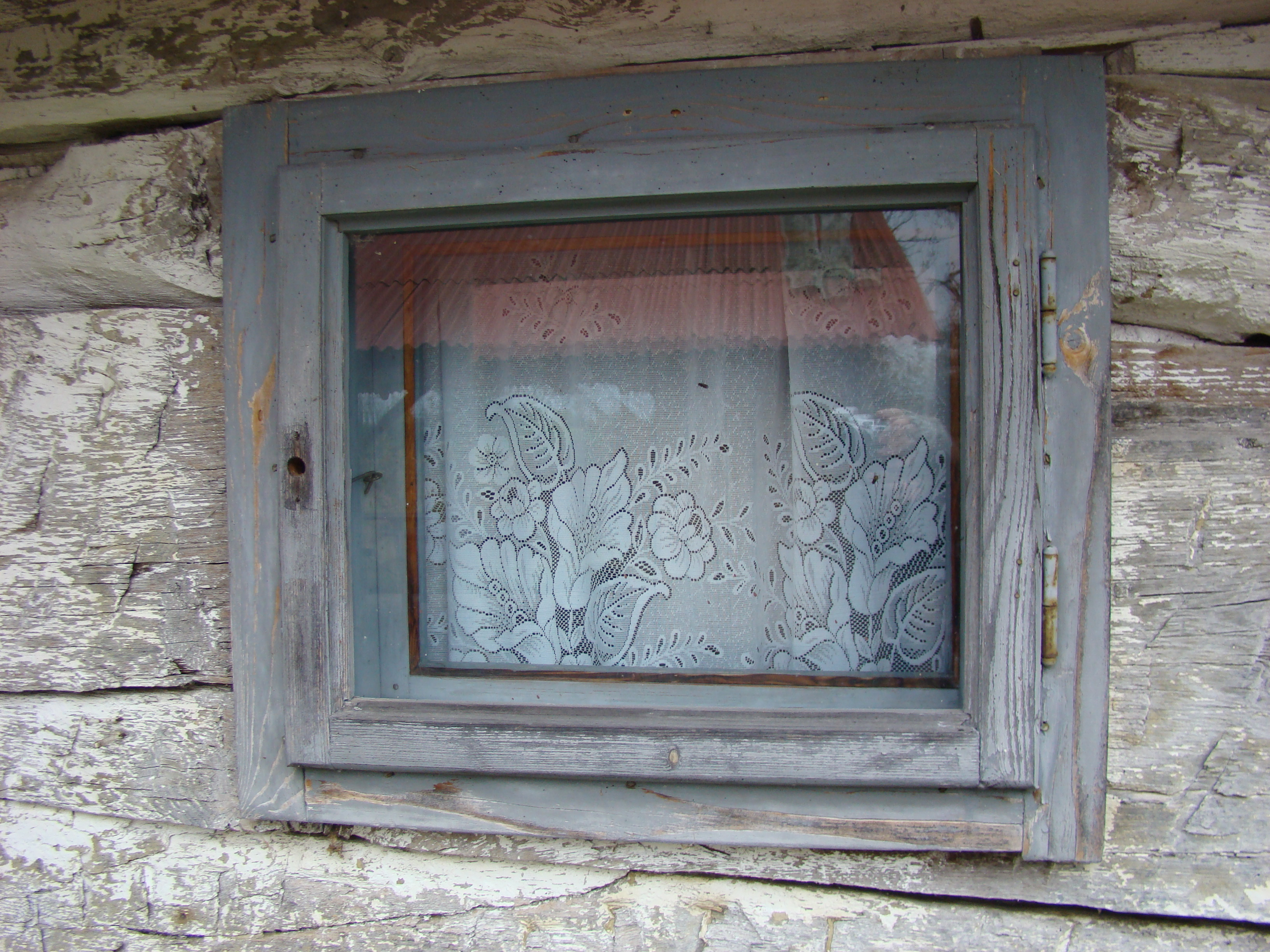
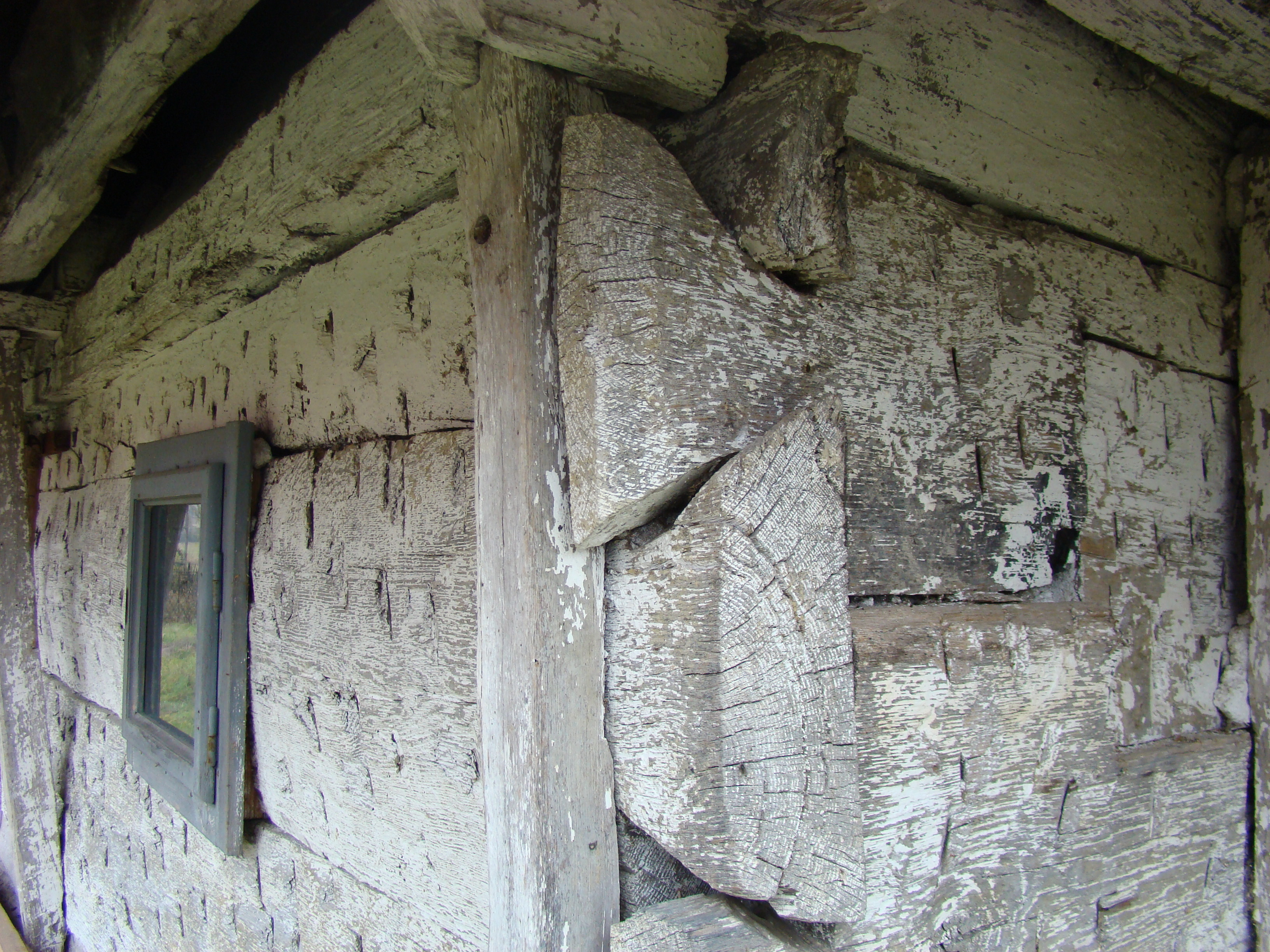
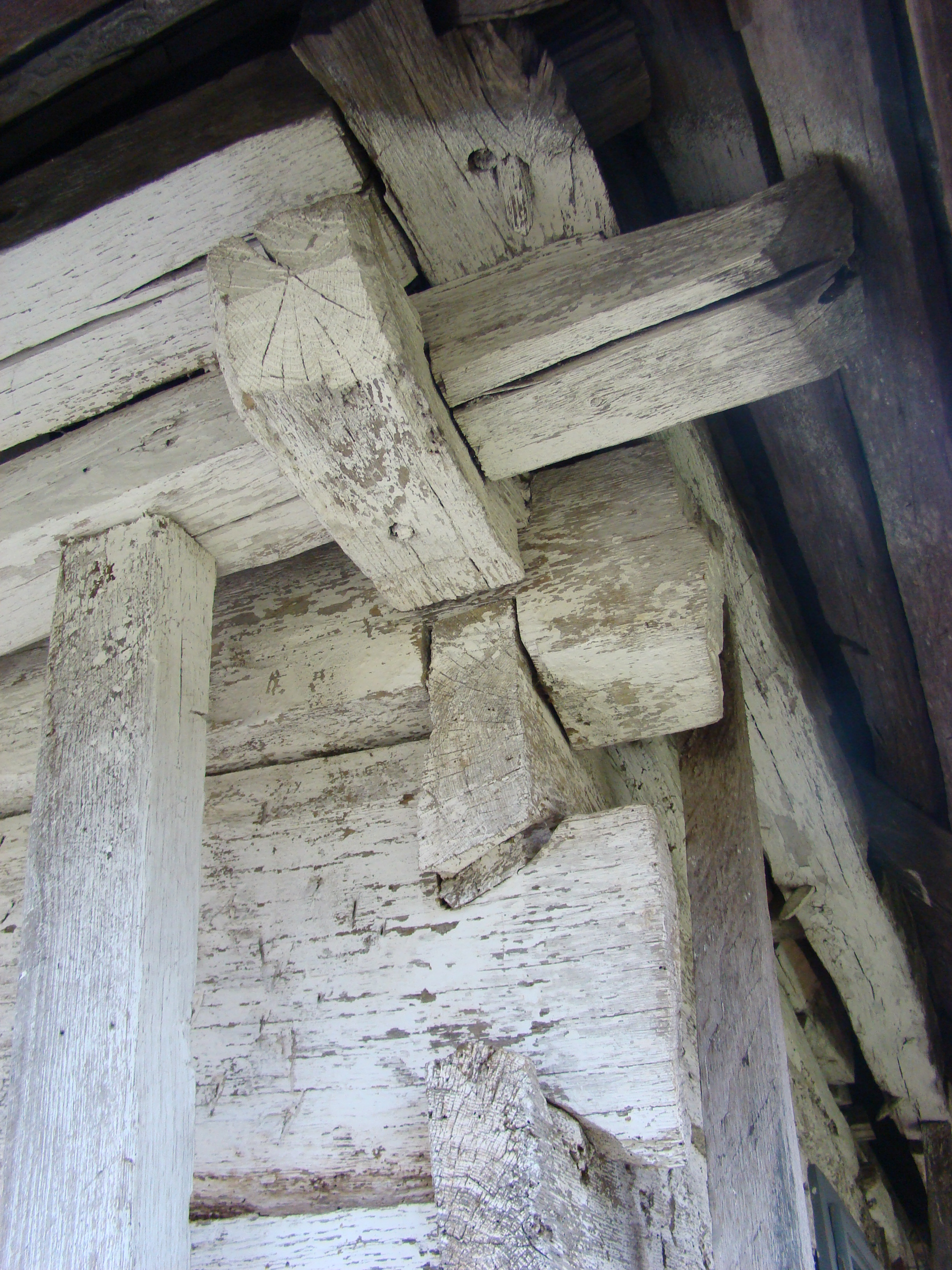
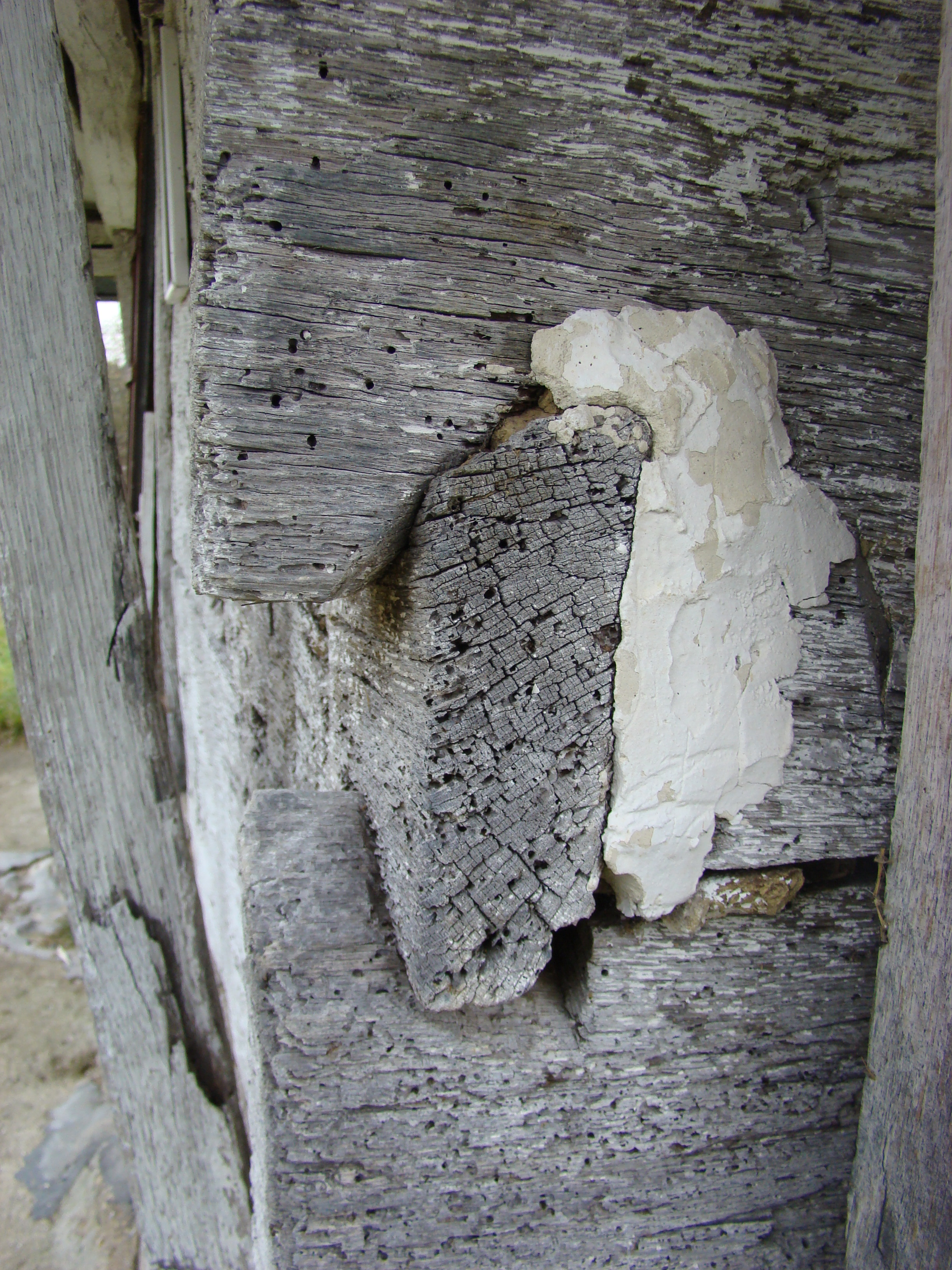
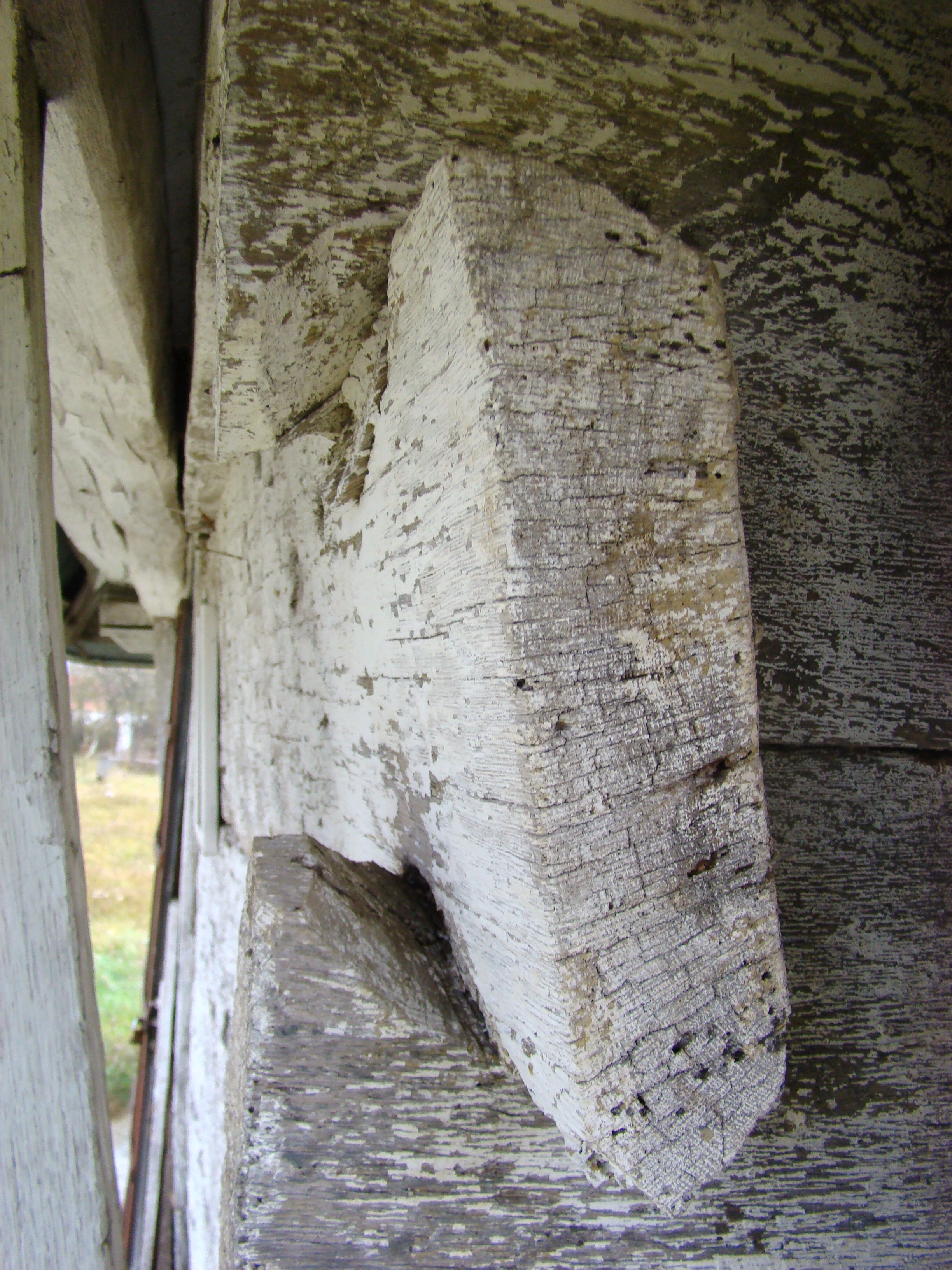
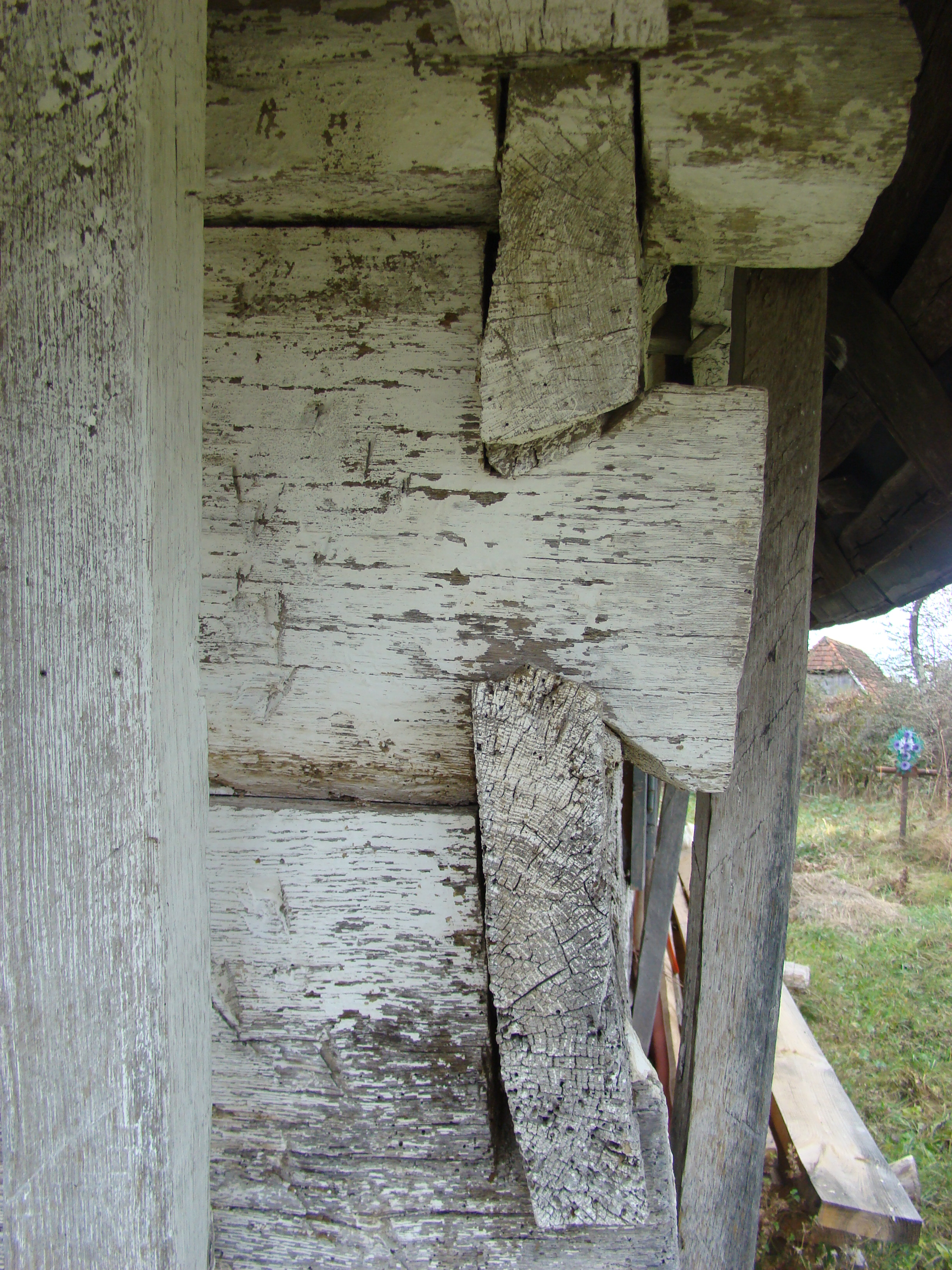
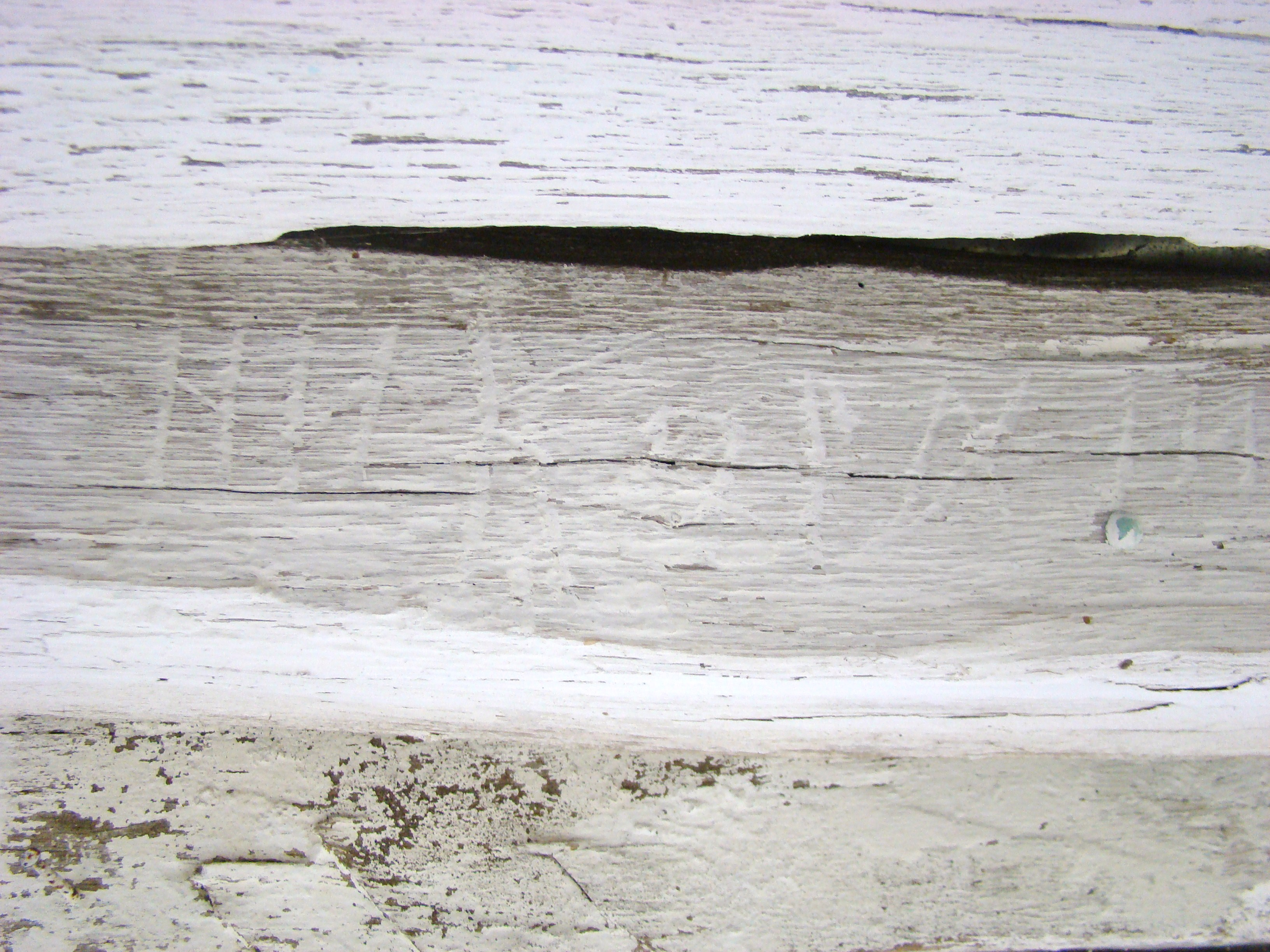
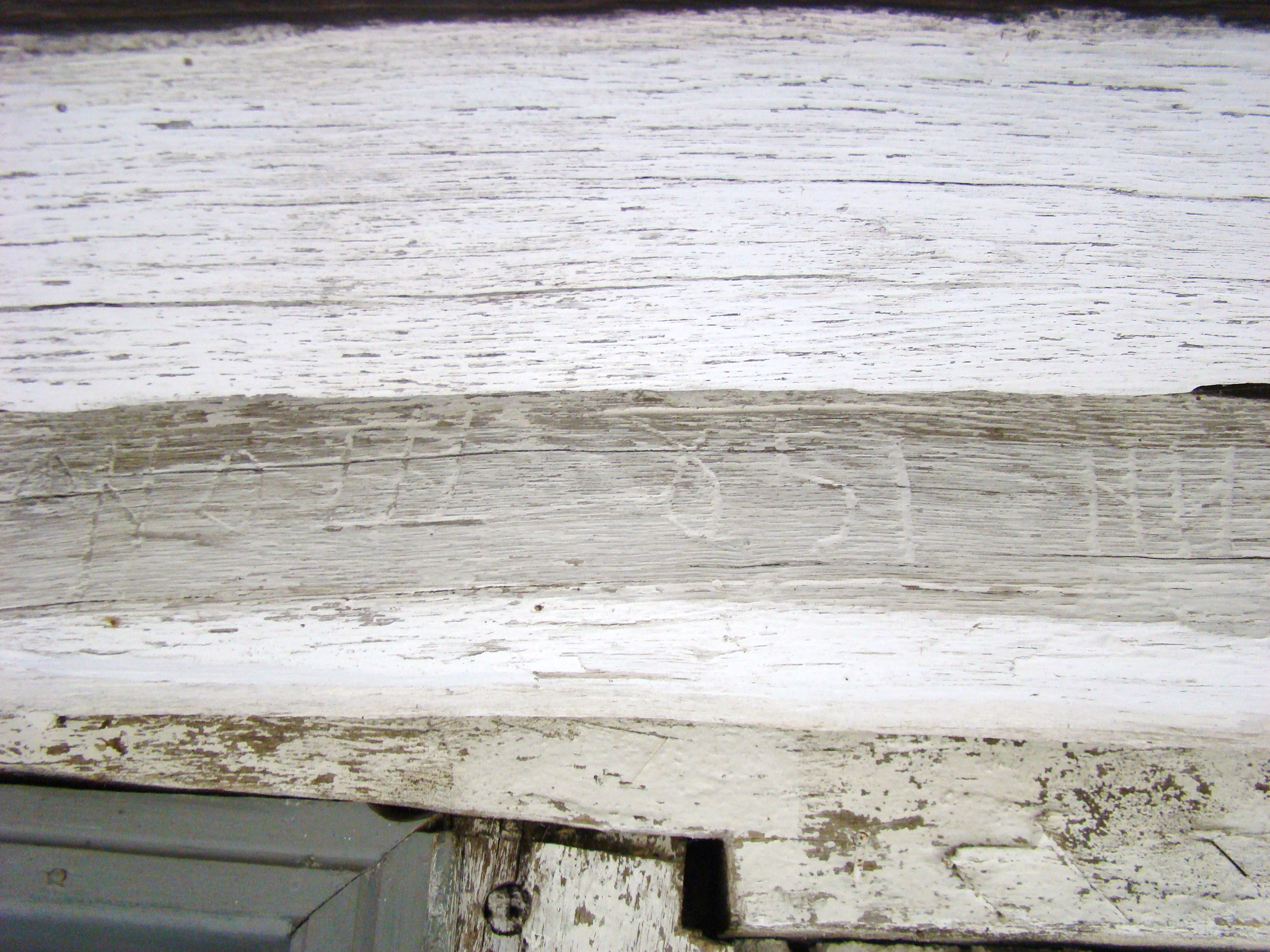
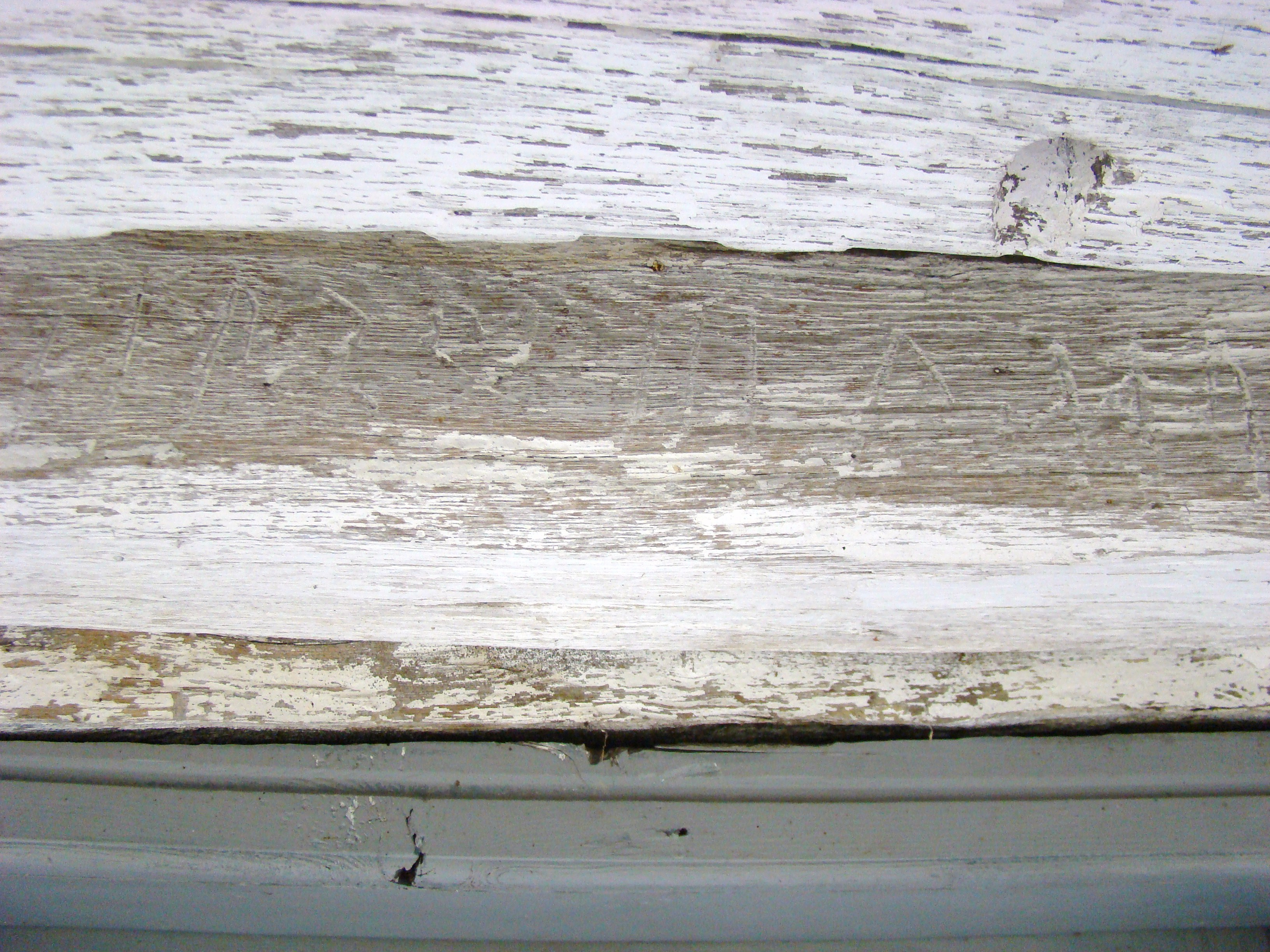
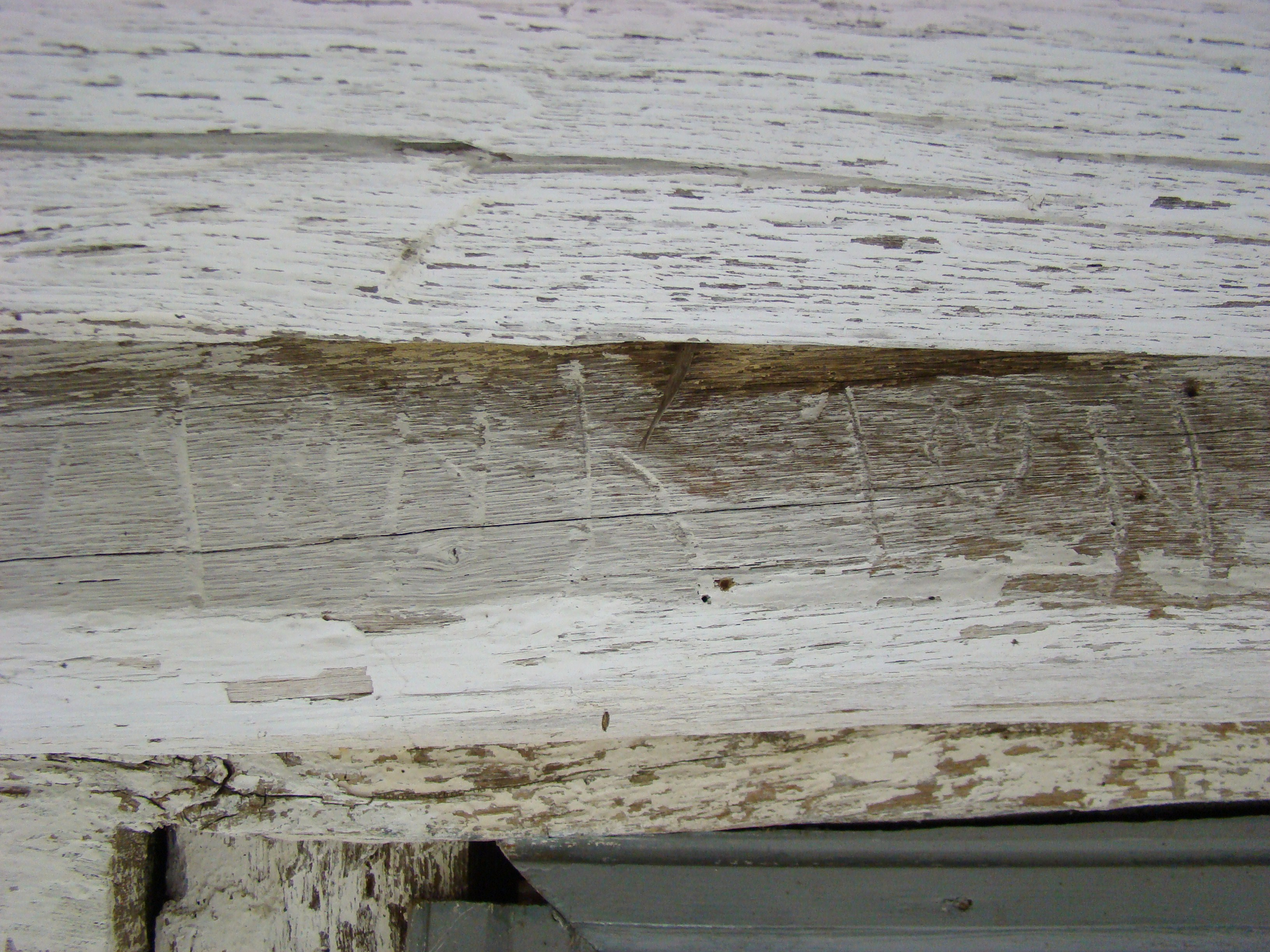
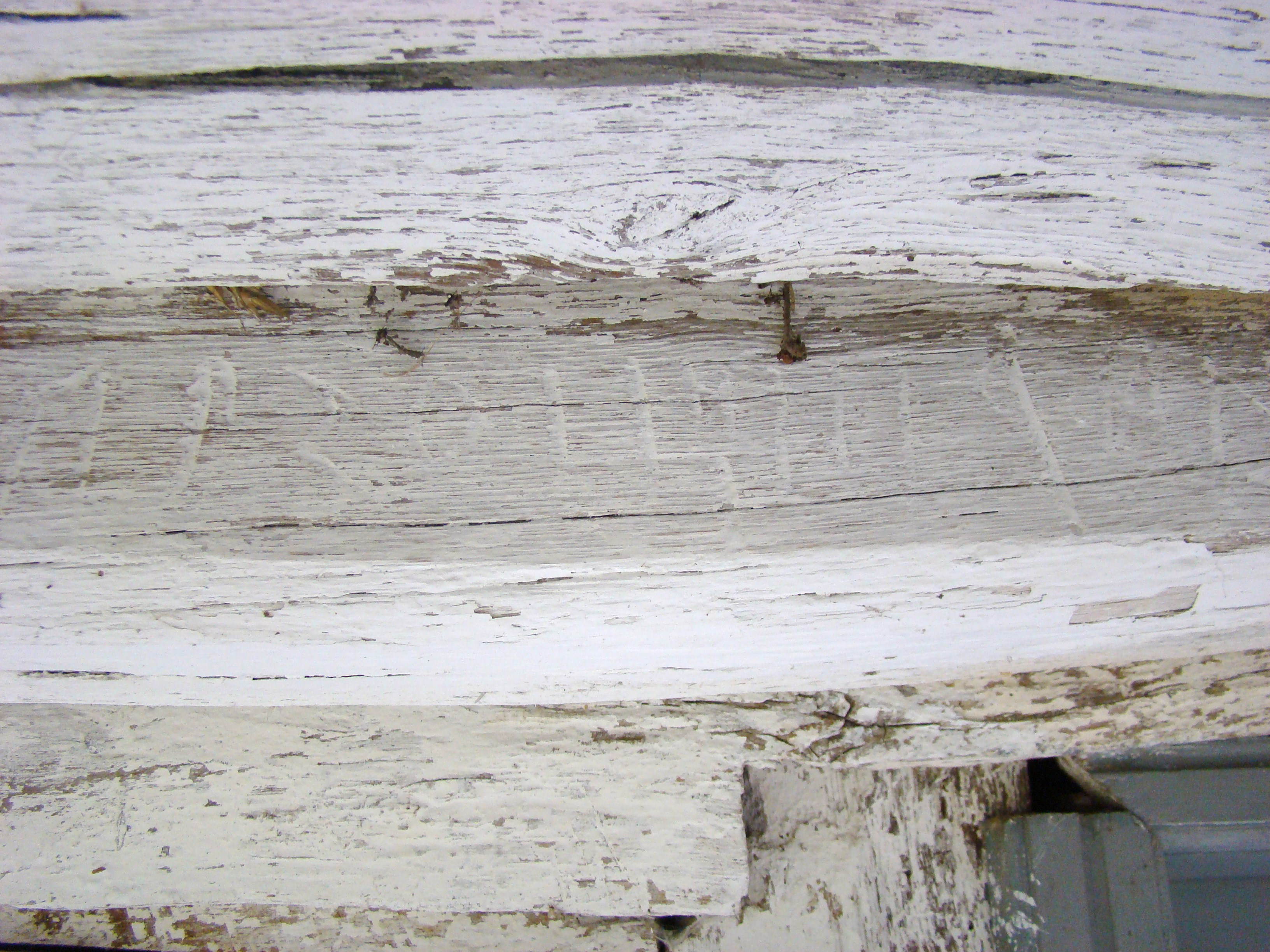
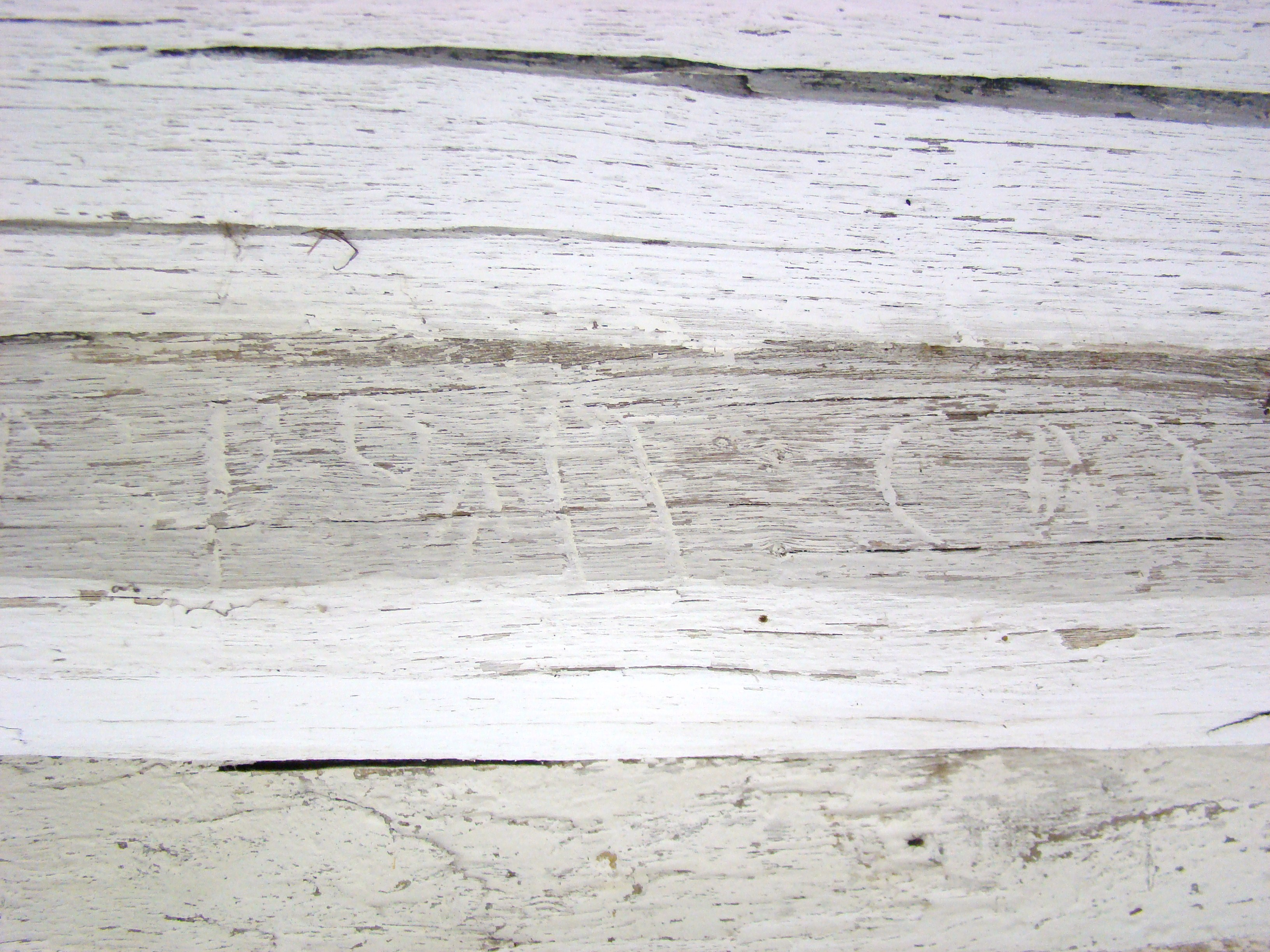
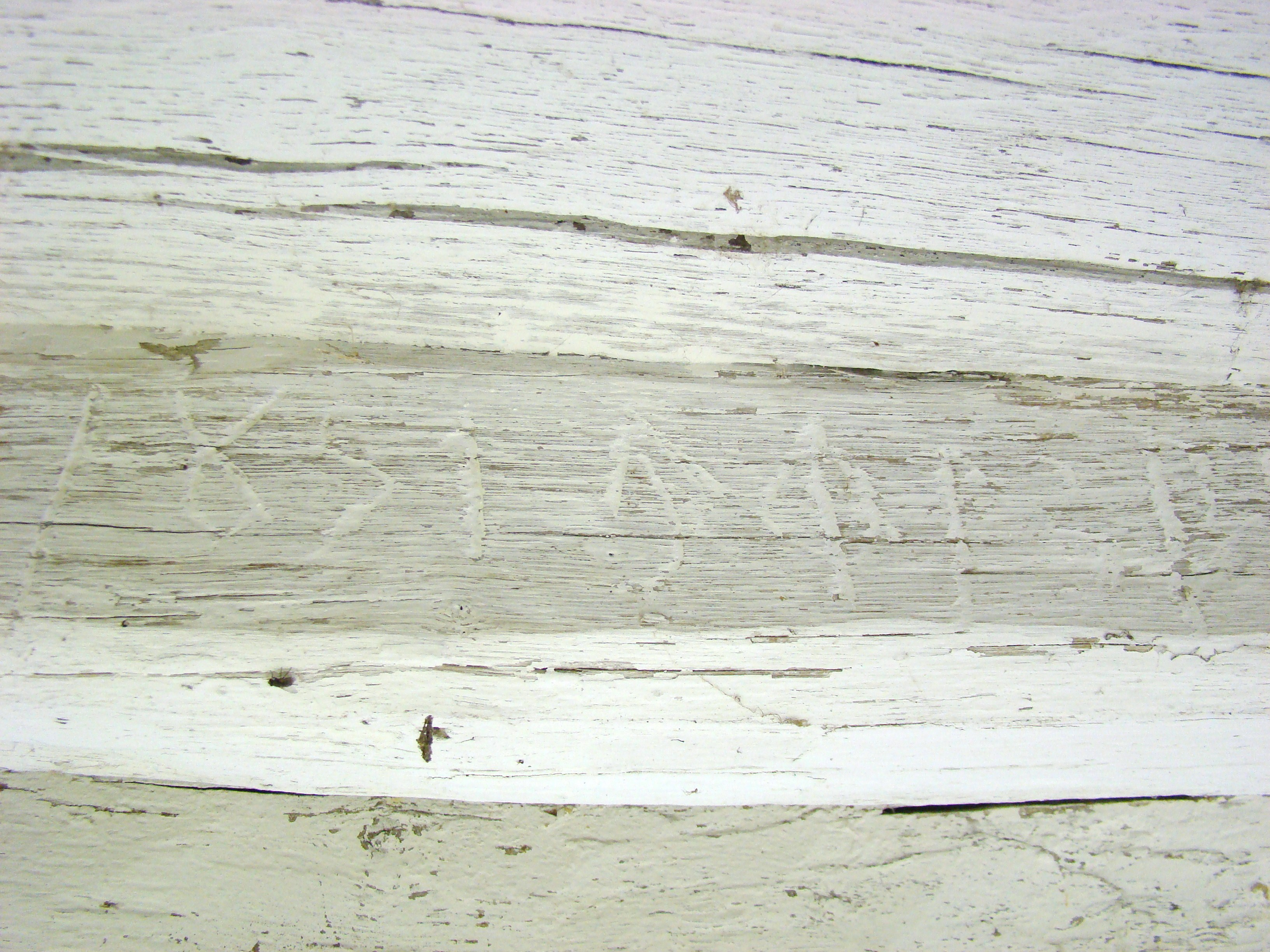

## Imagini din interior

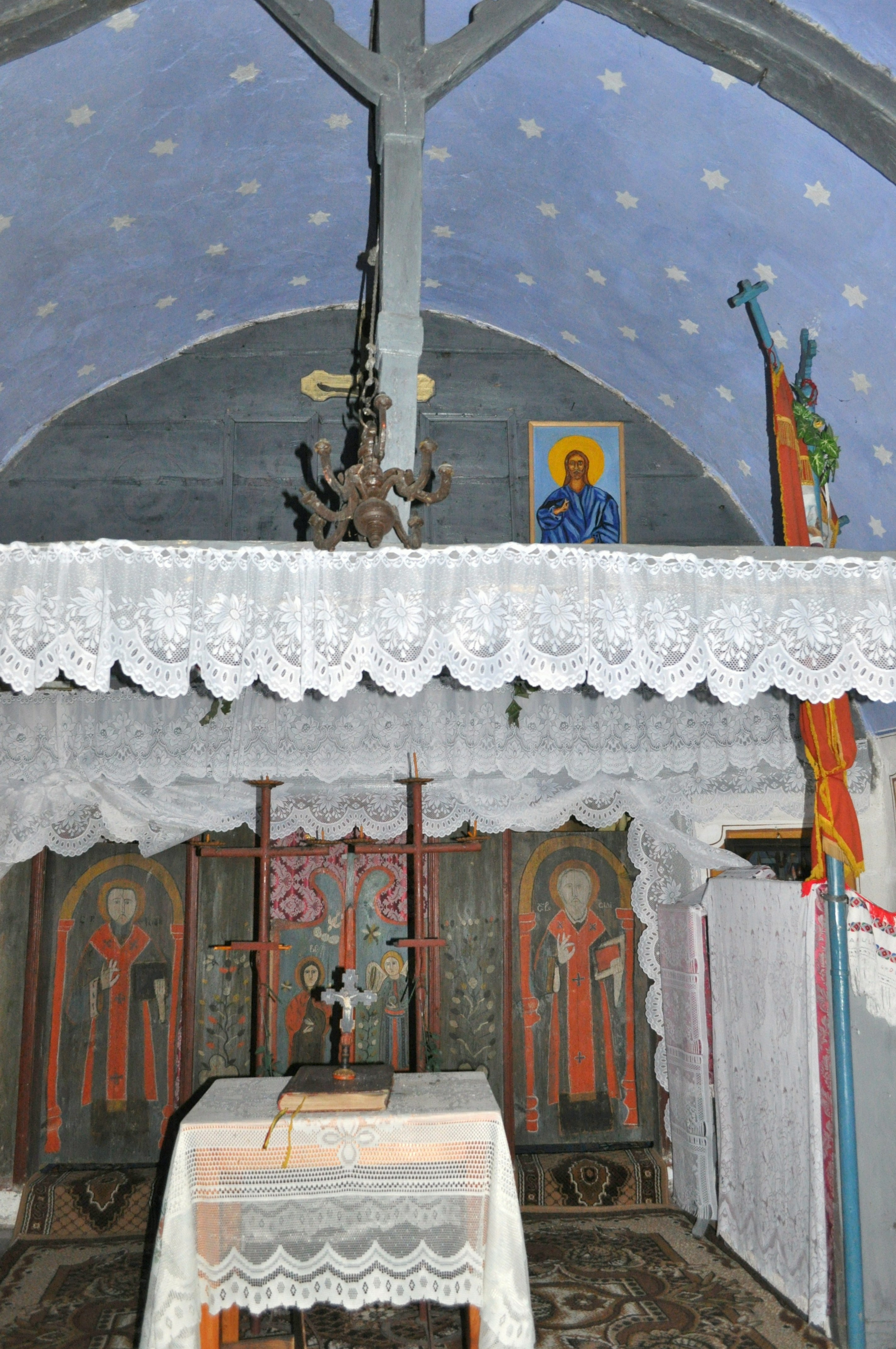
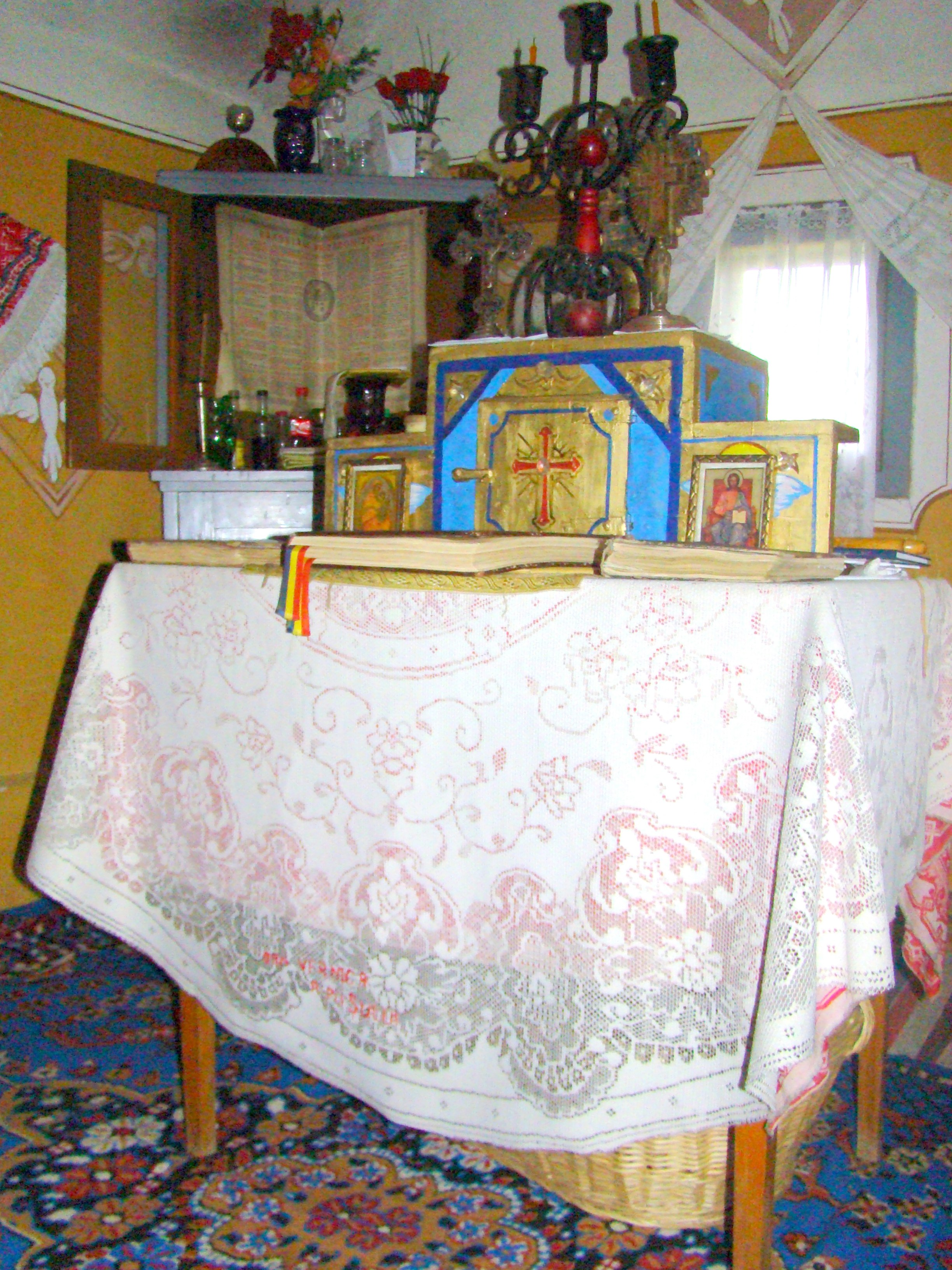
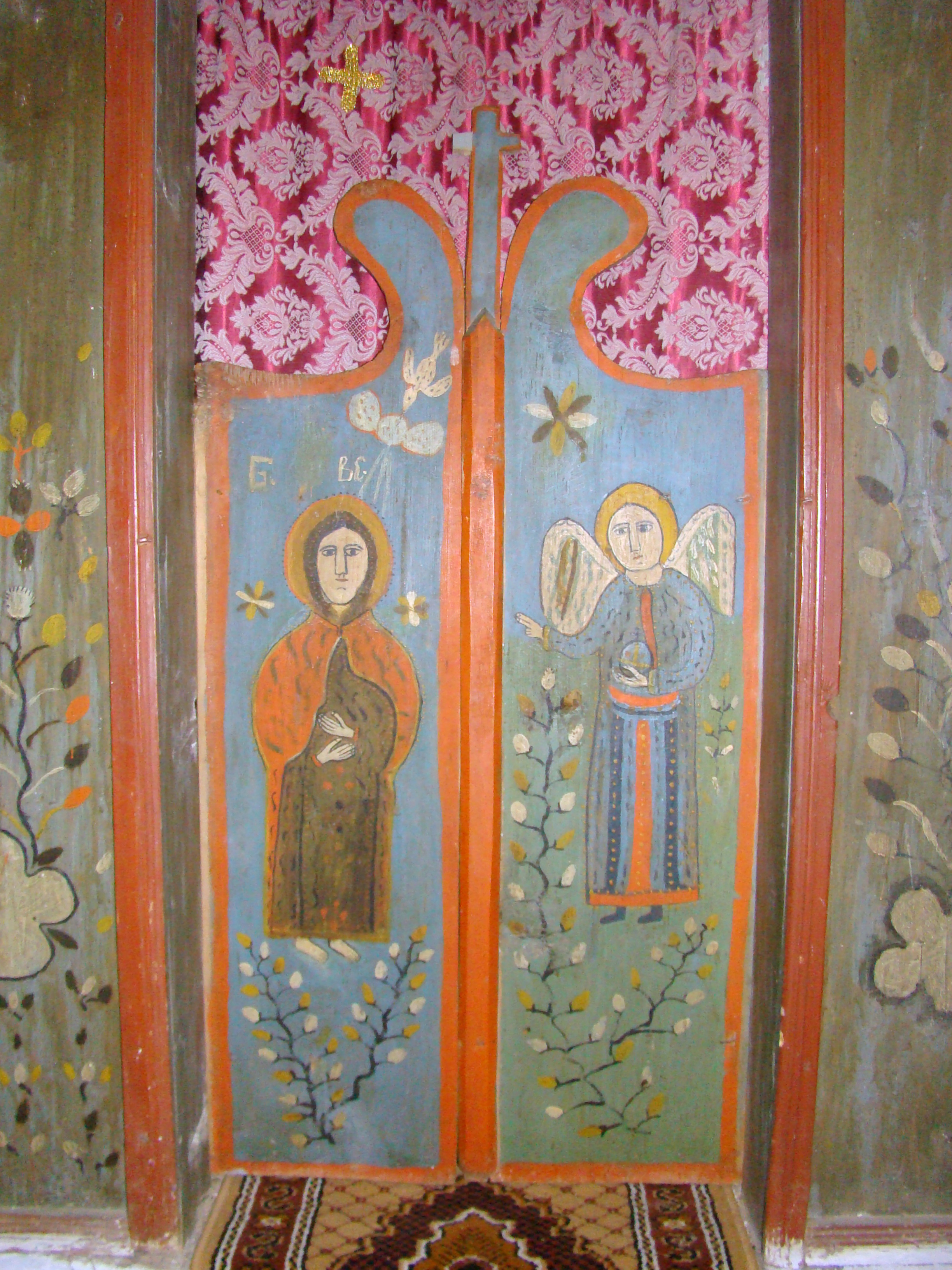
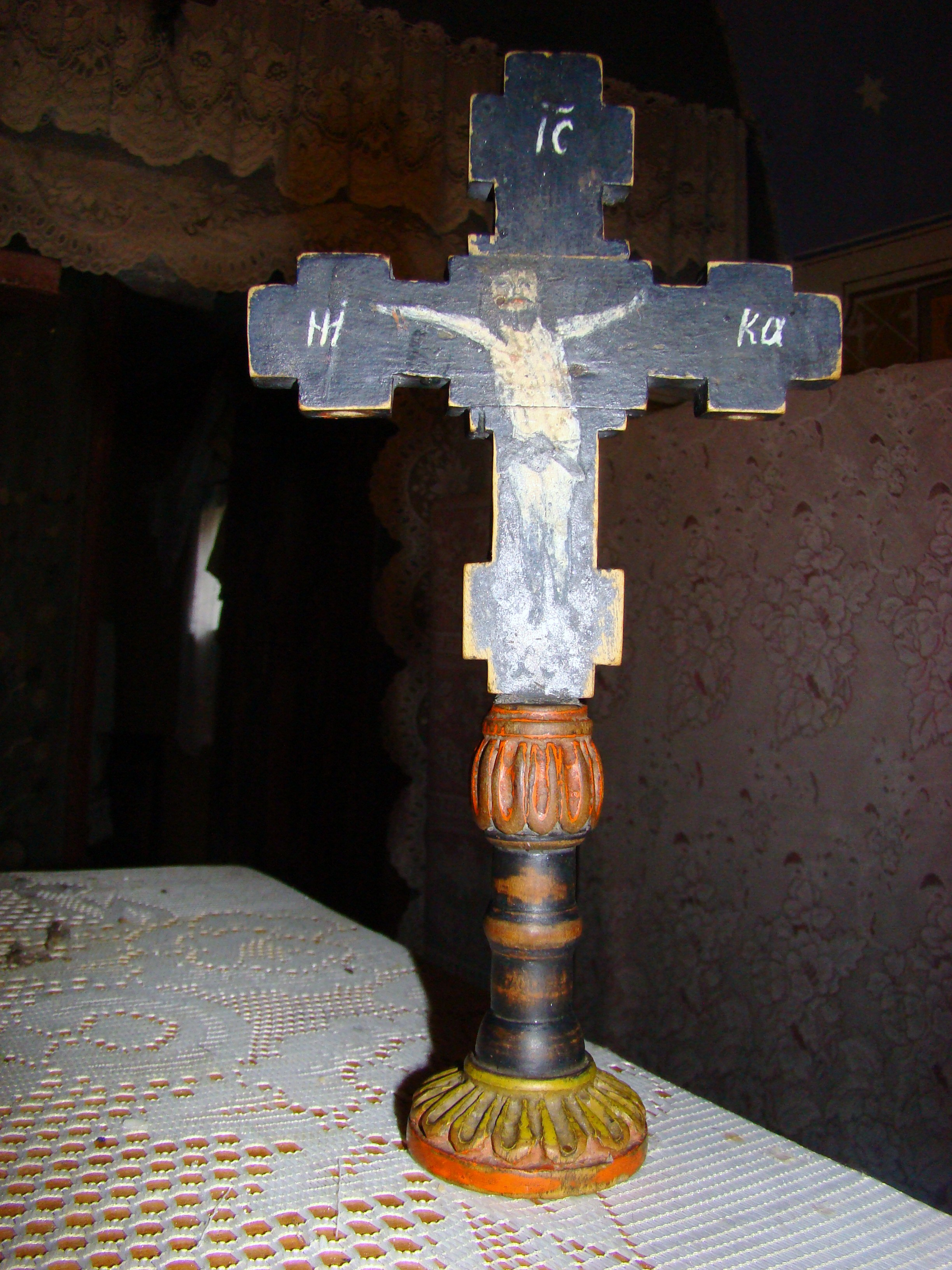
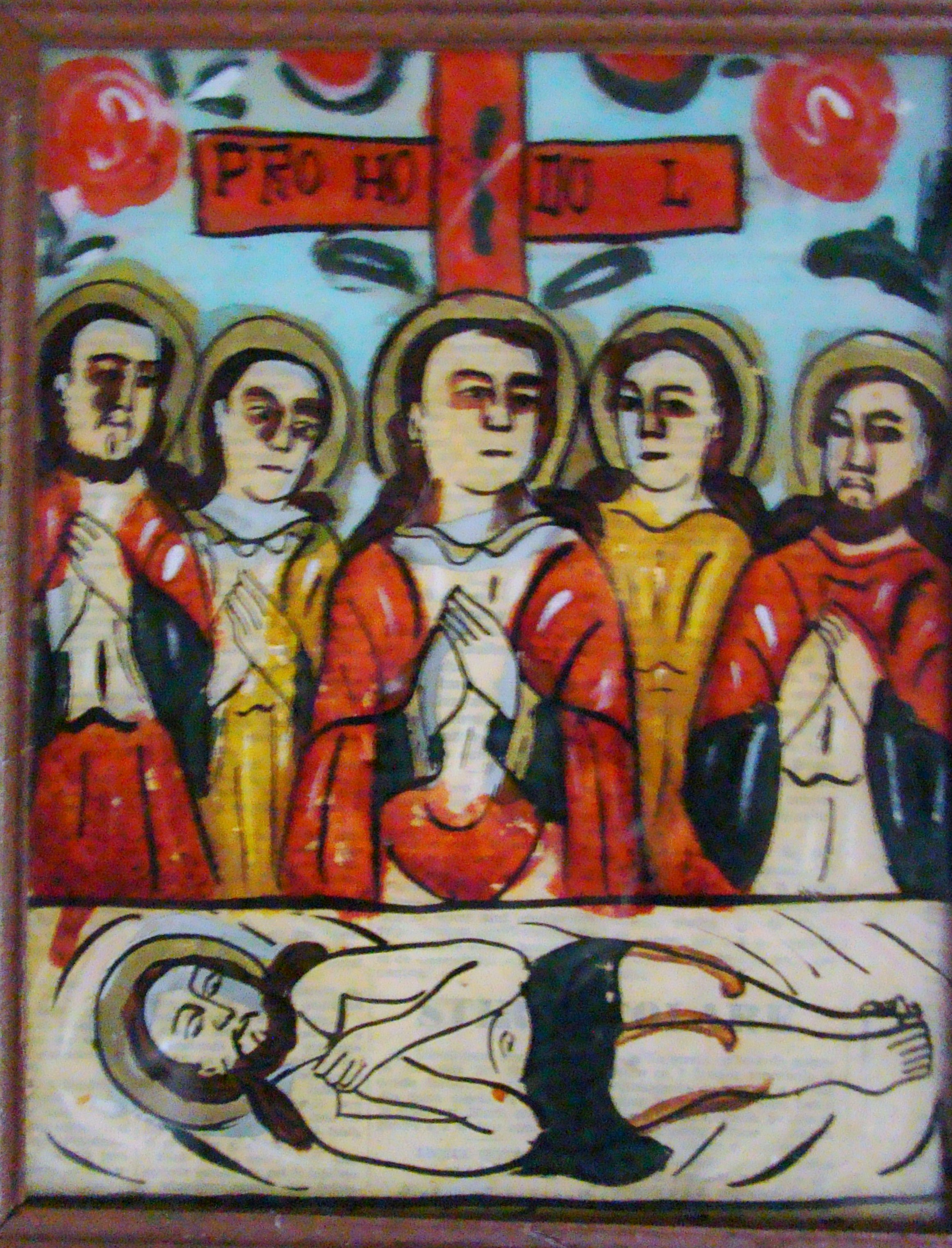
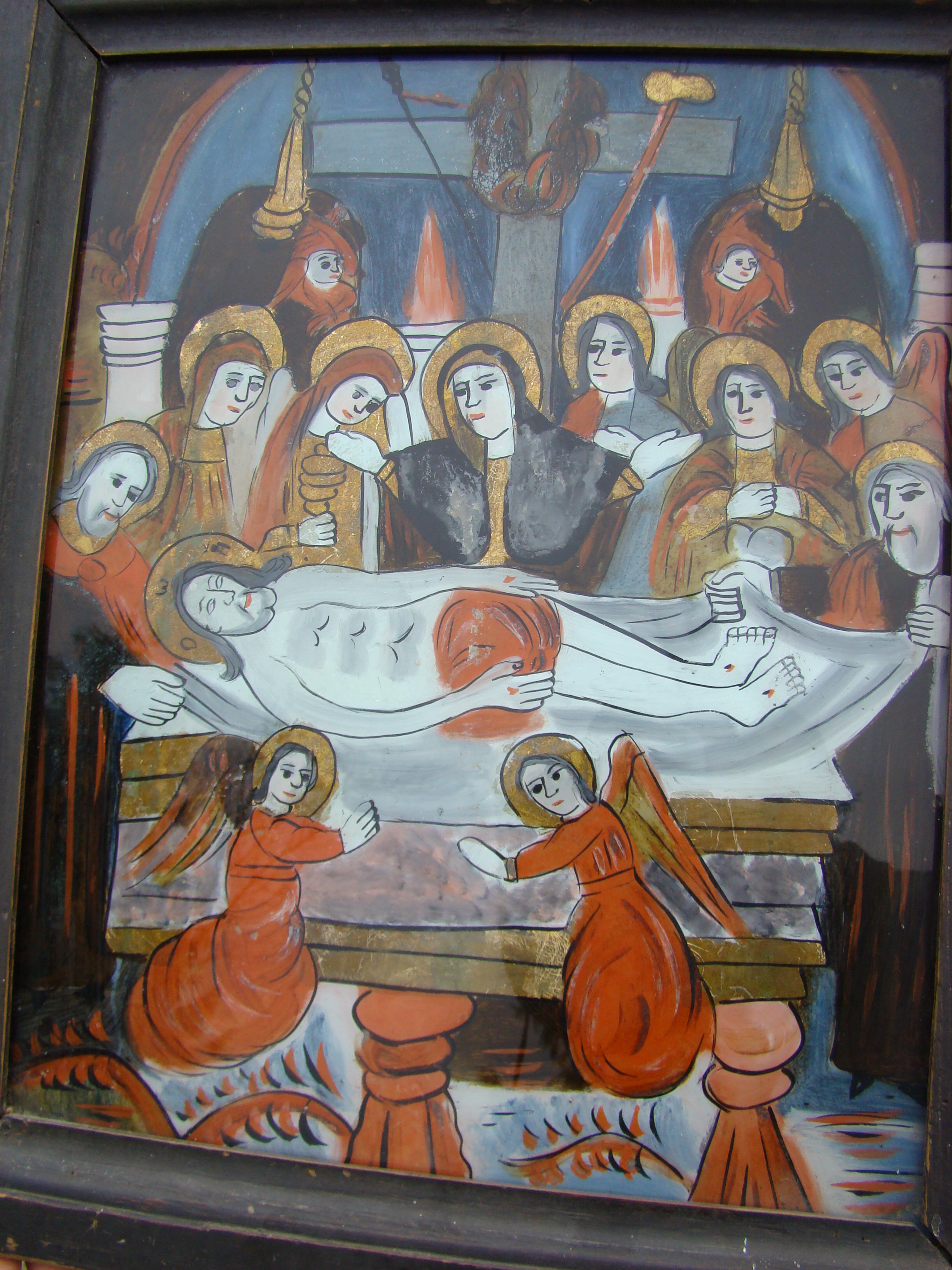
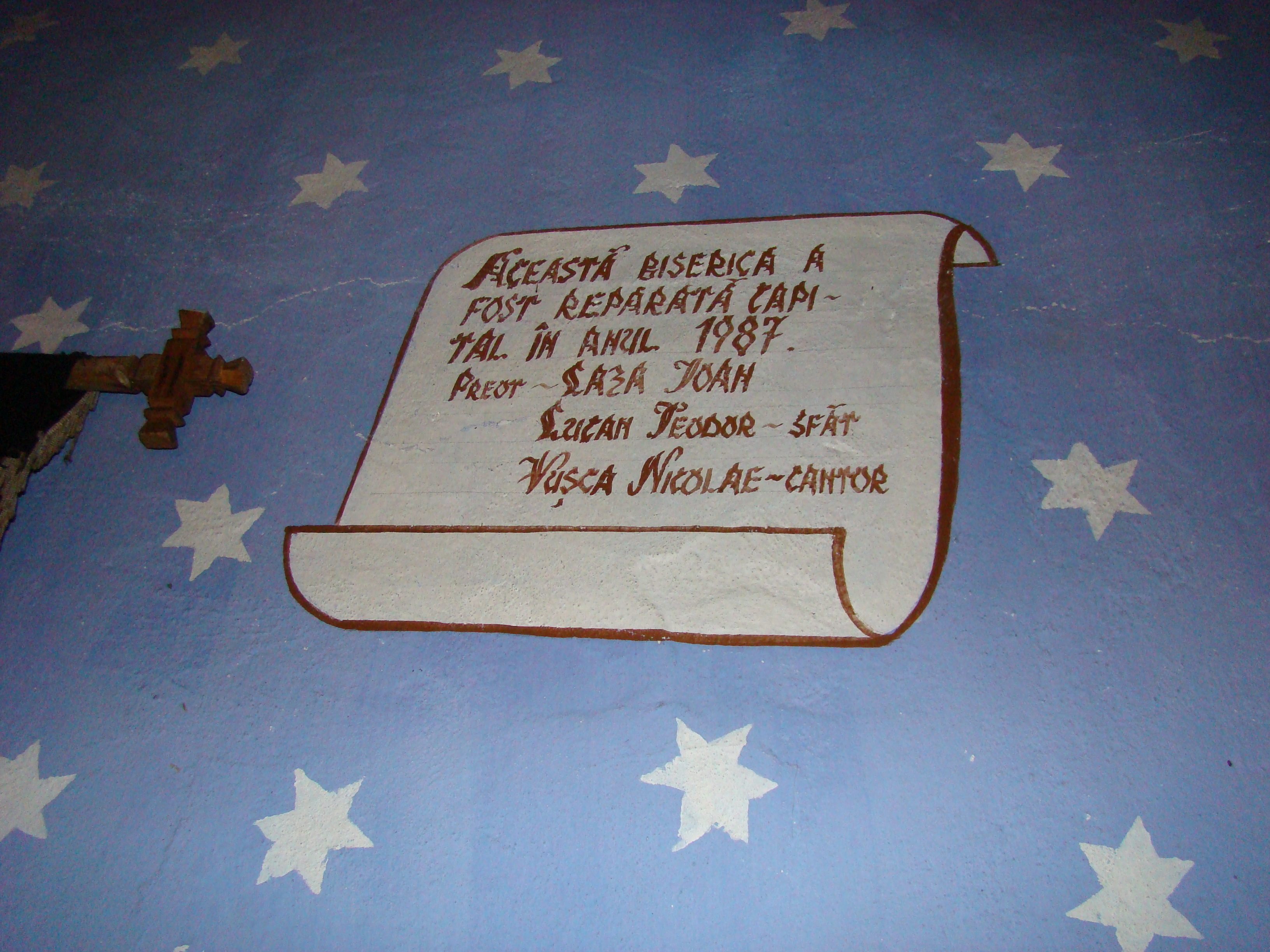
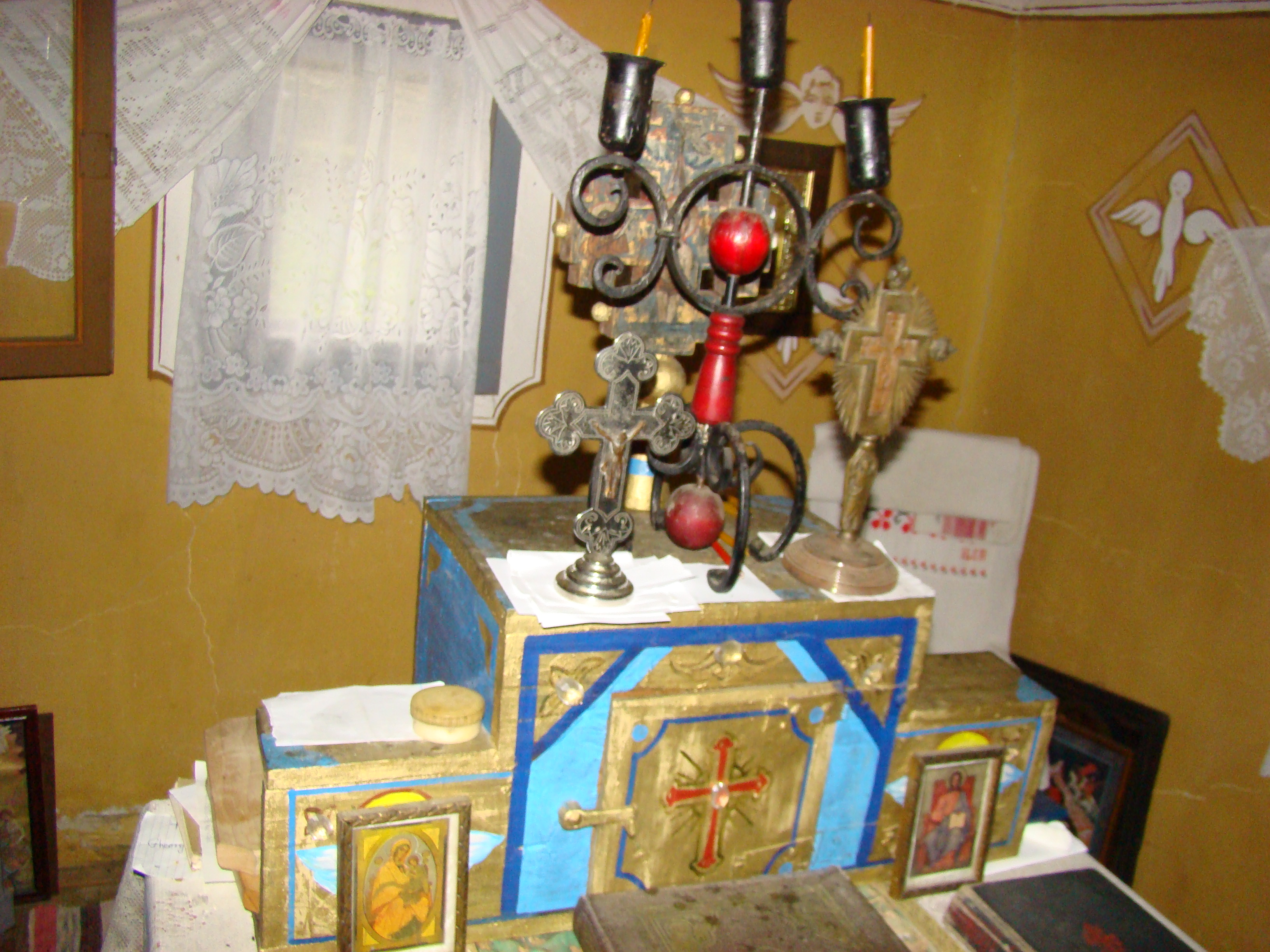
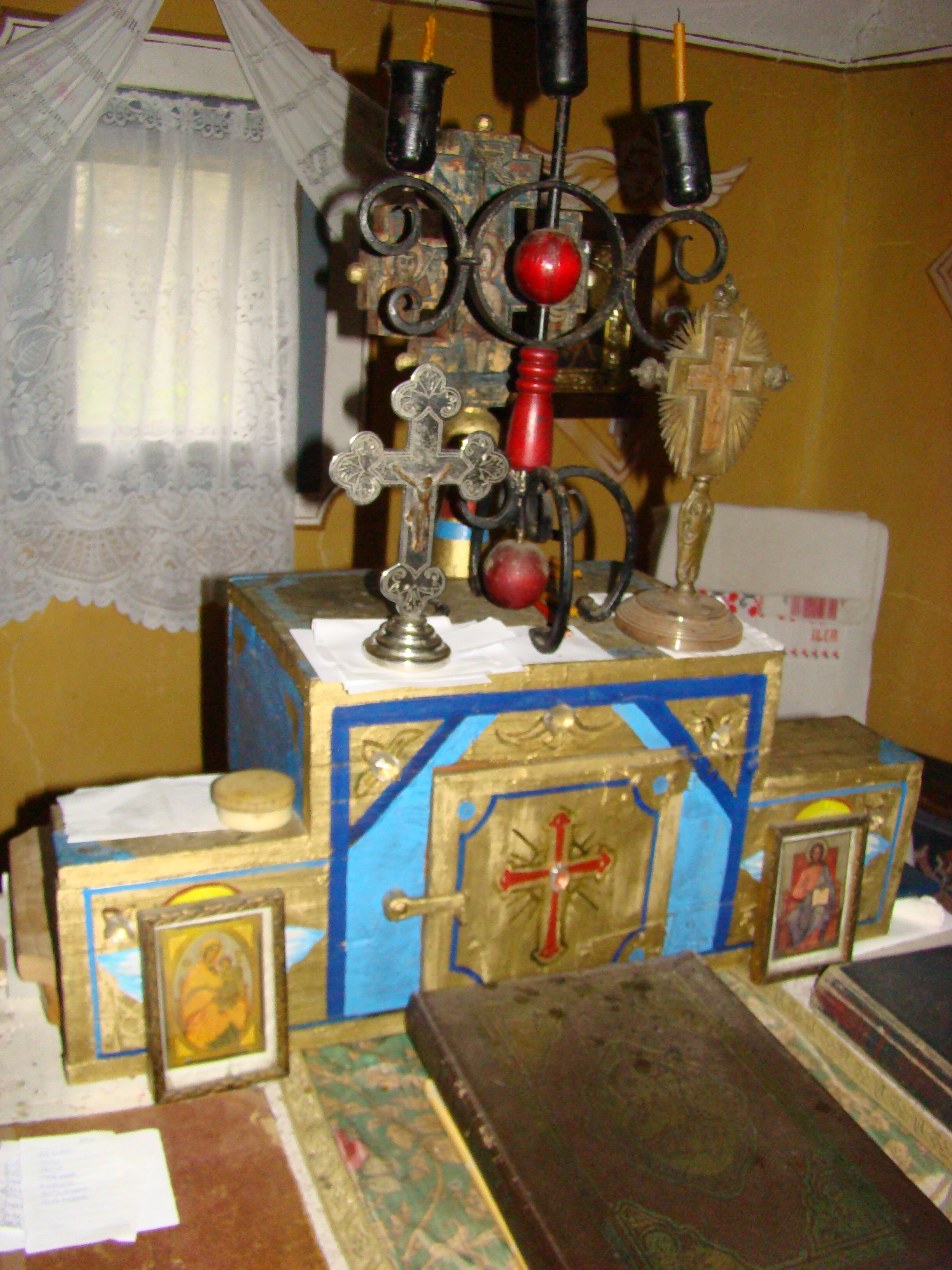
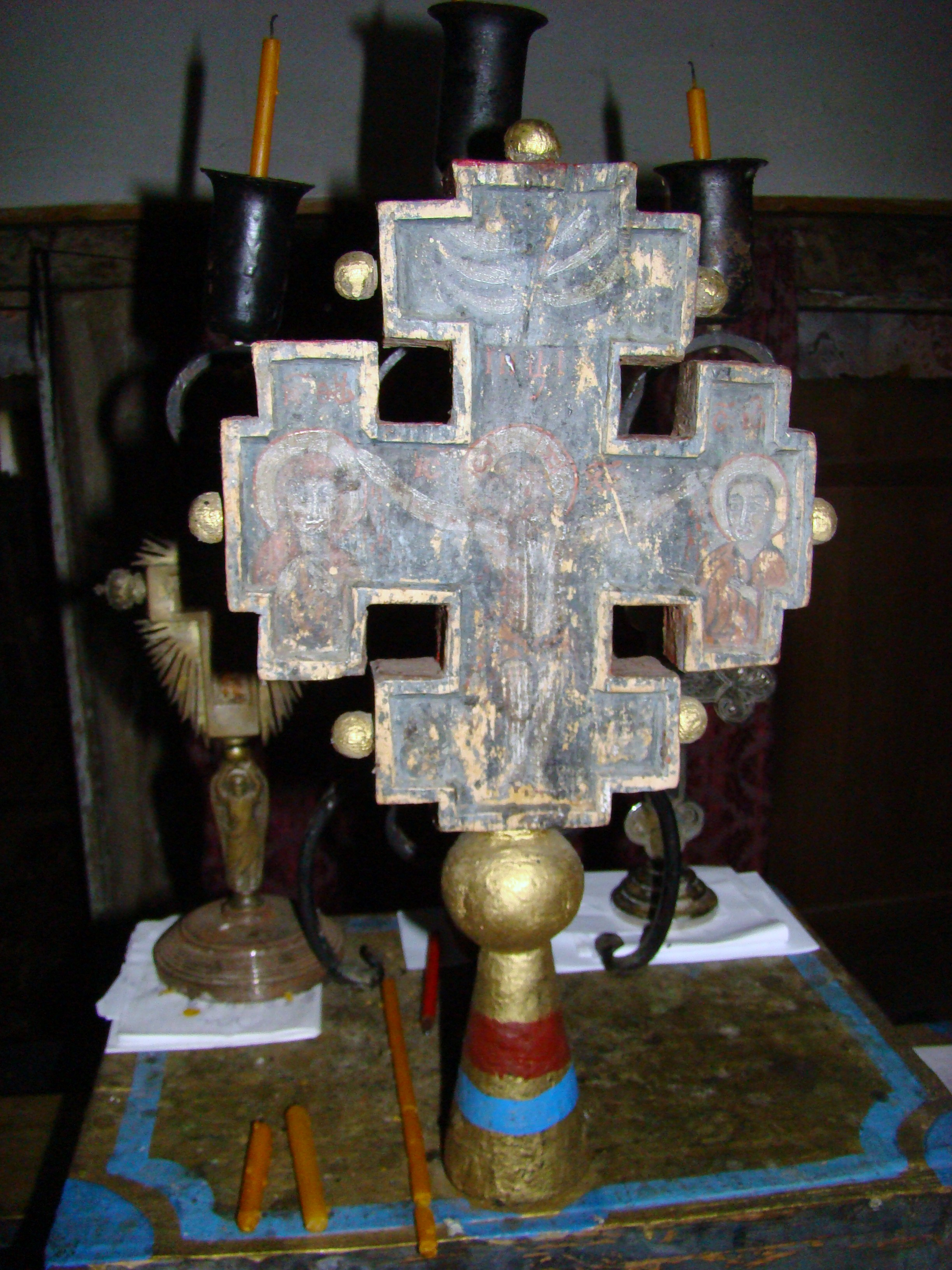
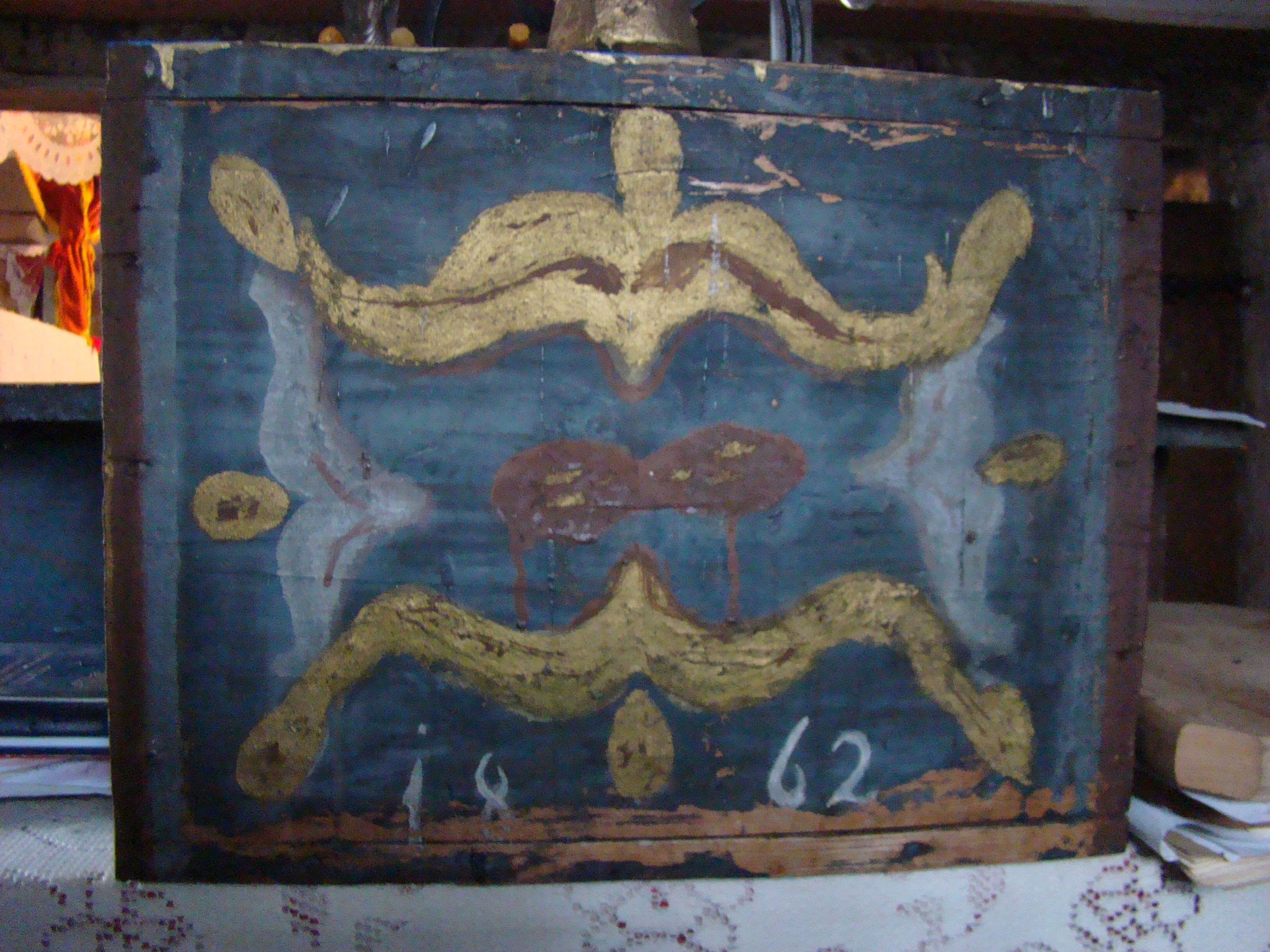
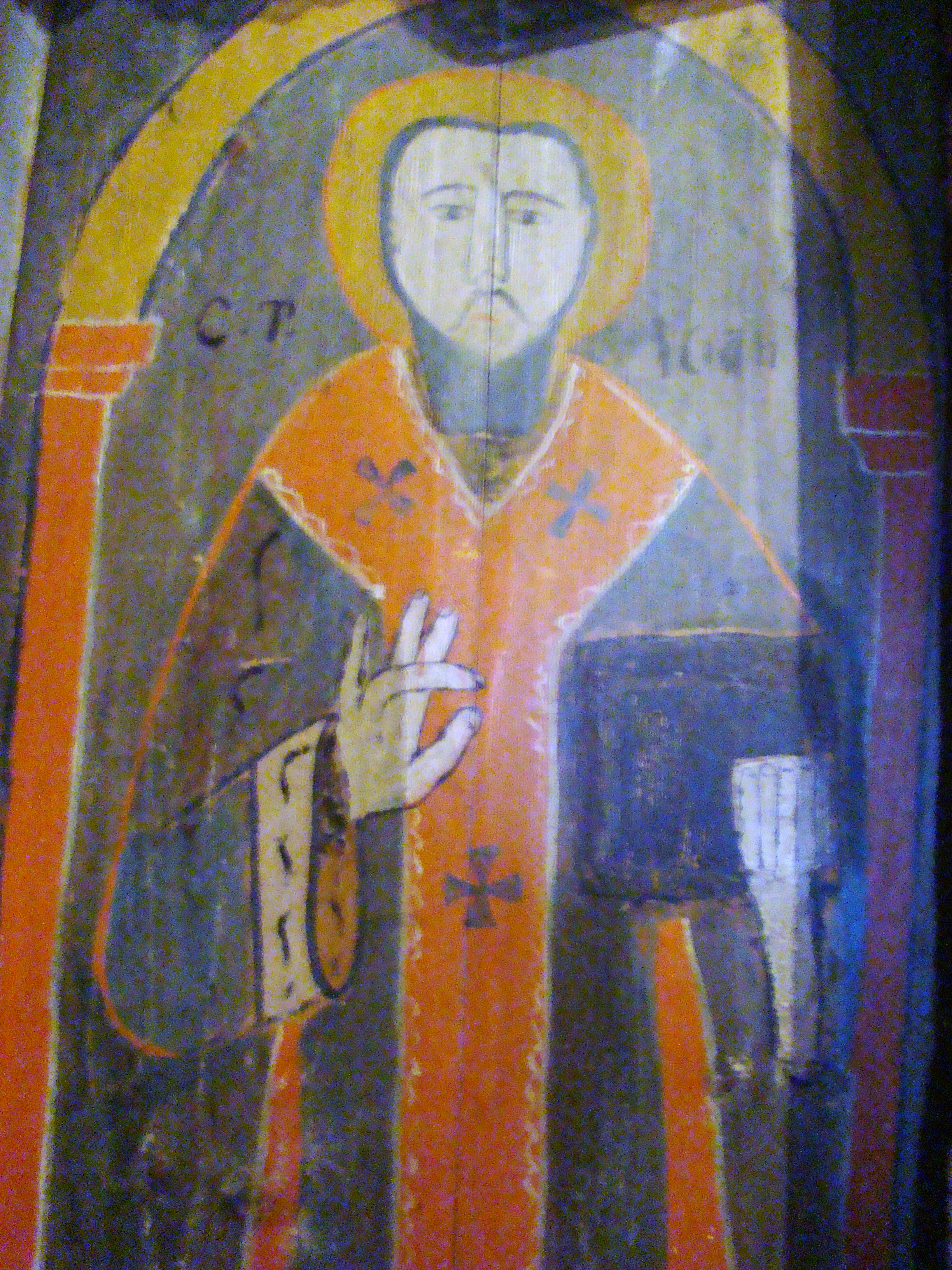
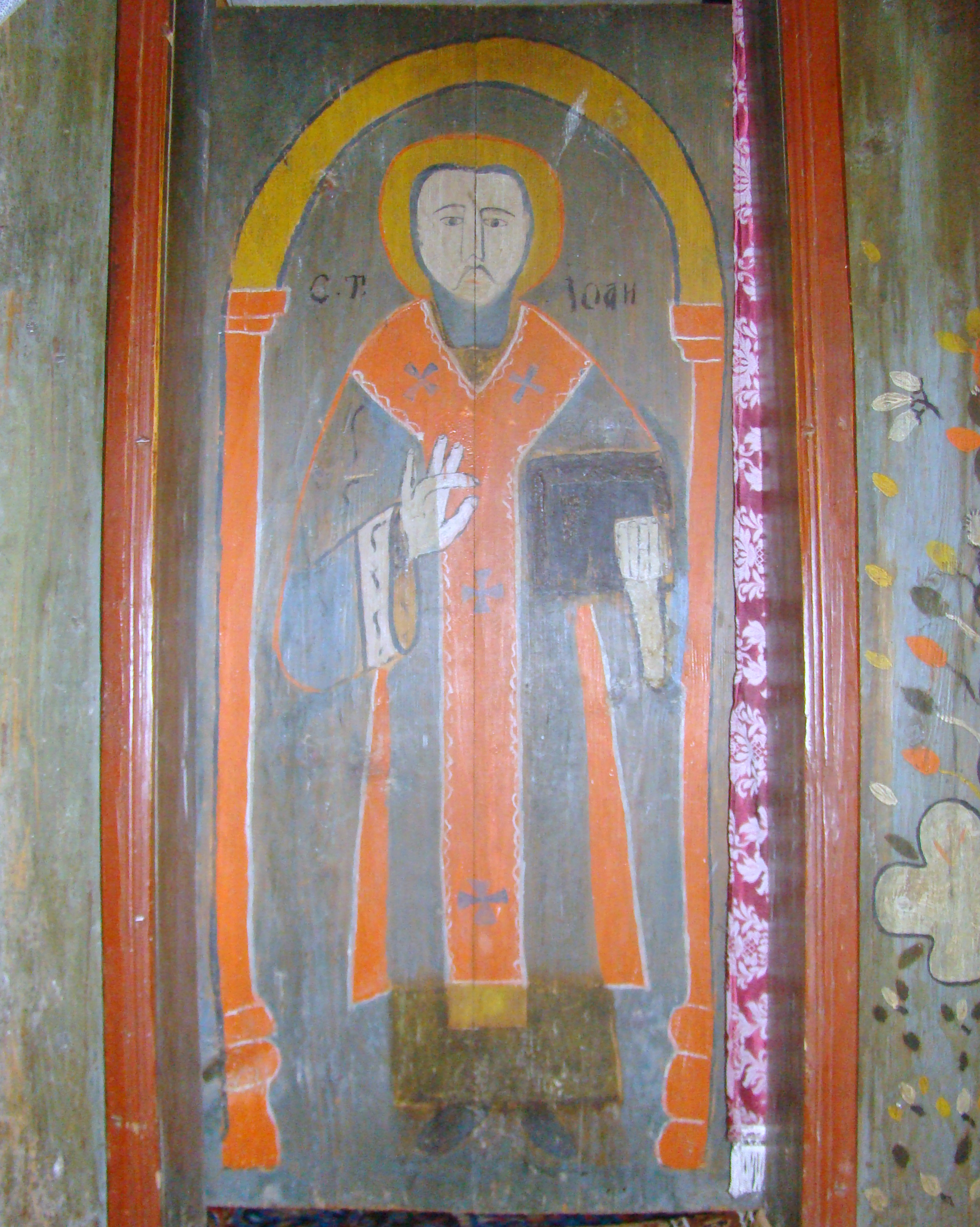
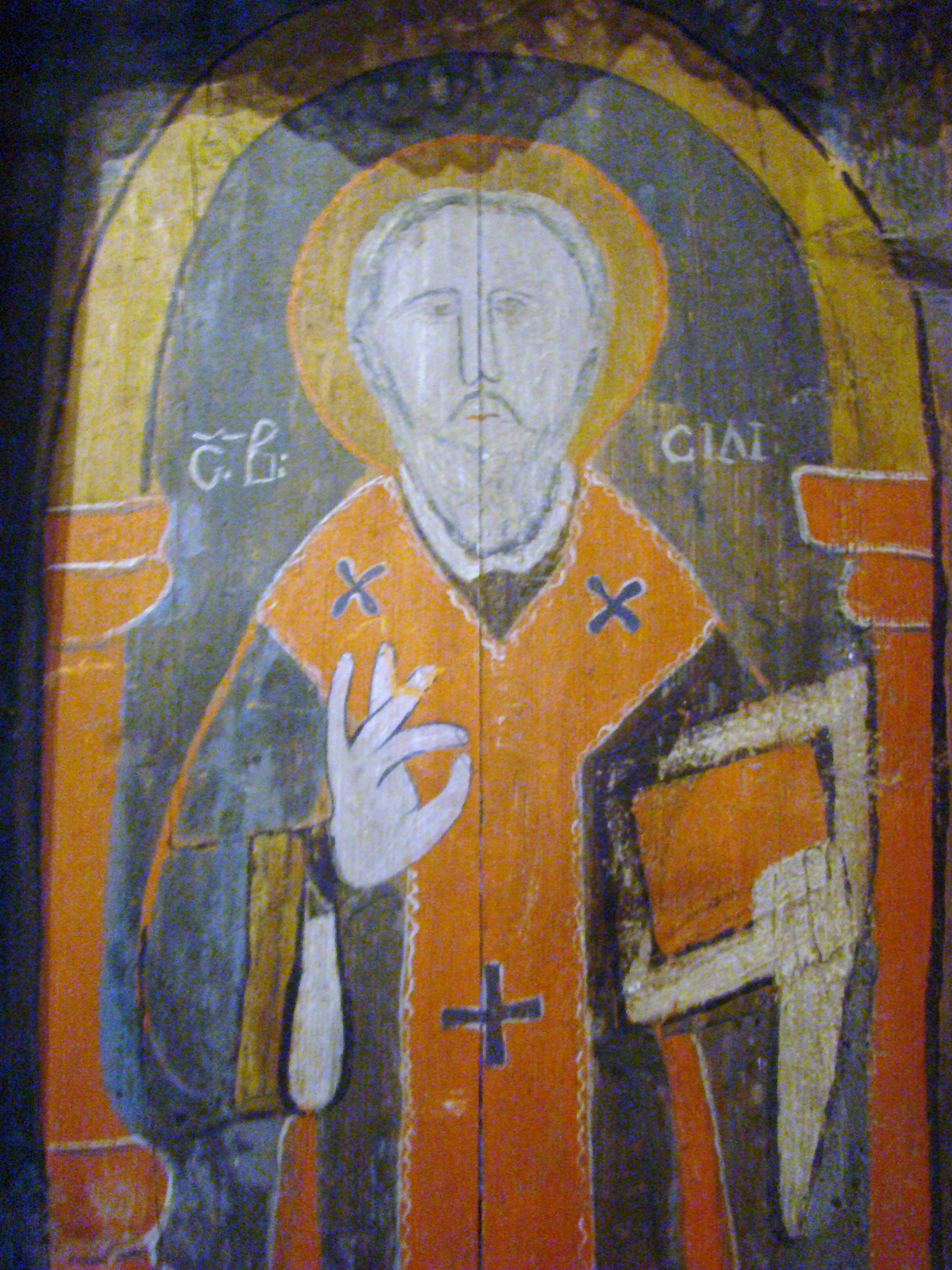
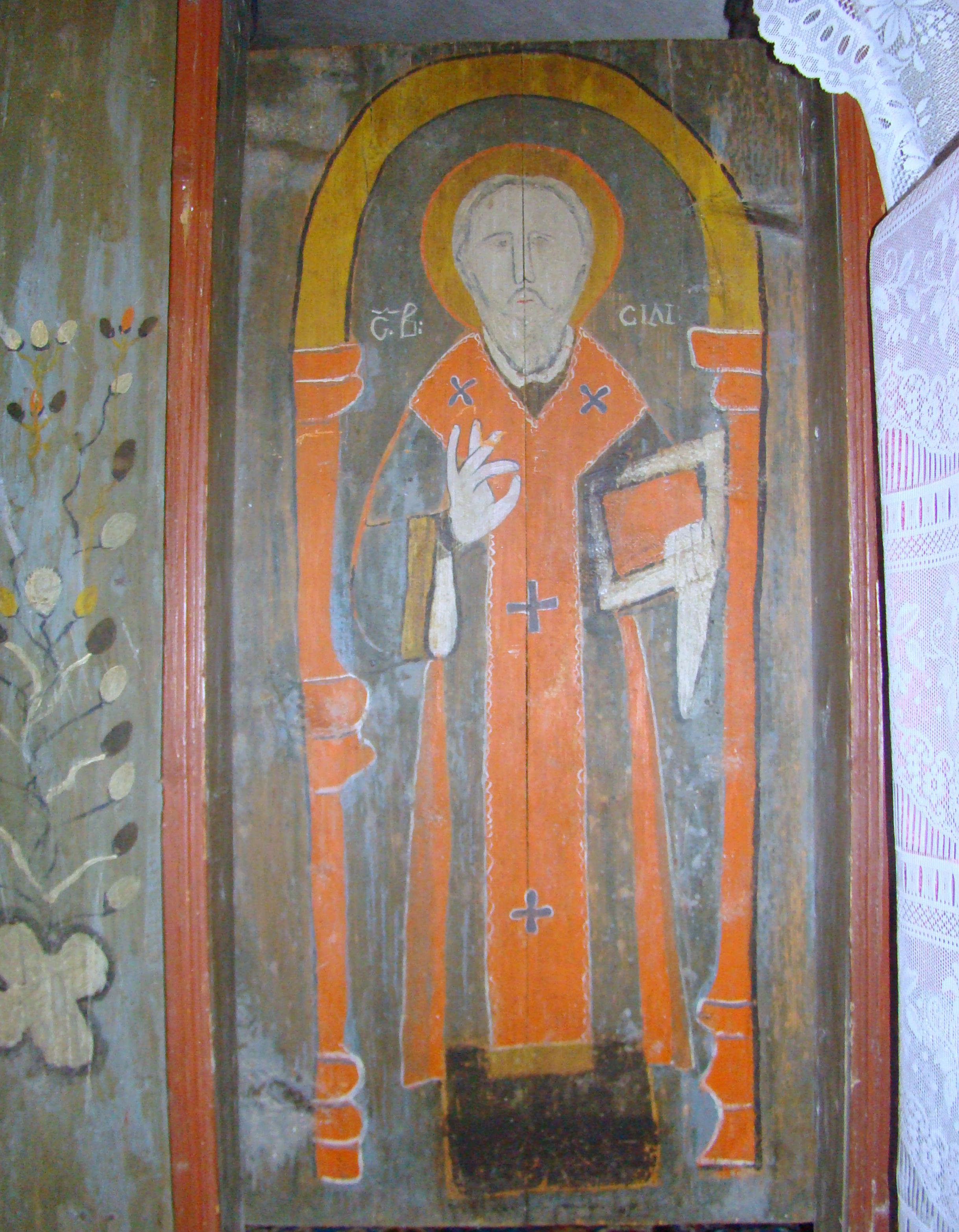
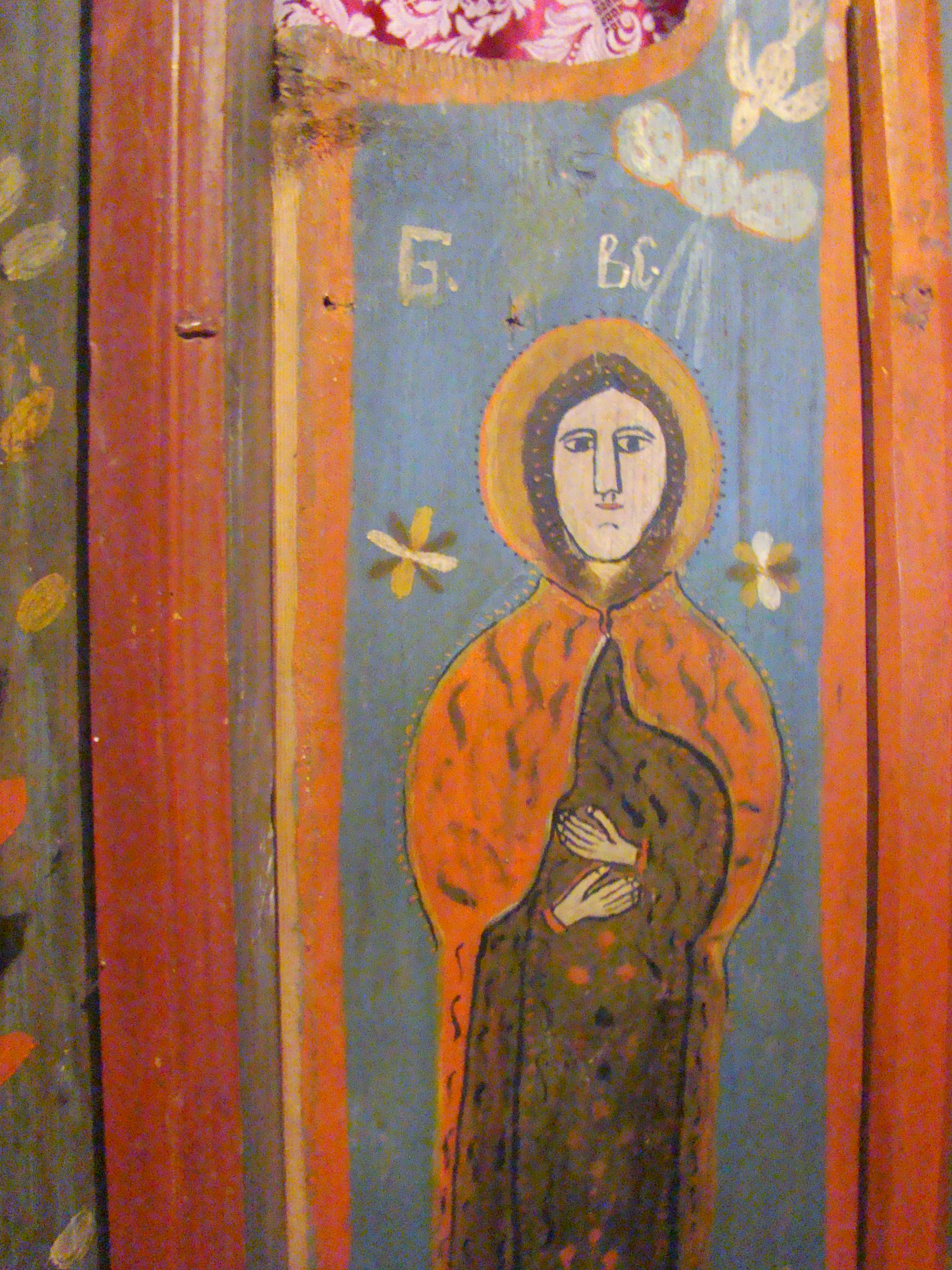
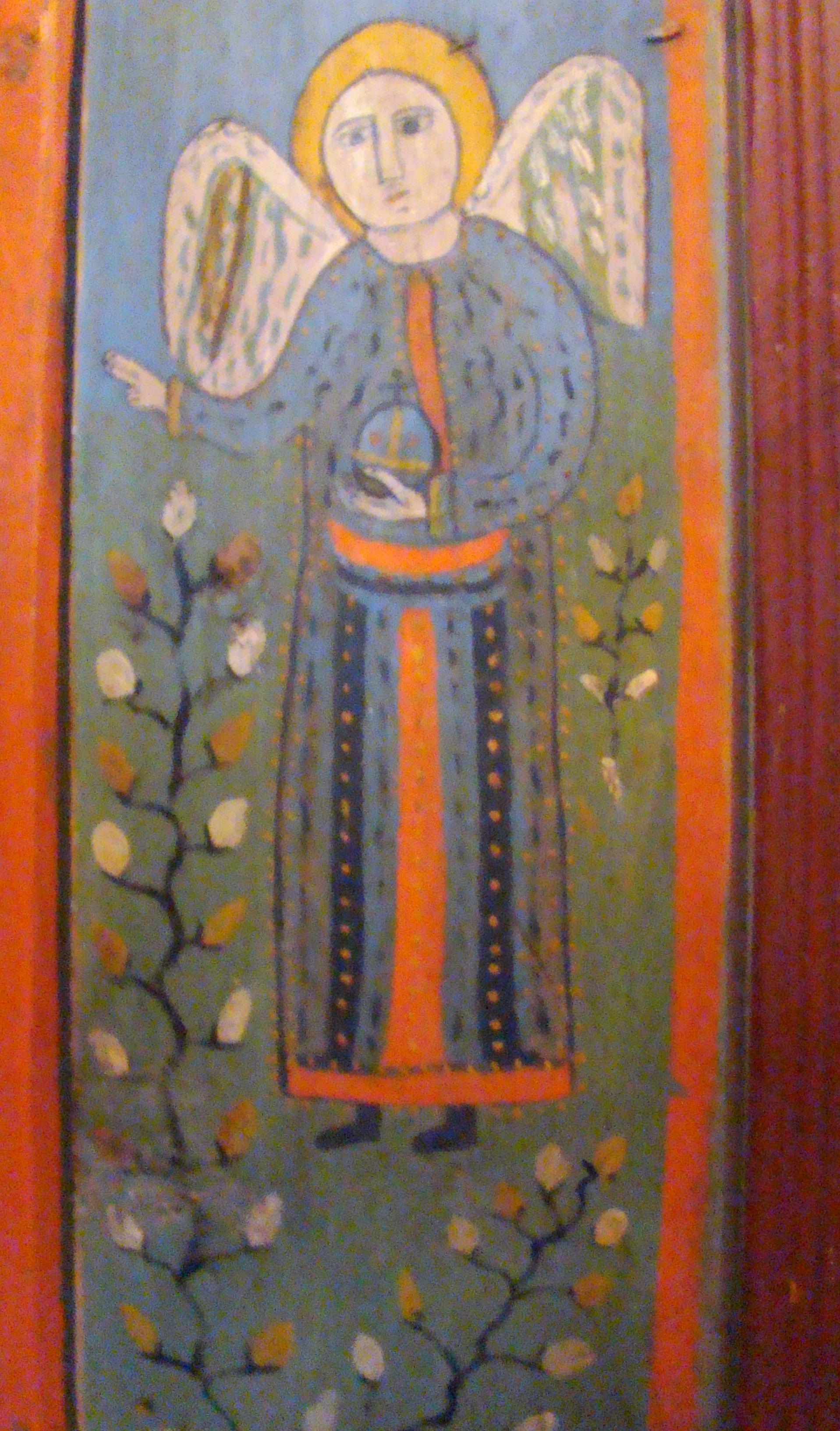
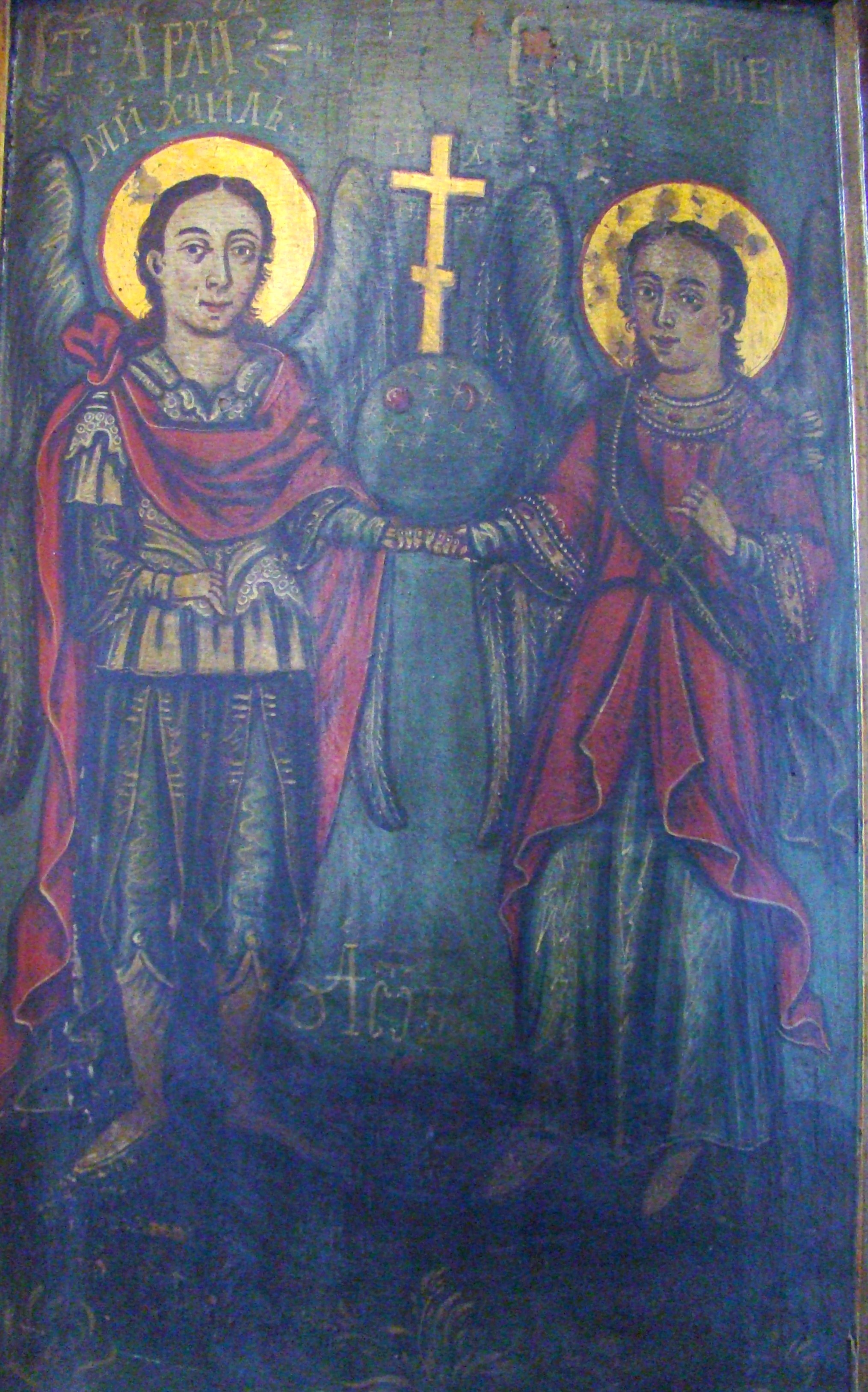
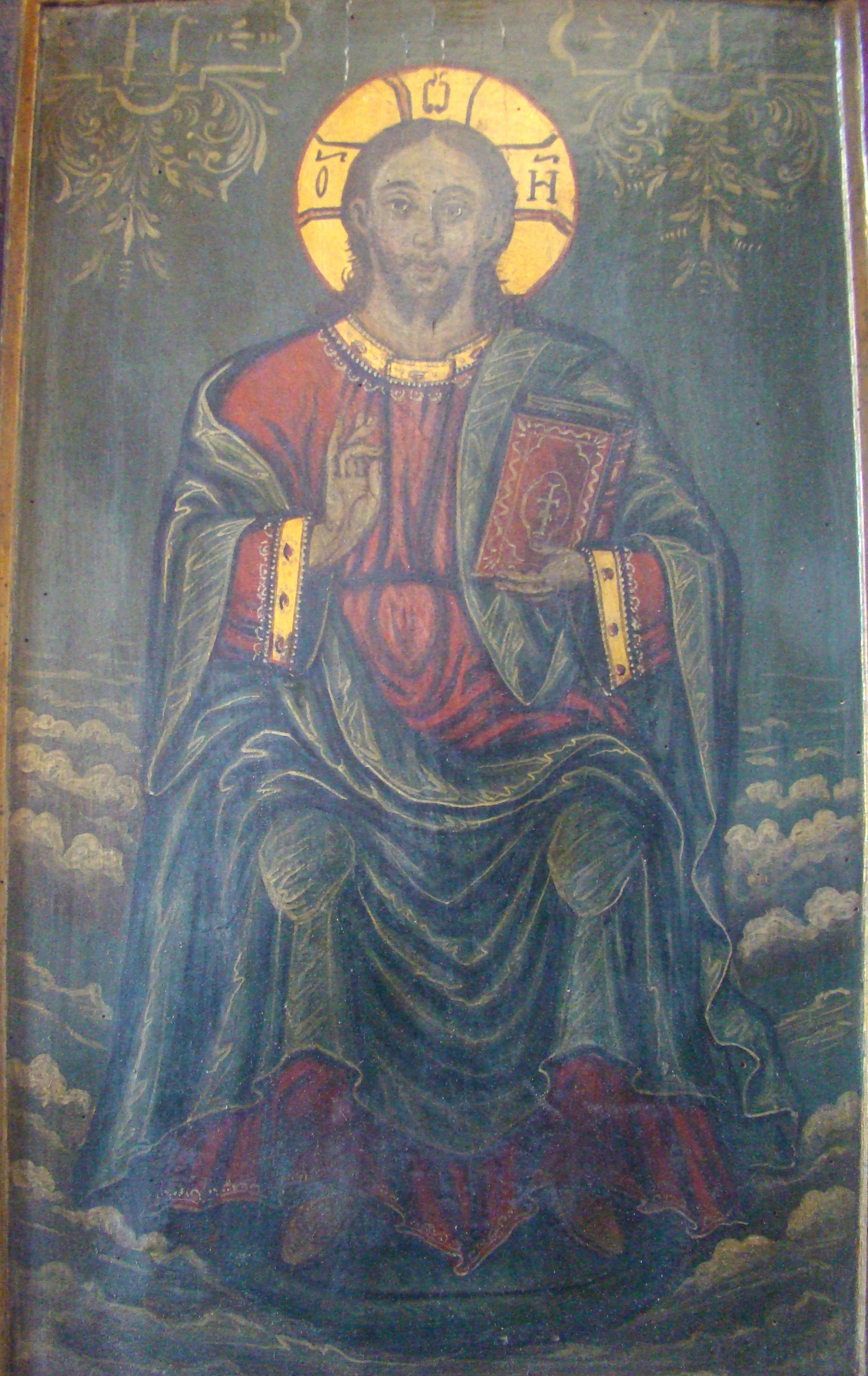
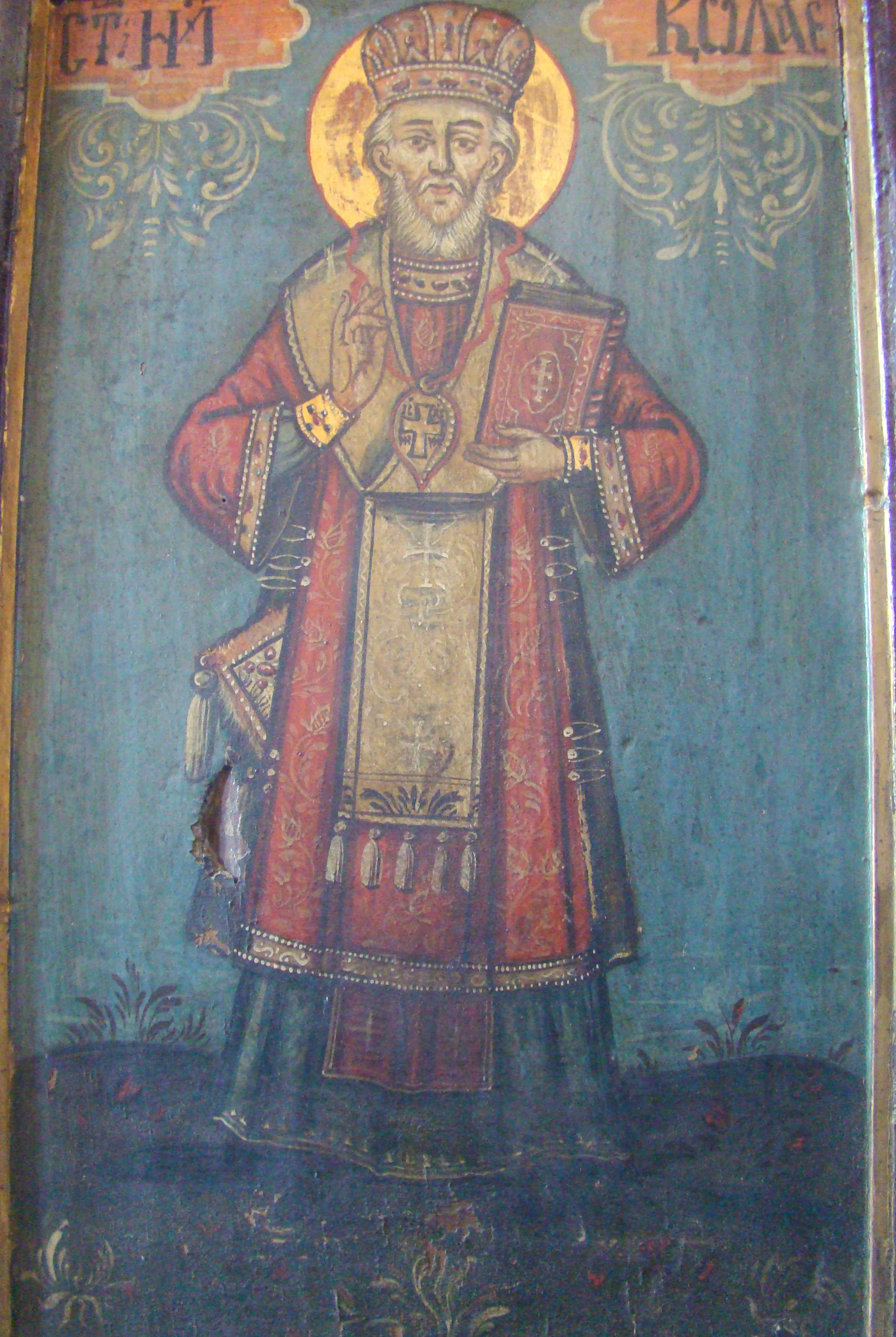
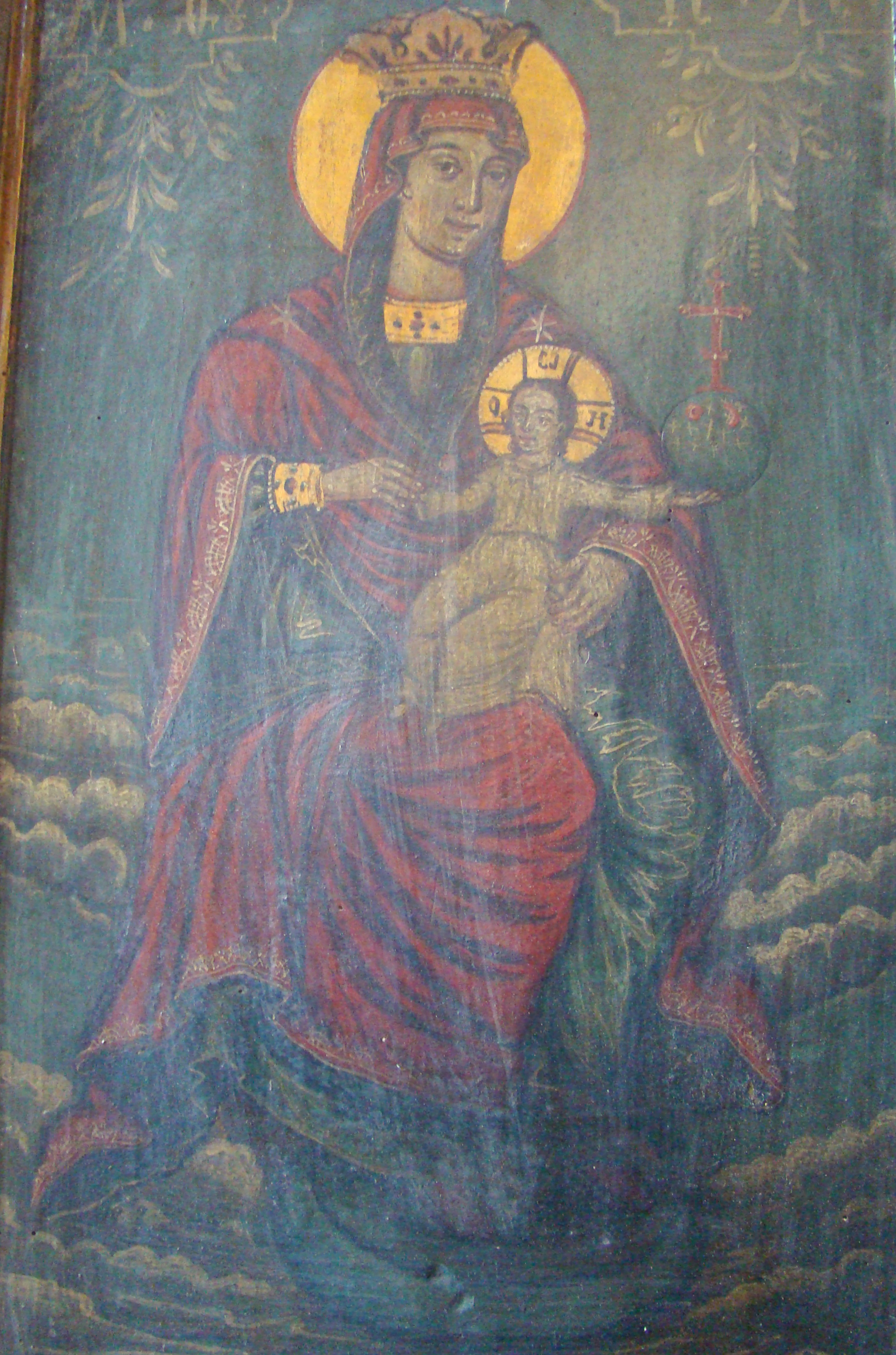
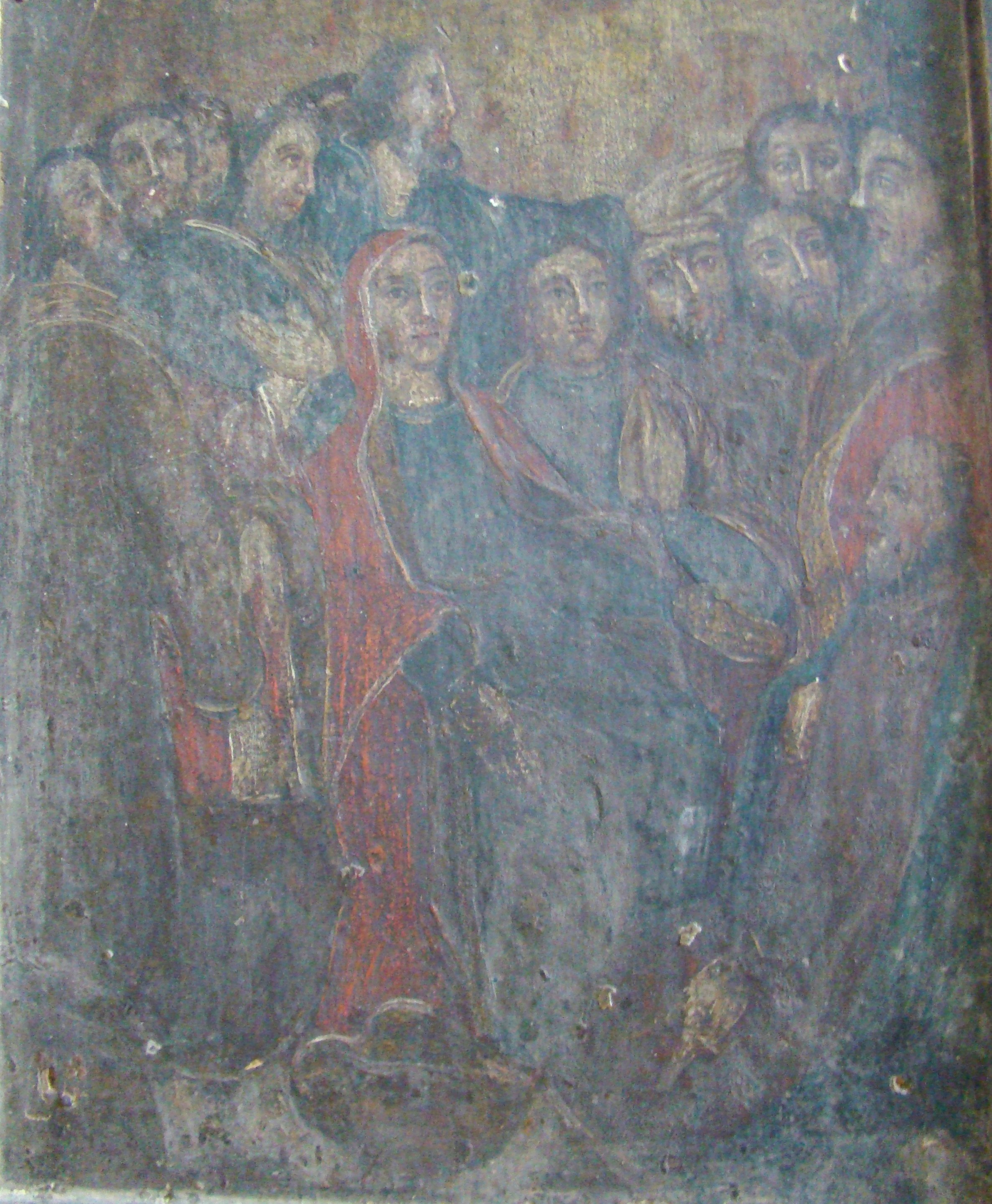
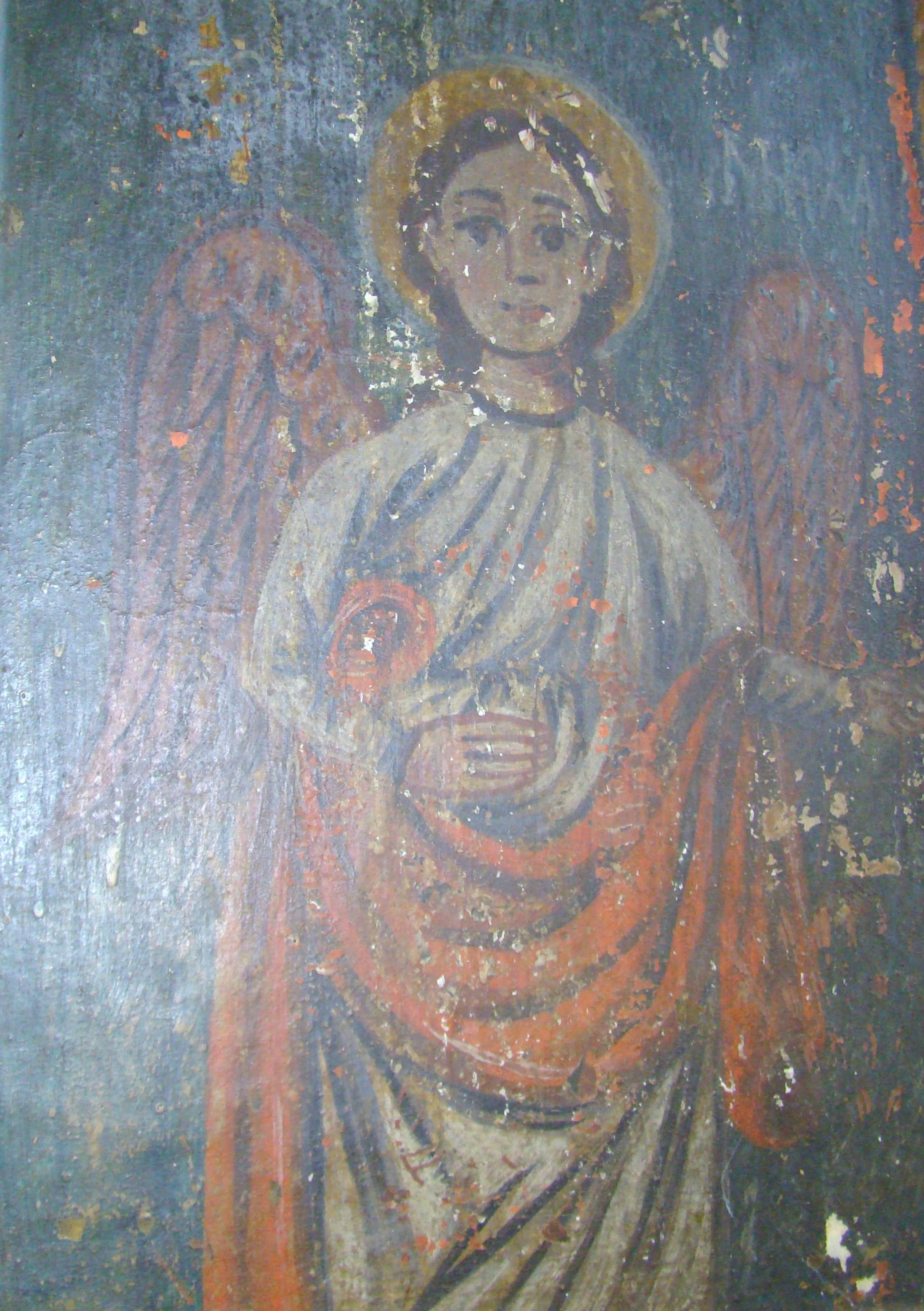
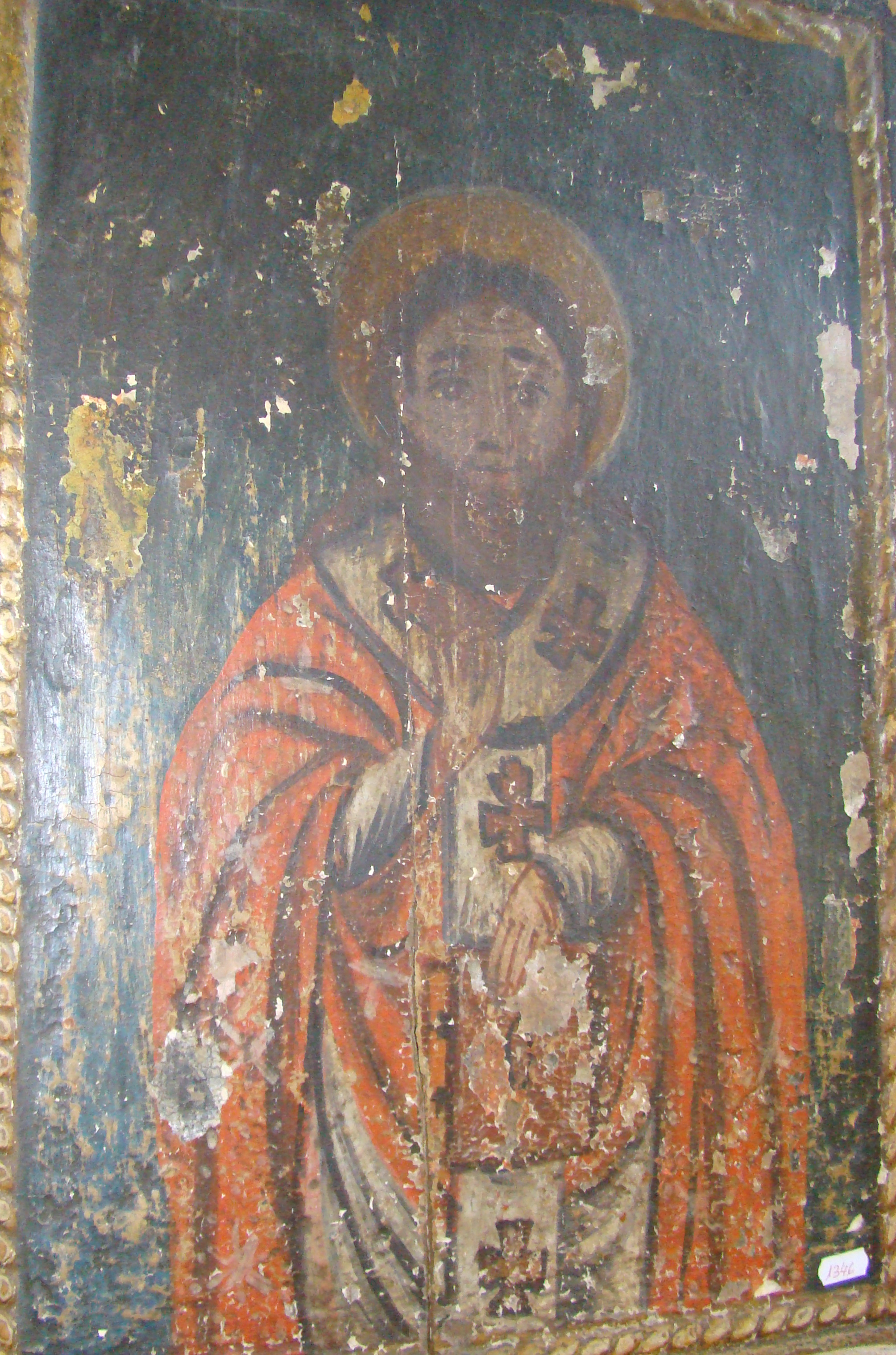
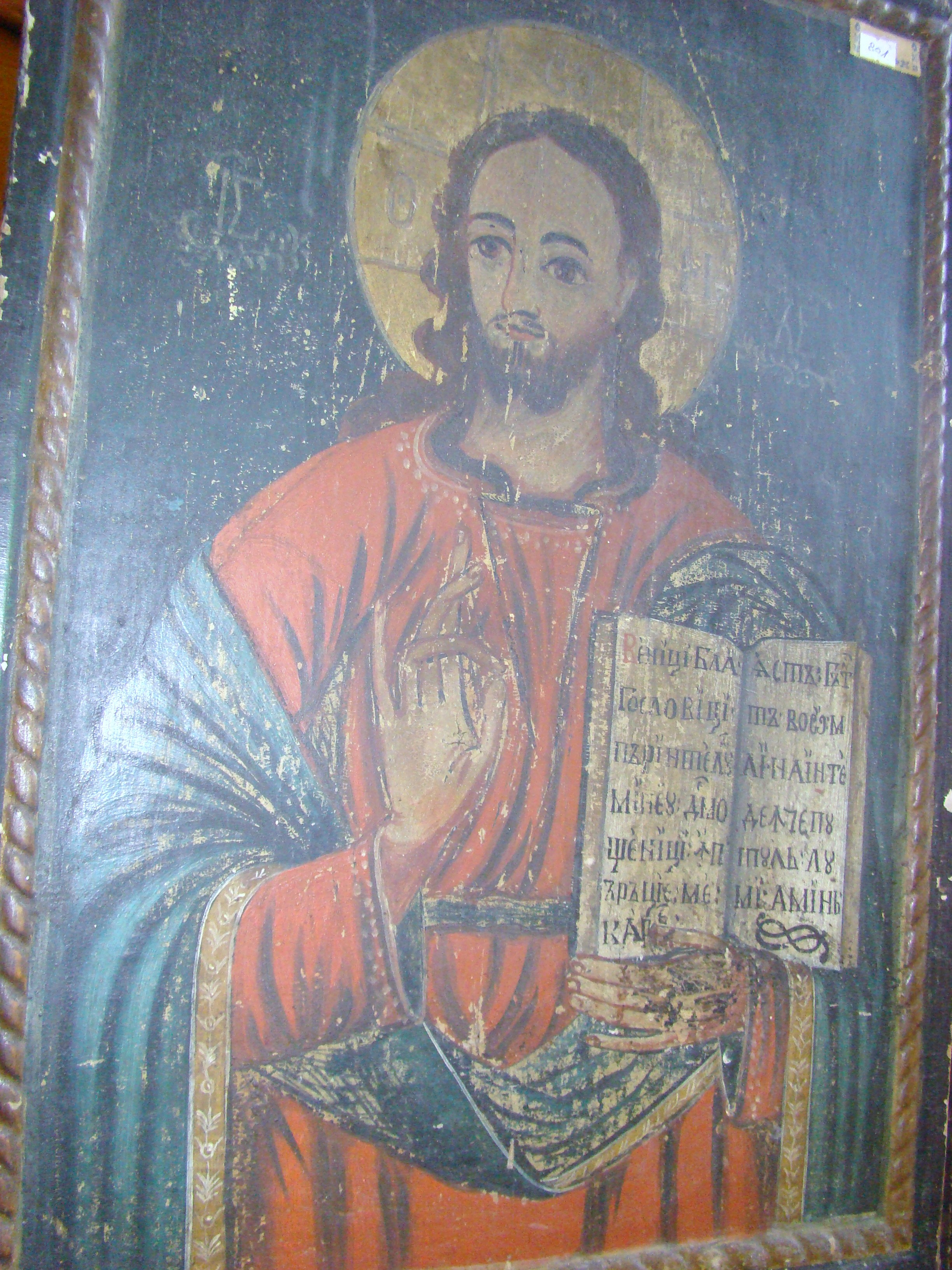
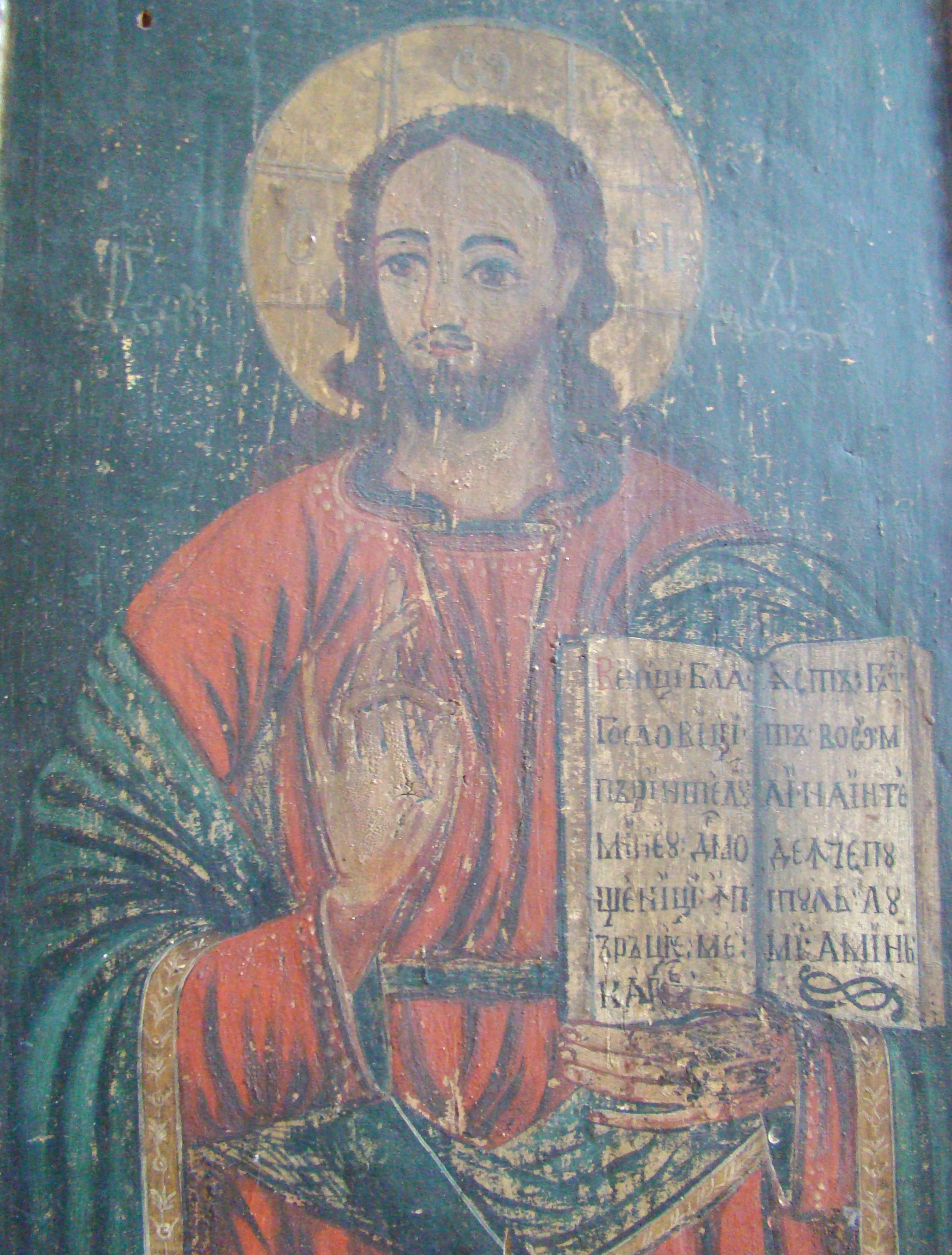
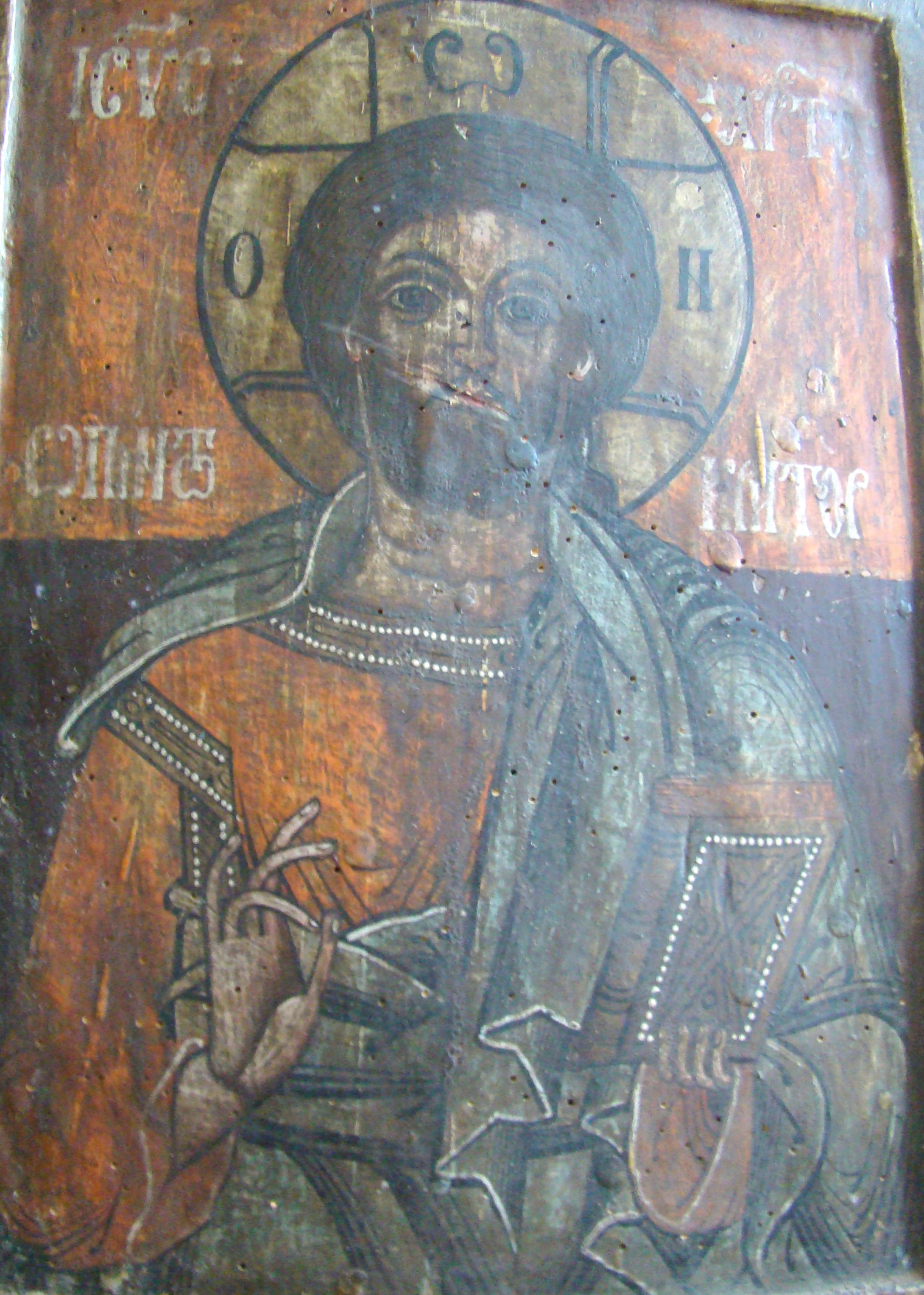